# Glossaire de botanique et de mycologie
- Haut – A
- B
- C
- D
- E
- F
- G
- H
- I
- J
- K
- L
- M
- N
- O
- P
- Q
- R
- S
- T
- U
- V
- W
- X
- Y
- Z

## A

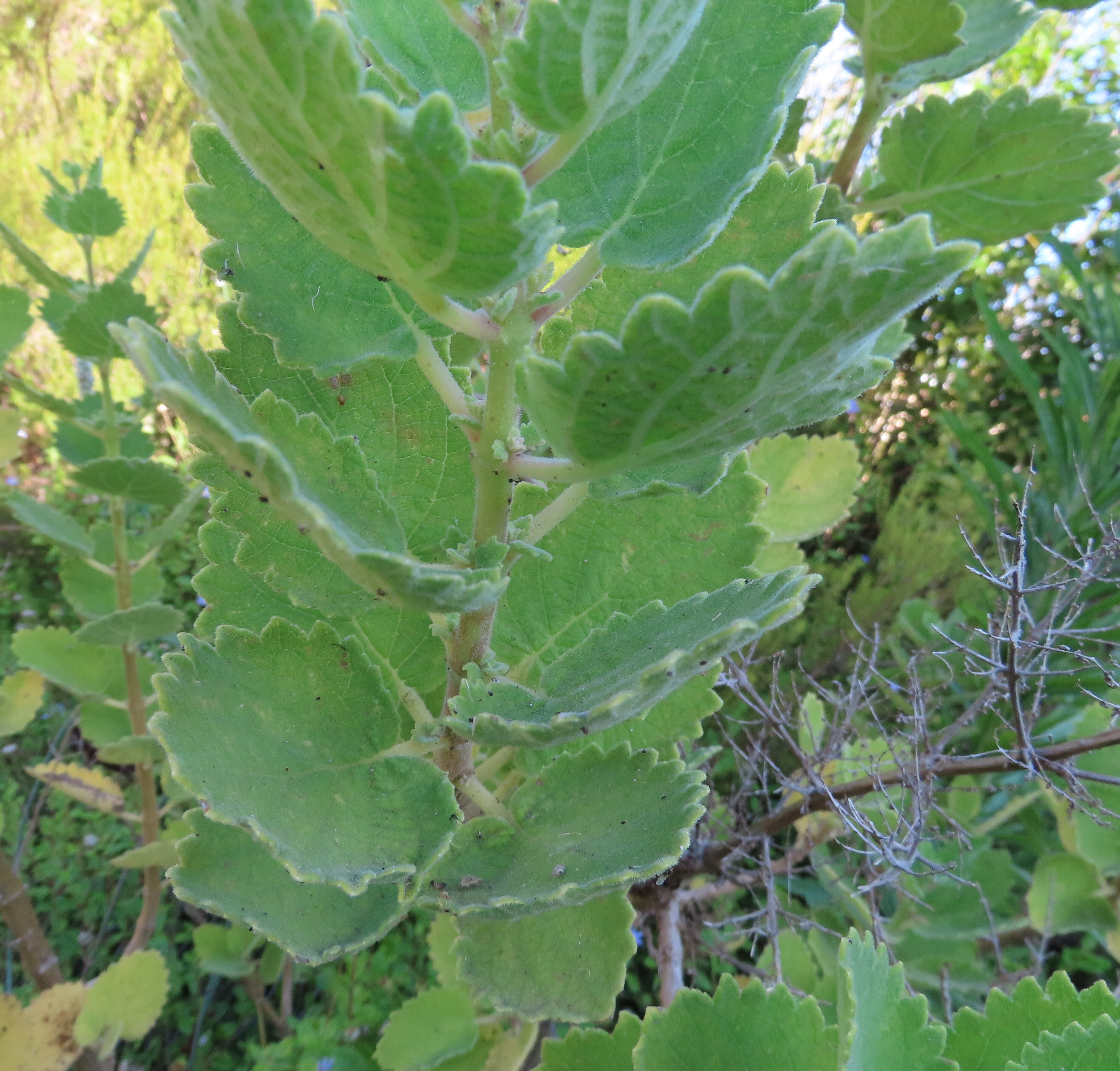
Les feuilles de Tetradenia riparia ont leur face supérieure tournée vers la tige, leur surface inférieure est abaxiale (la surface supérieure est adaxiale).

- Abaxial : adjectif, dont la direction est opposée à la direction de la tige ou de l'axe (= face inférieure).
- Aberrant : adjectif, qui diffère de la normale, anormal.
- Abortif : adjectif, incomplètement développé.
- Abrévié : adjectif, raccourci.
- Abruptement : adverbe, de manière brutale, et non graduelle.
- Abscise : nom, chute d'un organe.
- Absciser : verbe, arracher en coupant.
- Abscisse : nom, couche de cellules qui, en se desséchant, amènent la chute des feuilles.
- Abscission : nom, processus de décollement amenant la chute des feuilles.
- Acanthocarpe : adjectif, fruit hérissé de fortes épines (Datura stramonium).
- Acanthoclade : adjectif, qui a les rameaux hérissés de fortes épines (Acacia acanthoclade).
- Acanthophore : adjectif, qui est hérissé d'épines ou de gros poils rudes (Fucus acantophorus).
- Acanthopode : adjectif, qui a les pétioles très épineux (Zygophyllum acanthopodium).

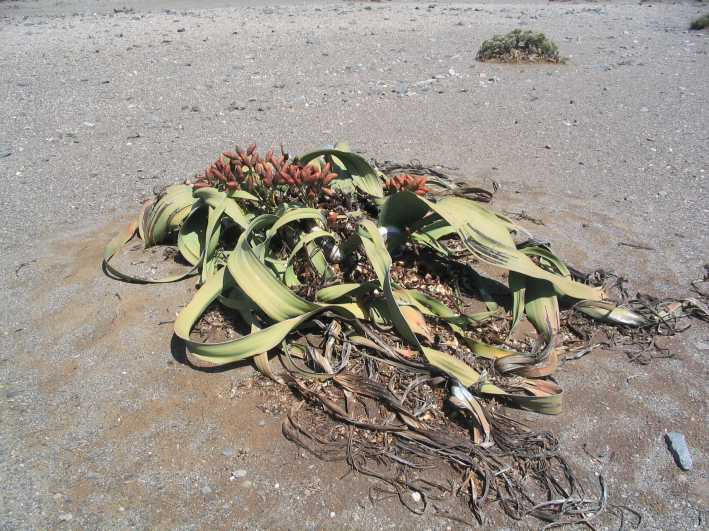
Welwitschia mirabilis est un exemple exceptionnel de plante acaule.

- Acaule ou Acaulescent : adjectif, se dit d'une plante sans tige ou dont la tige est très raccourcie (carline acaule, cirse acaule).
- Accommodat : nom, forme non héréditaire que présente une espèce sous l'influence du milieu. Ex. : les formes très contrastées de Persicaria amphibia en milieu terrestre et aquatique.
- Accrescent : adjectif, se dit d'un organe floral qui continue à croître après la floraison (style de la benoîte, sépales des fleurs du comaret).
- Achlamydé : adjectif, synonyme d'apérianthé, démuni totalement de périanthe.
- Aciculaire ou Aciculé : adjectif, se dit d'une feuille linéaire, rigide et pointue. Les aiguilles des conifères sont de feuilles aciculaires ou acicules.
- Acicule : nom, petit aiguillon délicat, ordinairement droit, qui recouvre certains organes, ou aiguille des conifères.
- Acide : appliqué aux sols et aux eaux, signifie riche en ions H+ (pH < 6,5) ; appliqué aux roches magmatiques signifie riche en silice et corrélativement pauvre en magnésium, fer, calcium.
- Acidiphile : adjectif, se dit d'une plante qui pousse de préférence sur un substrat acide.
- Acrocarpe : adjectif, se dit d'une mousse dont les sporophytes sont situés au sommet de la tige
- Acropète : adjectif, qui progresse de la base vers le sommet, synonyme de basifuge.
- Acrostichoïdes :  dont les sores couvrent presque la totalité de la face inférieure de la surface des feuilles.

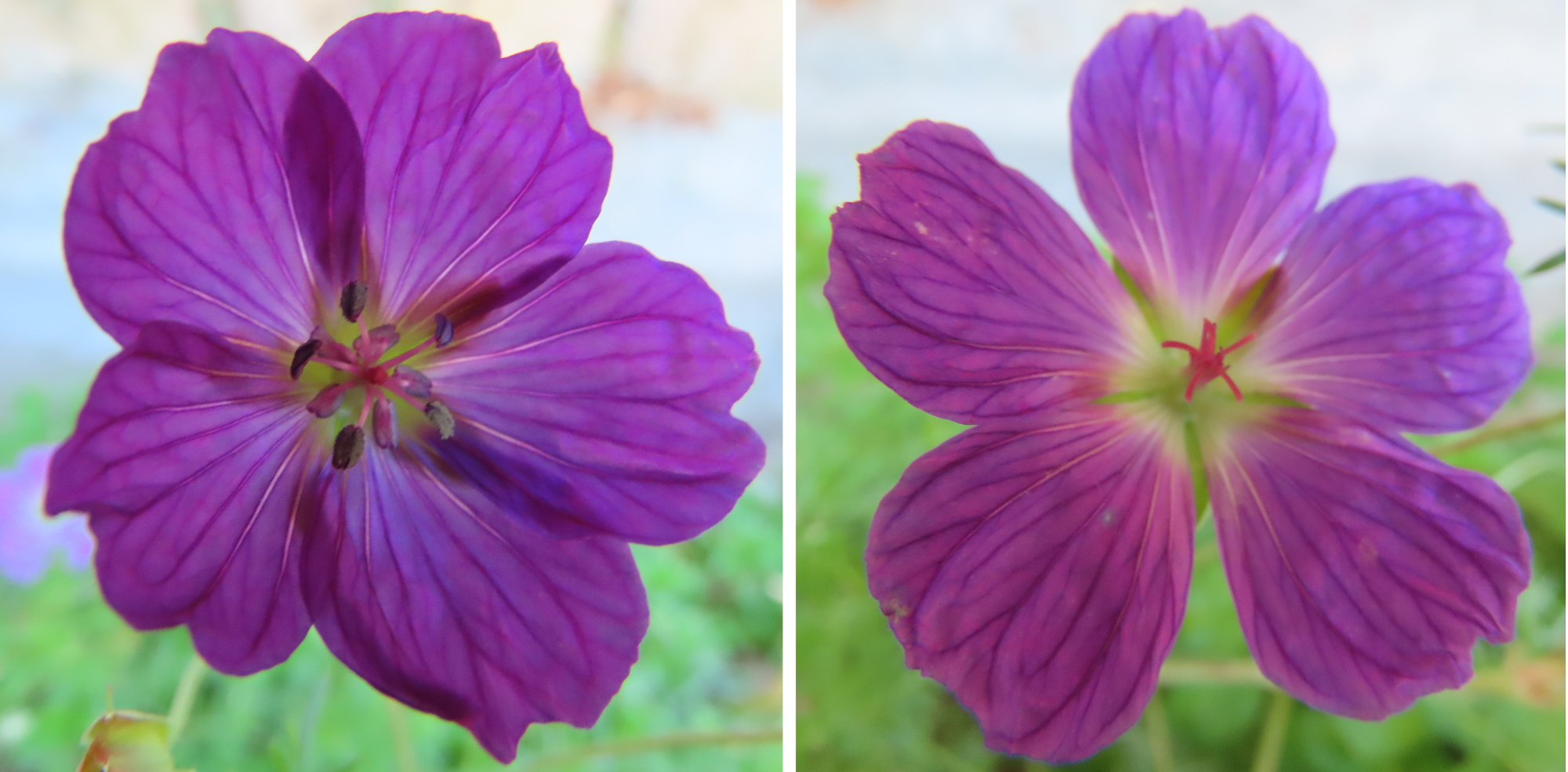
Fleur actinomorphe de Geranium incanum.

- Actinomorphe : adjectif, se dit d'une fleur régulière, à symétrie axiale.
- Acuminé : adjectif, dont l’extrémité offre une pointe allongée et très aiguë (acumen), en parlant des feuilles, des bractées, des divisions du calice.
- Adaxial : adjectif, dont la direction est tournée vers la tige ou vers l'axe (= face supérieure).
- Adné, adnation : qualifie des éléments de nature différente et soudés ensemble.
- Adventice : adjectif ou nom désignant une étrangère venue accidentellement et qui ne s'intègre pas à la végétation locale. On désigne parfois aussi par ce terme une plante hémérochore qui s'établit provisoirement dans un biotope où elle n'est pas en mesure de résister à des variations trop fortes du climat.
- Adventif : adjectif, qualifie les bourgeons qui apparaissent sur les tiges ou les rhizomes, donnant naissance à des racines.
- Aérienne (Racine) : adjectif, racine en partie ou en totalité au-dessus du sol.
- Aérifère : adjectif, qui contient de l'air.
- Aéropalynologie : étude des pollens en suspension dans l'atmosphère.
- Agamospermie : production de graines viables sans intervention de la sexualité (reproduction végétative)
- Agochorie : adjectif, diffusion hémérochore par transport involontaire par l'homme, ses animaux domestiques ou ses machines (bateaux notamment).
- Agriophyte ou anthropophyte : espèce végétale qui a seulement atteint son habitat dans une zone précédemment inhabitée par l'intermédiaire de l'influence humaine.
- Agrostologie (ou graminologie) : discipline de la botanique qui a pour objet l'étude des plantes de la famille des Poaceae ainsi que les Cyperaceae, Juncaceae et Typhaceae dans un sens plus large.
- Aigrette : bouquet de poils situé au sommet de certains fruits.
- Aiguille : nom féminin, feuilles particulières des conifères.
- Aiguillon :
  - (botanique) : un aiguillon est une pointe piquante se développant à partir de l'écorce et non du bois : les aiguillons (et non les épines) des rosiers et des ronces.
  - (mycologie) : structure en forme de pointe formant l’hyménium des champignons hydnoïdes.
- Aile : nom féminin, le mot peut avoir plusieurs sens en botanique. Il désigne d'abord une membrane bordant un organe ou le prolongeant (les chardons ou les gesses ont des tiges ailées). Il désigne aussi les pétales latéraux des fabacées, ou encore les sépales des polygalacées.
- Aisselle : nom masculin, intérieur de l'angle aigu formé par une feuille insérée sur la tige. Beaucoup de fleurs poussent à l'aisselle des feuilles.

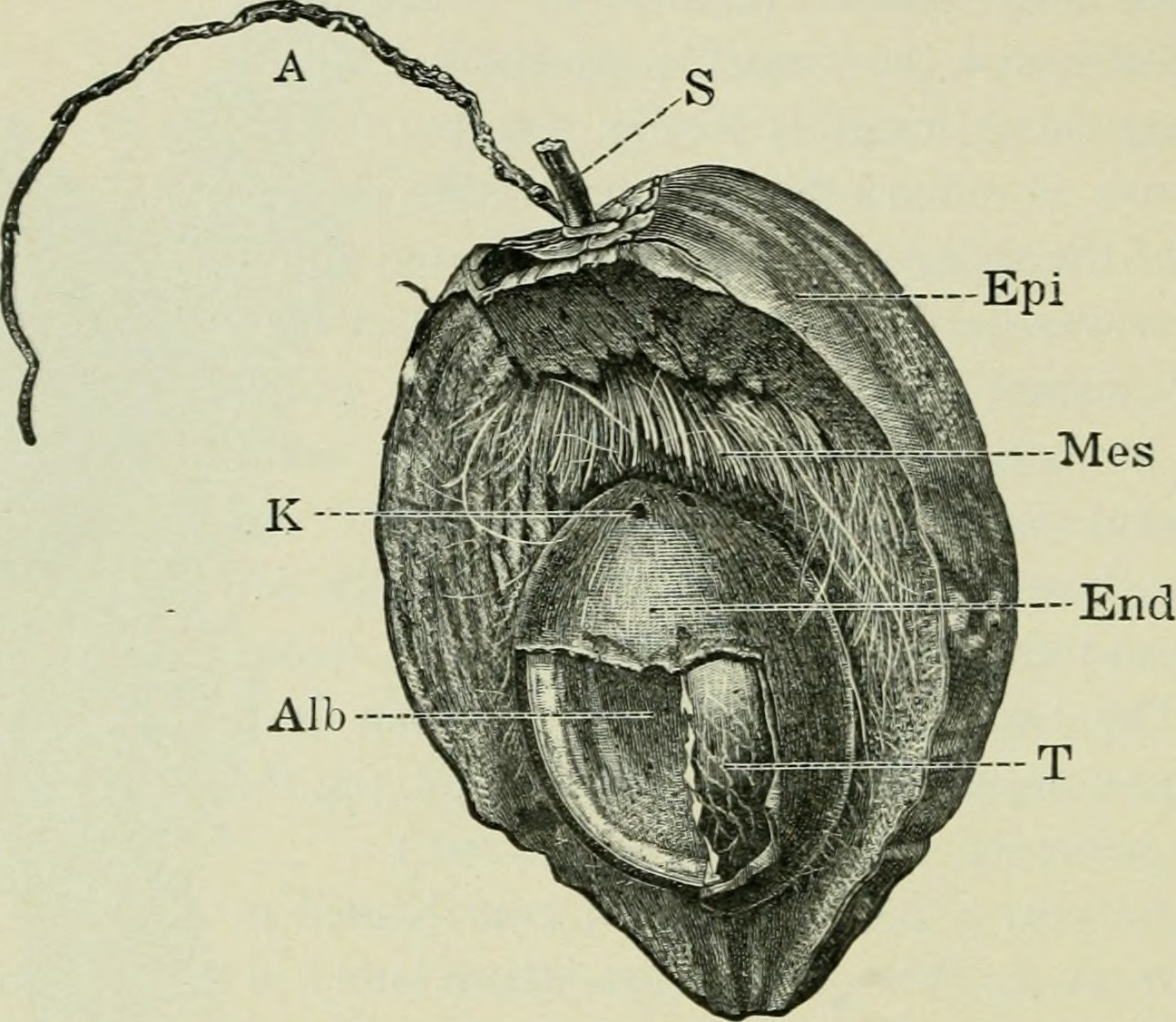
Schéma d’une noix de coco avec son albumen (endosperme) étiqueté Alb.

- Akène : fruit sec et indéhiscent ne contenant qu'une graine. Le nom peut aussi s'écrire achaine.
- Akénoïde : adjectif, qui ressemble à un akène.
- Albumen : nom masculin, tissu de réserve d'une graine.
- Albuminé : adjectif qualifiant une graine dans laquelle l'albumen est développé en structure de réserve.
- Allèle : nom ou adjectif, l'une des deux formes que peut prendre un gène sur un chromosome.
- Allochorie : dissémination des diaspores par un vecteur quelconque autre que le végétal lui-même.
- Allorhize : système racinaire dans lequel la racine principale est dans la continuation de l'axe longitudinal de l'embryon, la radicule poursuivant sa croissance (antonyme : homorhize)[1].
- Alterne : adjectif désignant des feuilles disposées de chaque côté de la tige, à des hauteurs différentes.
- Alvéole (un ou une) : petite fossette à contour souvent anguleux.
- Amas : regroupement de bourgeons épicormiques irrégulièrement juxtaposés.
- Amphigastre : nom, petite feuille que l'on retrouve sur la face ventrale de la tige rampante des Jungermanniales.
- Amphistomatique : lorsque les stomates d’une feuille sont présents sur les deux faces de la feuille (supérieure et inférieure).
- Amentifère : adjectif, qui porte des chatons.
- Amphicarpie : mode de fructification dans lequel une partie des semences est produite dans le sol.
- Amplexicaule : adjectif, se dit d'une feuille ou d'une bractée sessile, dont la base souvent élargie ou les oreillettes, embrasse complètement la tige ou le rameau.
- Amylifère : adjectif, riche en grains d'amidon.

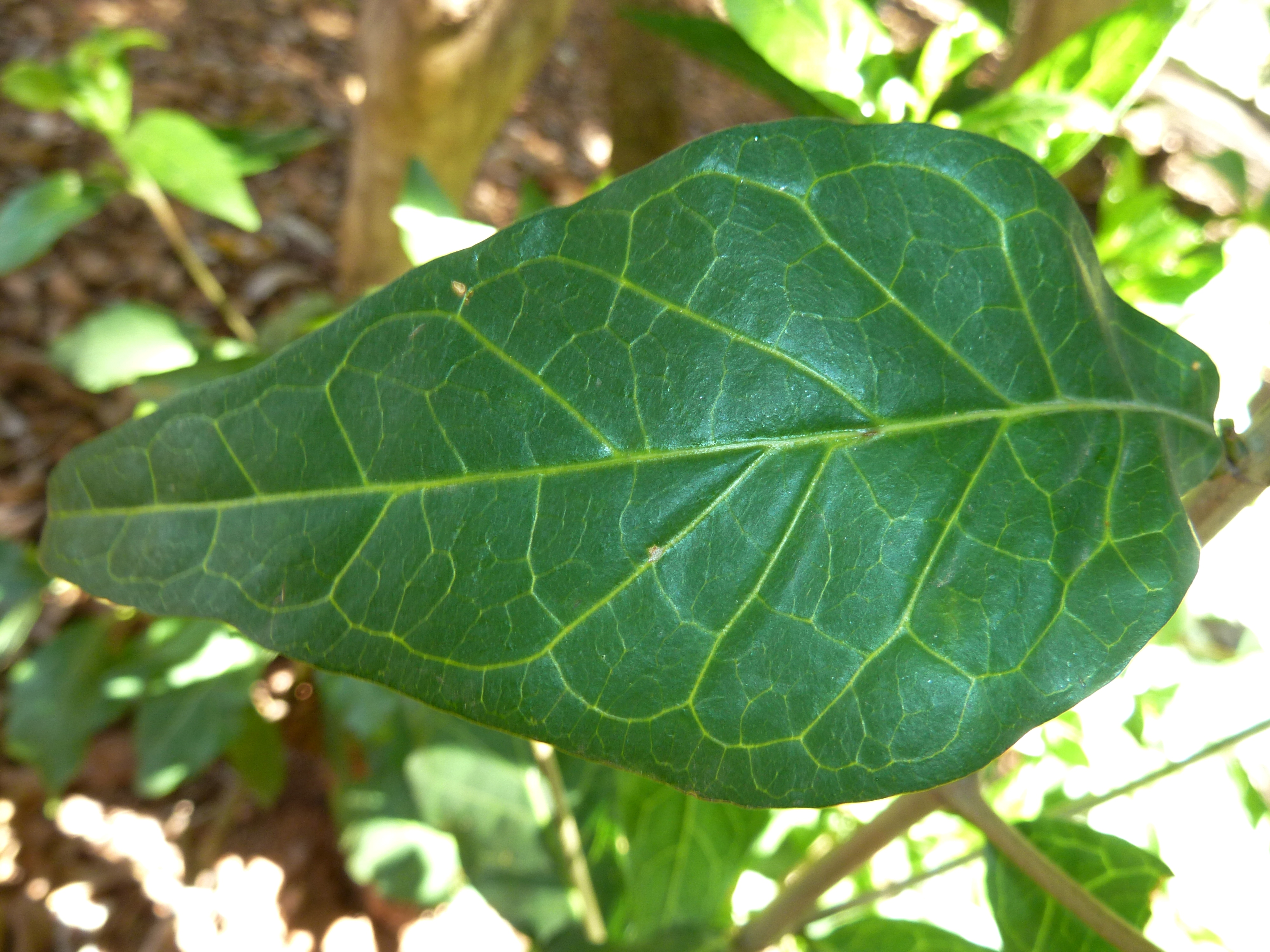
Anastomose des nervures d'une feuille de Rothmannia.

- Amyloplaste : plaste spécialisé dans l'accu
- Anastomose : réunion de nervures  (ou de canaux) aboutissant à former un réseau.
- Anatrope : adjectif qualifiant un ovule à embryon droit replié sur lui-même.
- Androcée : ensemble des étamines (pièces mâles) d'une fleur.
- Androdioïque adjectif : qui porte des fleurs hermaphrodites et des fleurs mâles sur des pieds séparés (mais pas de fleurs femelles seules).
- Androgynophore : pédoncule d'Angiosperme qui supporte à la fois les étamines et les carpelles, au-dessus du niveau d'insertion du périanthe. Ex. fleurs des Passiflores (Passifloracées).
- Anémochorie : dispersion des graines par le vent.
- Anémogame : adjectif qualifiant un mode de reproduction des plantes dans lequel le pollen est essentiellement véhiculé par le vent.

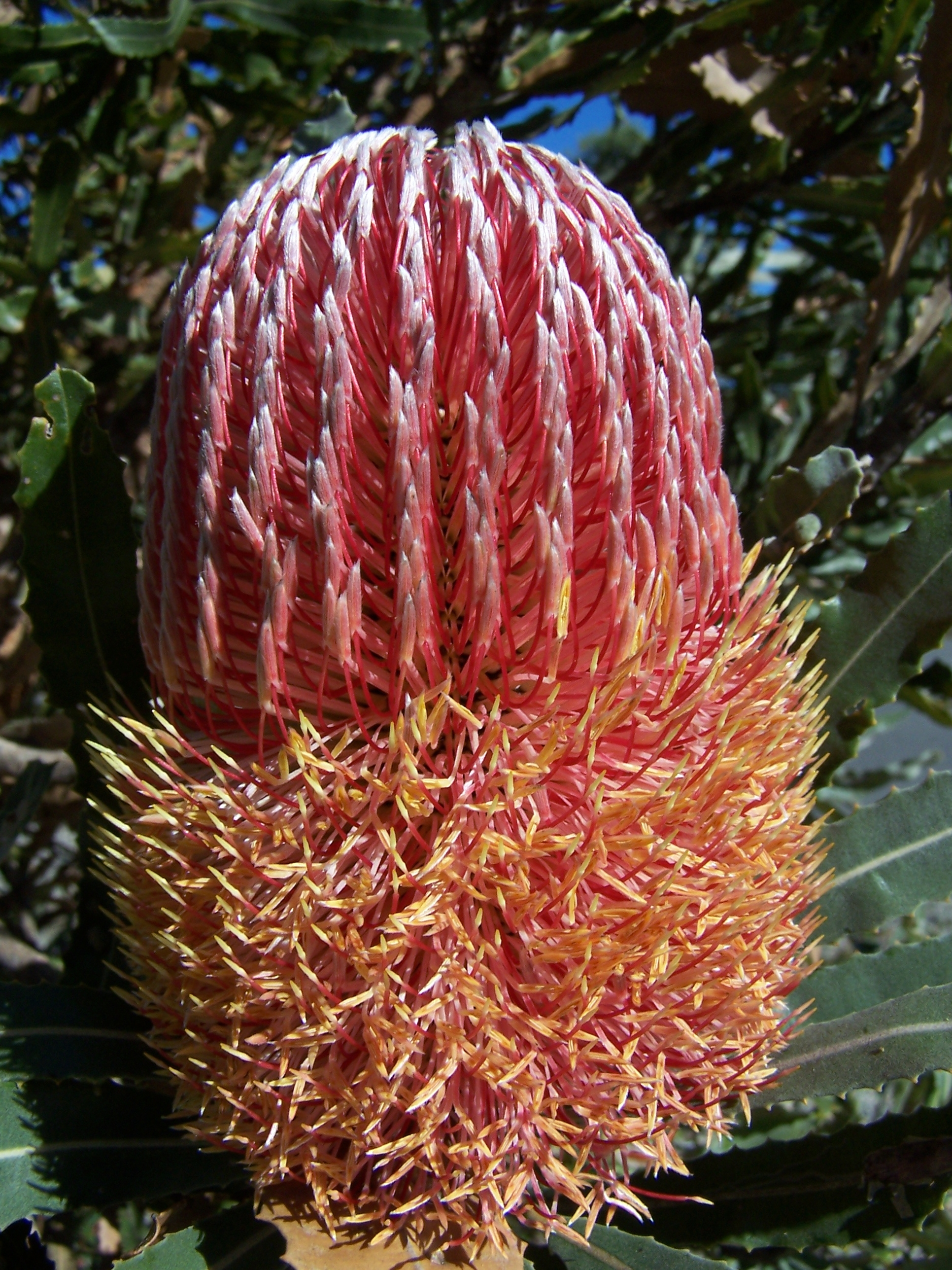
Anthèse d'une inflorescence de Banksia menziesii.

- Anémophile : synonyme d'anémogame ; ou qui est capable de se de se développer dans des biotopes soumis à des vents importants.
- Aneuploïde : cas d'une plante dans laquelle le nombre de chromosomes n'est pas un multiple entier du nombre de chromosomes participant au génome de base.
- Angiosperme : plante à graine enfermée dans le fruit.
- Angle de divergence : angle de passage d'une feuille à l'autre.
- Angustisepté : adjectif, se dit d'un fruit à une cloison interne, aplati perpendiculairement à cette cloison.
- Anisogamie : se dit quand un gamète est plus gros ou différent.
- Anneau : rangée de cellules spécialisées à paroi épaisse, qui assurent l'ouverture du sporange chez beaucoup de fougères.
- Annuelle : adjectif désignant une plante qui ne vit qu'une saison.
- Antérieur : adjectif, situé du côté opposé à l'axe (synonyme abaxial ou cantral).
- Anthère : partie supérieure de l'étamine contenant le pollen.
- Anthèle : panicule diffuse à rameaux longs et étalés.

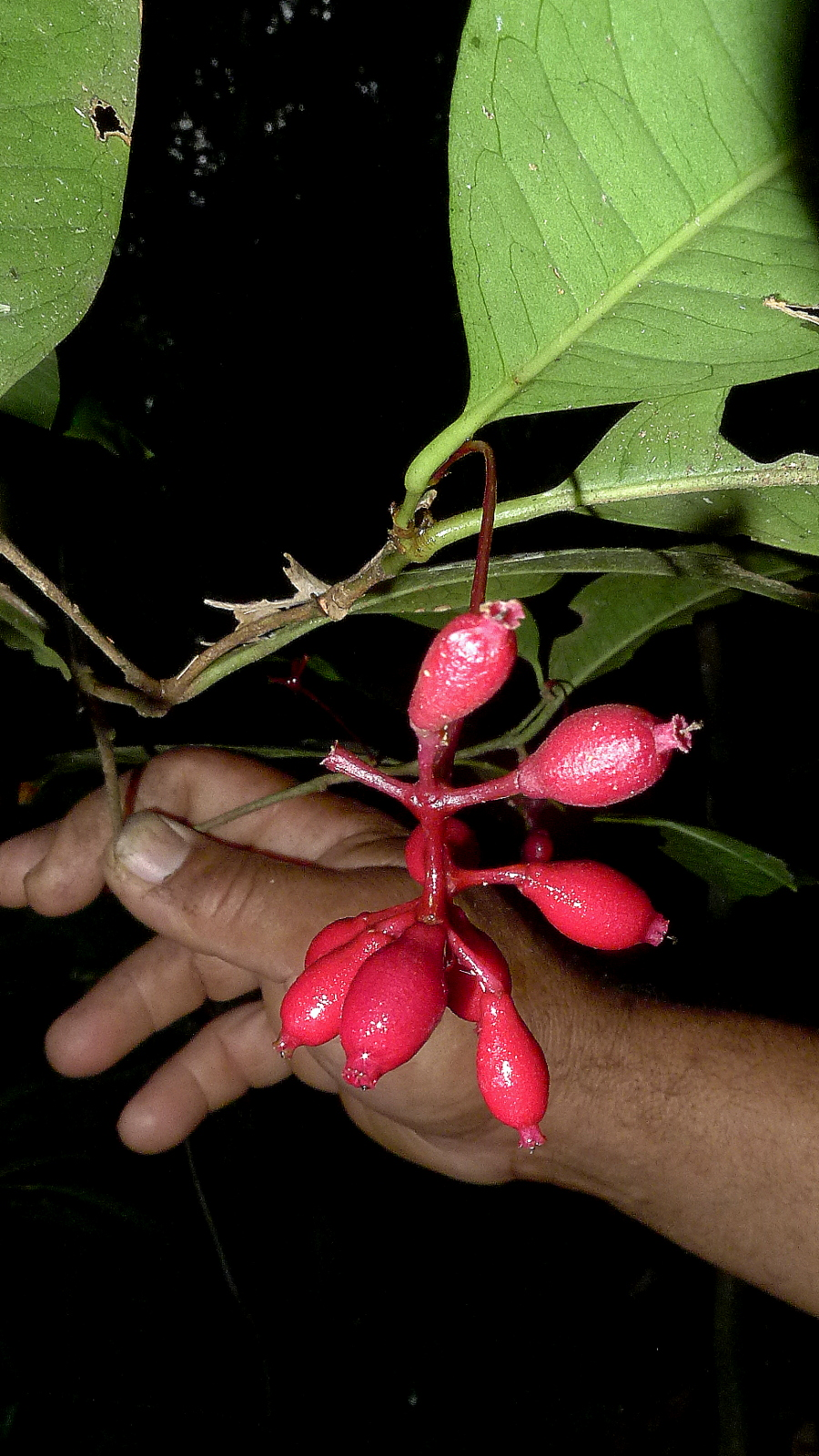
Exemple d'anthocarpe chez le genre Neea : le calice et le style restent sur le fruit mûr.

- Anthéridie : gamétange dans lequel s'élaborent les gamètes mâles.
- Anthérozoïde : gamète mâle mobile, cilié ou flagellé.
- Anthèse : synonyme de floraison ou, de façon plus restrictive, ouverture des boutons floraux.
- Anthocarpe : type de fruit dans lequel une partie de la fleur persiste attachée au péricarpe, par exemple chez les Nyctaginaceae.
- Anthropochorie : dissémination des diaspores par l'homme et ses activités, généralement involontairement.
- Anthropophyte : plante commensale de l'homme, propagée de manière involontaire.
- Anticline : adjectif qualifiant une division cellulaire qui s'effectue perpendiculairement à la surface du tissu cellulaire.
- Antiligule : petit appendice membraneux prolongeant la gaine foliaire et opposé à la ligule chez certaines cypéracées et poacées.
- Antipode : cellule (haploïde) du sac embryonnaire. Les antipodes sont situées au point opposé au micropyle.
- Antrorse : adjectif qualifiant une orientation d'un organe vers le sommet.
- Apérianthe : adjectif, dépourvu de périanthe.
- Aperture : zone de moindre résistance à la surface du grain de pollen par où germe le tube pollinique.
- Apétale : adjectif : dépourvu de pétale (pour une fleur ou du végétal qui la porte)
- Apex : (pointe, sommet) extrémité d'une racine, d'une tige, d'une feuille.
- Apical : adjectif, relatif à la pointe (d'une racine, d'une tige).
- Aphylle : adjectif, dépourvu de feuilles.
- Apiculé : adjectif, muni d'un apicule, c.-à-d. terminé brusquement par une courte pointe relativement large et peu aiguë.
- Apomixie : mode de reproduction chez certaines plantes vasculaires caractérisé par l'absence de fécondation. Utilisé surtout pour désigner la formation de graines d'apparence normale, sans fécondation.
- Appliqué, appressé ou apprimé : adjectif, se dit d'un appendice, bractée, écaille ou poil notamment, appliqué sur l’organe qui le porte, mais non soudé à celui-ci.
- Appressorium : système utilisé par les champignons parasites ou symbiotiques pour pénétrer dans une plante.
- Aptère : adjectif. En opposition à « ailé » : se d'une tige dépourvue d'ailes.

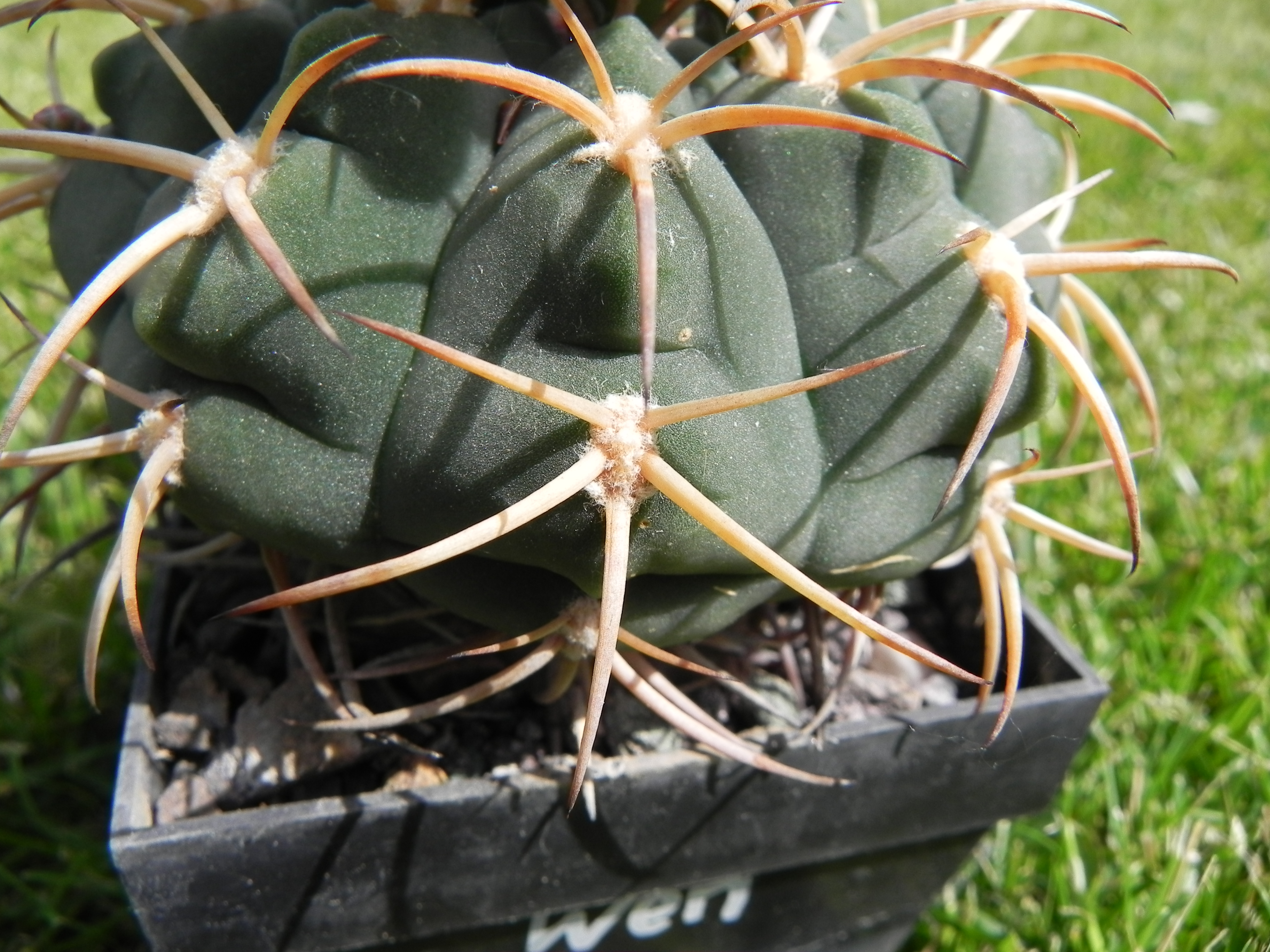
Épines du cactus Gymnocalycium bayrianum émergeant des aréoles.

- Apyrène : adjectif. Dont les fruits ne contiennent pas de graines.
- Aquatique : Plante vivant en tout ou en partie dans l'eau.
- Aquifère : adjectif, se dit d'un organe gorgé d'eau.
- Aranéeux : adjectif. Couvert de poils fins entrecroisés comme des fils de toile d'araignée.
- Arc foliaire : renflement de la tige qui donnera un primordium foliaire.
- Archégone : ensemble de cellules haploïdes en forme de bouteille contenant dans sa partie ventrale un gamète femelle (oosphère).
- Archéophyte : Hémérochore disséminé avant les temps modernes (1500) ; (opposé : néophyte)
- Aréole : nombreuses petites excroissances d'espèces de cactus d'où partent en faisceau les épines, des poils laineux et les fleurs.

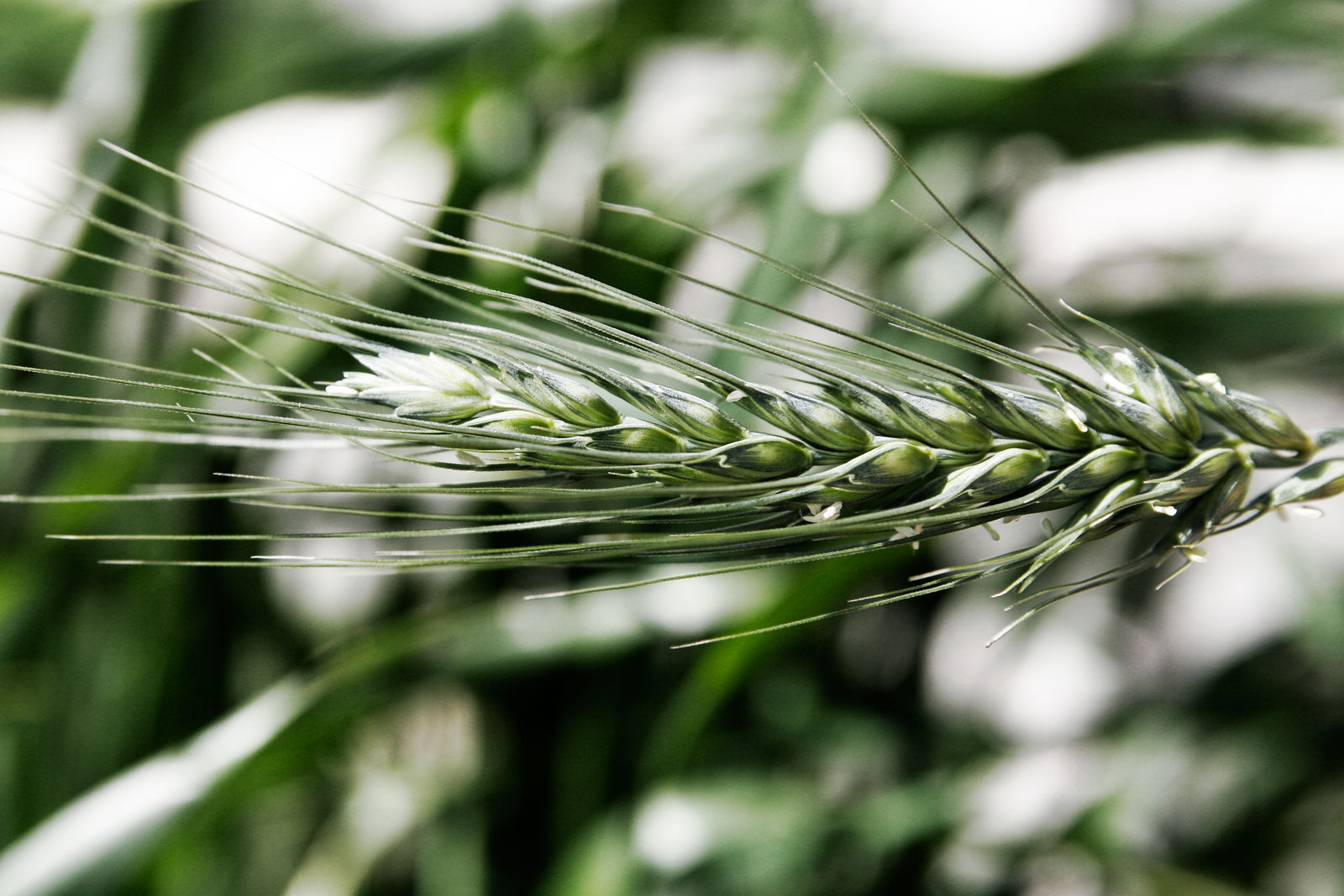
Arêtes sur un épi de seigle.

- Arête : longue pointe raide terminant certains organes. En particulier chez certaines espèces de Poaceae, prolongement en pointe des glumes ou de la glumelle inférieure (ou lemme).
- Arille : nom masculin désignant un tissu qui entoure la graine, dur ou mou et pouvant être coloré ; il peut correspondre à une excroissance du funicule (= « arille vrai »), à une excroissance du micropyle (= « arillode »), ou à un épaississement du raphé (= « strophiole »).
- Aristé : adjectif, terminé par une arête, c'est-à-dire une longue pointe étroite et raide.
- Armé : adjectif ,pourvu d'organes défensifs, épines ou aiguillons.
- Armille : nom, désigne en mycologie un anneau engainant le pied comme une chaussette.
- Article : portion d’organe comprise entre deux articulations, entre deux rétrécissements ou, éventuellement, entre deux parois.
- Articulé : adjectif, formé d'articles, c.-à-d. de parties séparées par des étranglements. Se dit aussi d'un organe pourvu d'une articulation.
- Arval : adjectif caractérisant une plante des terres en labour, des champs cultivés.
- Ascendant : adjectif, se dit d'un organe, généralement la tige, couché à sa base puis se redressant.

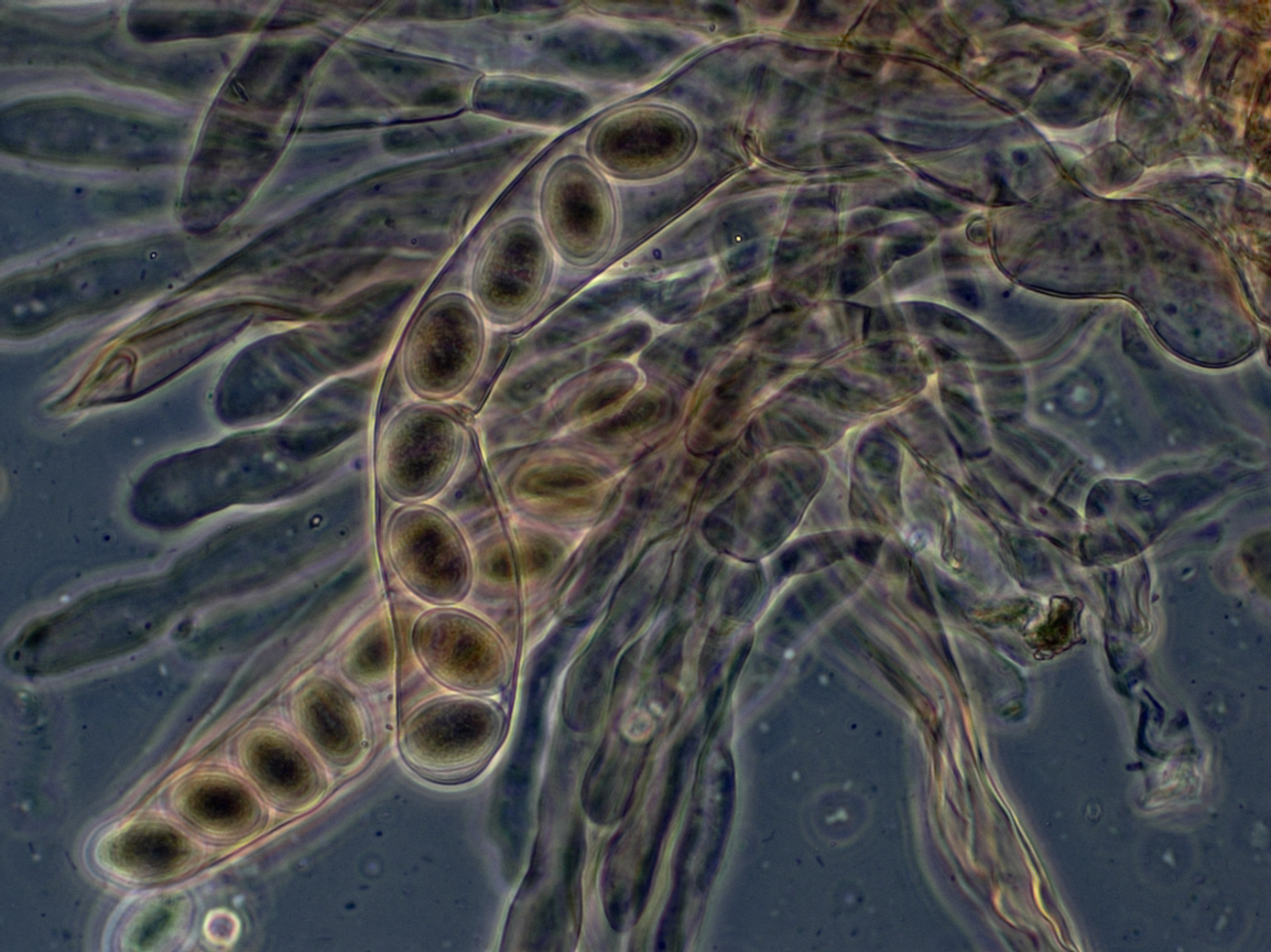
Asques de morille (vue au microscope).

- Ascidie : organe creux en forme d'urne ou de cornet.
- Asque : cellule contenant généralement huit spores (ou une puissance de deux) obtenues par meïose (chez les champignons Ascomycètes).
- Assimilat : substance produite grâce à la photosynthèse.
- Assise : couche de cellules.
- Asymétrique : adjectif, se dit d'un organe qui ne présente aucun plan de symétrie.
- Atélochorie : dissémination des diaspores à proximité immédiate de la plante-mère.
- Atténué : adjectif, se dit d'un organe dont la largeur ou l'épaisseur diminue progressivement soit vers la base, soit vers le sommet.
- Atrope : adjectif, se dit d'un ovule droit, c’est-à-dire dont le micropyle occupe l’extrémité diamétralement opposée au hile (synonyme : orthotrope).
- Aubier : bois périphérique d'un tronc d'arbre. Plus jeune, il contient des vaisseaux fonctionnels.
- Auriculé : adjectif, pourvu d'oreillettes.
- Auto-incompatibilité : chez les Angiospermes, mécanisme génétique empêchant l’autofécondation.
- Autochorie : dispersion des graines par une action mécanique de la plante elle-même.
- Autofécondation : fécondation de l'ovule par le pollen du même individu.

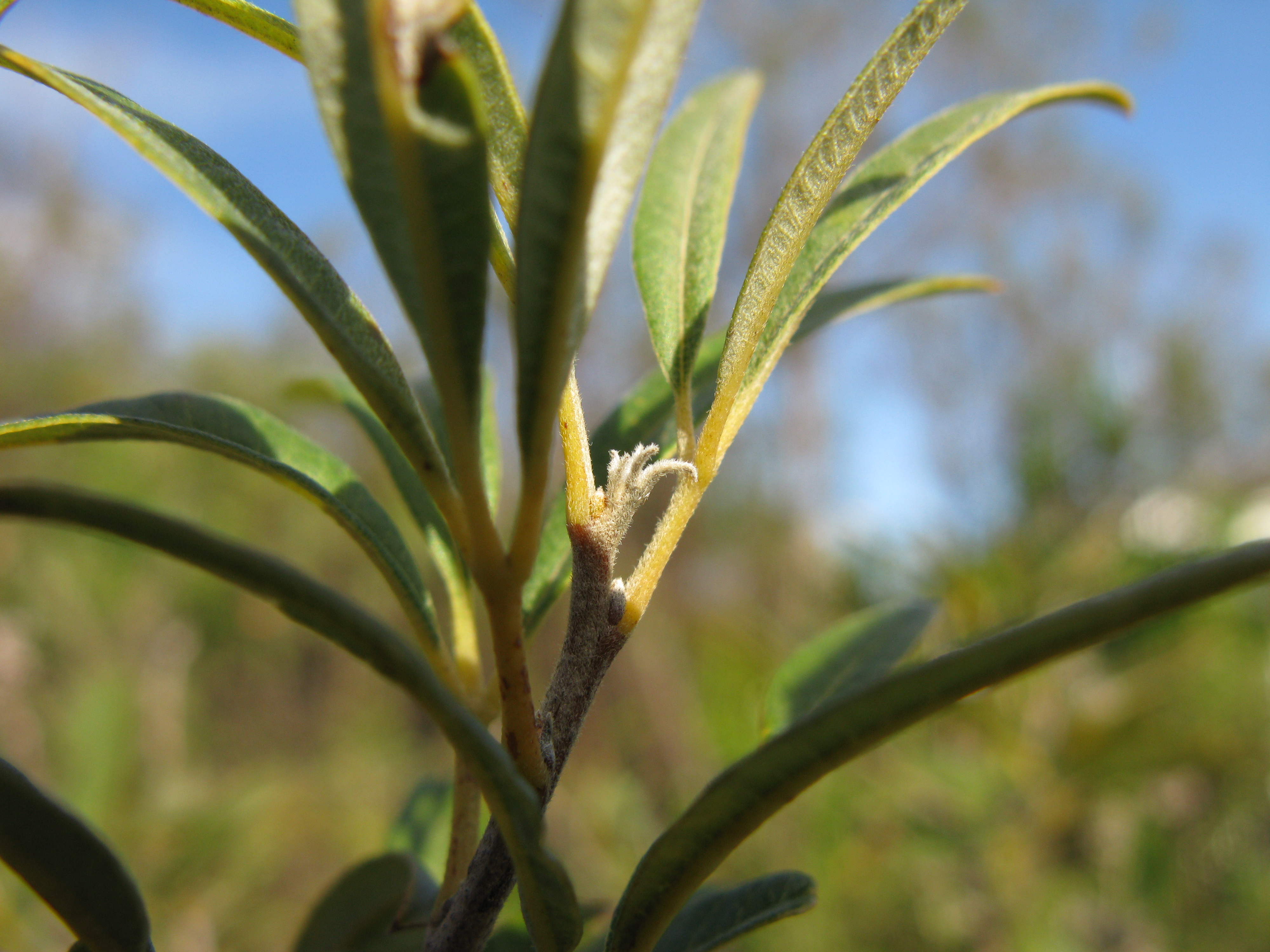
Bourgeon axillaire à l'aiselle d'une feuille.

- Autogame : adjectif, mode de reproduction des plantes dans lequel la fécondation s'effectue sans recours au pollen d'autres individus.
- Autoïque : se dit d'un Bryophyte dont les archéogones et les anthéridies sont sur des rameaux différents.
- Autotrophie : capacité à produire de la matière organique à partir de matière inorganique telle que le gaz carbonique. Ex. les plantes à chlorophylle, par opposition aux champignons.
- Auxèse : croissance d'un organe par allongement sans multiplication cellulaire (mitose).
- Auxine : hormone de croissance végétale.
- Axile (placentation) : adjectif, se dit lorsque les ovules sont insérés, dans la partie centrale de l'ovaire, le long des charnières des dièdres formés par les cloisons.
- Axillaire : placé à l'aisselle d'une feuille ou d'un rameau, en parlant d'un bourgeon, d'une fleur ou d'une inflorescence.

## B
- Baie : fruit charnu indéhiscent sans noyau.
- Barochore : adjectif désignant une dispersion des graines par gravité, à proximité immédiate de la plante mère.
- Basal : adjectif, à la base d'une structure. Une feuille basale est celle qui pousse à partir de la partie inférieure de la tige – comme celles du pissenlit.
- Basicarpie : adjectif, état d'une plante dont les semences sont produites au bas des tiges, peu au-dessus du sol.
- Baside : petit appendice portant à son sommet quatre spores haploïdes résultant d'une méiose (chez les champignons basidiomycètes).
- Basifuge : adjectif, se dit d'un phénomène qui progresse de la base vers le sommet de l'axe.
- Basilaire ou basal : adjectif, situé à la base de la plante. Ex. : rosette basilaire.

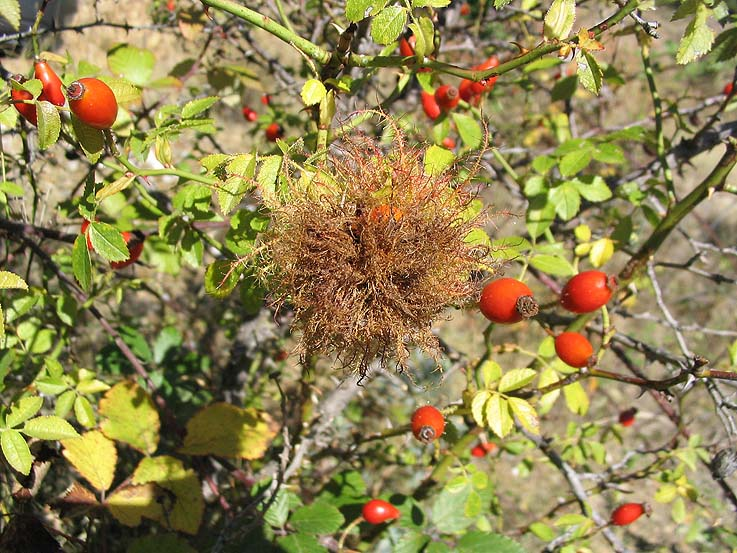
Bédégar (galle de rosier).

- Basipète : adjectif, se dit d'un phénomène qui progresse du sommet vers la base de l'axe.
- Bec : pointe raide qui prolonge un fruit sec
- Bédégar : type de galle notamment sur les rosiers.
- Bifère :  adjectif, se dit d'une plante ou d'un arbre fruitier qui fleurit ou produit deux fois dans l’année.
- Bifide : adjectif, divisé pour environ la moitié de la longueur, en deux parties.
- Bilabié : adjectif, se dit d'un calice ou d'une corolle dont les éléments forment deux lèvres. La plupart des lamiacées (ou labiées) ont un calice et/ou une corolle bilabiés.
- Bilatérale (symétrie) : adjectif, se dit d'une fleur qui ne présente qu'un seul plan de symétrie.
- Biloculaire : adjectif, à deux loges. Ex. : Ovaire biloculaire.
- Bipare : adjectif, se dit notamment d'une cyme où les rameaux sont opposés deux par deux.
- Bipartite : adjectif, divisé près de la base, en deux parties.
- Bipenné : se dit d'une feuille pennée dont les folioles sont elles-mêmes pennées. Ex. : le mimosa.
- Bipennatiséqué : se dit d'une feuille pennatiséquée dont les segments sont eux-mêmes pennatiséqués.
- Bisannuelle : adjectif désignant une plante vivant pendant deux saisons successives. En général, une plante bisannuelle donne des feuilles en rosette la première année et fleurit la seconde année.
- Bisérié : adjectif, disposé sur deux rangs[2].
- Blastochorie : mode de dissémination des diaspores résultant de l'extension des longs rameux pendants qui les portent.
- Bois : tissu complexe produit par la face interne d'un  cambium cribro-vasculaire ; il contient le xylème  secondaire.
- Bourgeon : structure contenant un méristème susceptible de produire soit un rameau feuillé, soit un appareil floral.
- Bourgeon axillaire : future tige latérale.
- Bourse : bourgeon qui produira des fleurs chez un arbre fruitier.

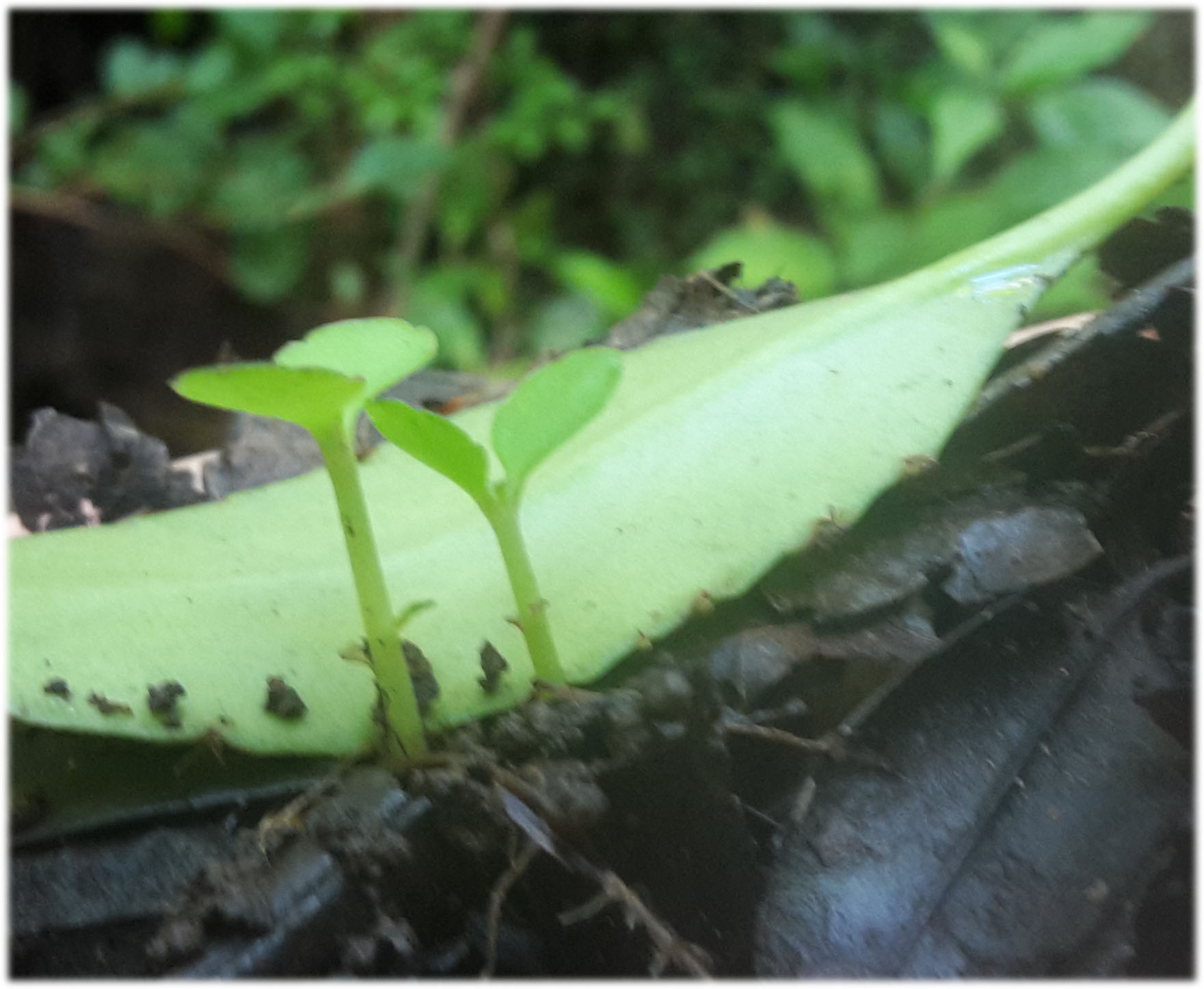
Bouturage naturel sur une feuille de Kalanchoe pinnata.

- Bouturage :  action de multiplication (végétative) d'une plante par bouture.
- Bouture : fragment isolé de plante vivante susceptible de reproduire une plante entière.
- Brachyplaste : rameau dont les entre-nœuds sont très courts.
- Bractée : feuille fréquemment colorée qui accompagne une fleur ou une inflorescence. Les bractées se trouvent souvent à la base du pédoncule.
- Bractéifère : adjectif, qui porte des bractées.
- Bractéole : petite bractée située sur un pédicelle floral.
- Branchaison : façon dont un rameau s'insère sur une branche (ou une branche sur un tronc).
- Brindille : partie petite, mince et terminale des rameaux d'une plante ligneuse.
- Brèvistylé : fleur dont le style est nettement plus court que les étamines.

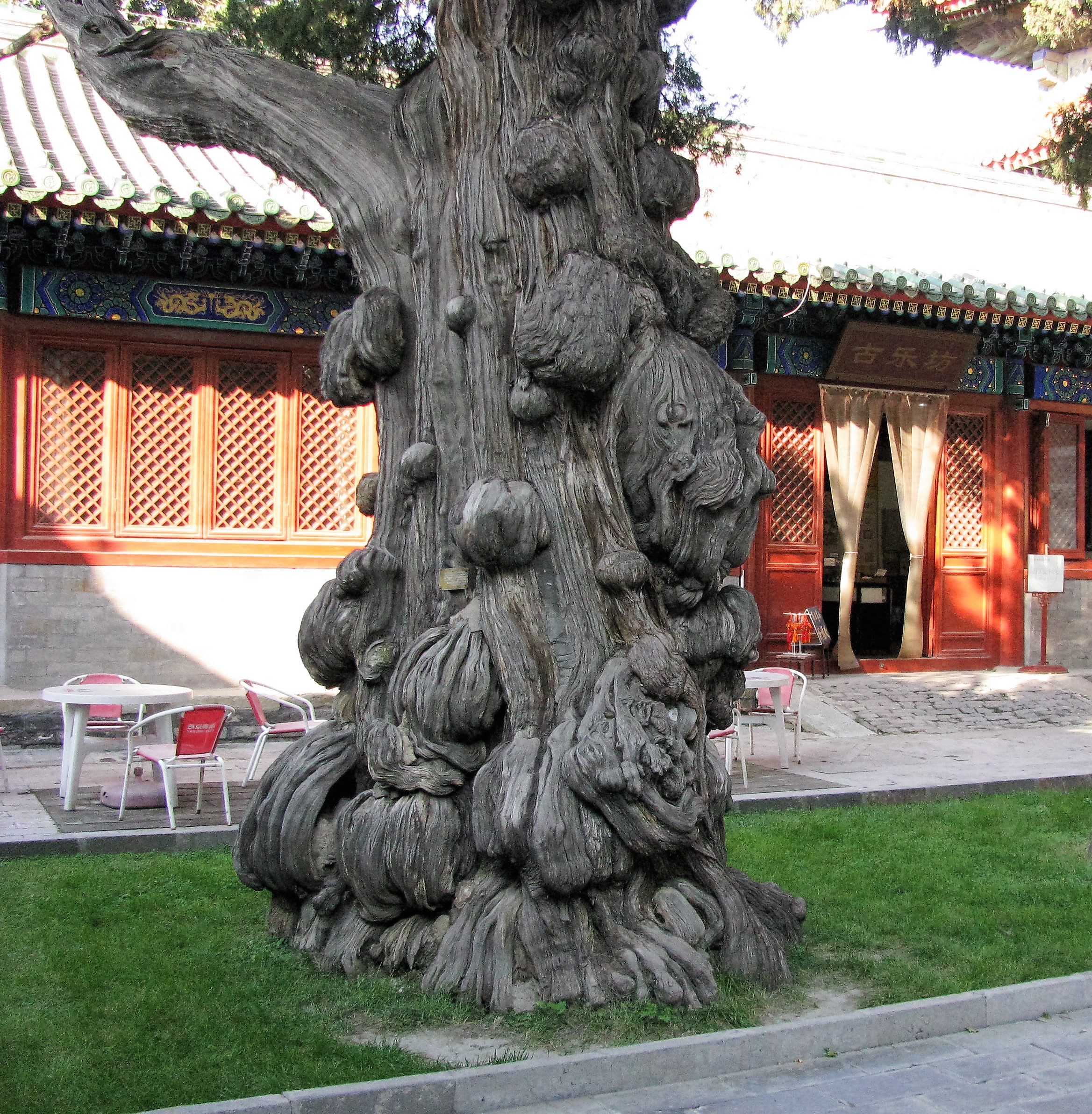
Broussins sur un cyprès âgé à Pékin.

- Brogne : épicormique constitué d'un amas de bourgeons et de gourmands juxtaposés, pouvant former une grosse protubérance sur l'écorce.
- Broussin : synonyme de brogne.
- Bryophyte : désigne l'embranchement qui regroupe les mousses.
- Buisson : Plante ligneuse dépourvue de tronc.
- Bulbe : organe végétal souterrain formé par un bourgeon entouré de feuilles charnues, permettant à la plante de reformer chaque année ses parties aériennes.
- Bulbifère : (Vieilli) Qualifie des plantes qui portent des bulbes ou des bulbilles hors de terre.
- Bulbille : nom féminin. Bourgeon renflé destiné à se détacher de la plante qui l'a produit et à donner naissance à une nouvelle plante. Le terme peut aussi désigner les petits bulbes formés à la base d'un bulbe principal.

## C
- C3 et C4 : chez les plantes dites « en C3 », lors de la photosynthèse, le premier intermédiaire stable a une molécule à 3 atomes de carbone ; chez les plantes dites « en C4 », le premier produit est un acide dont la molécule a 4 atomes de carbone.

- Cabosse : fruit du cacaoyer.

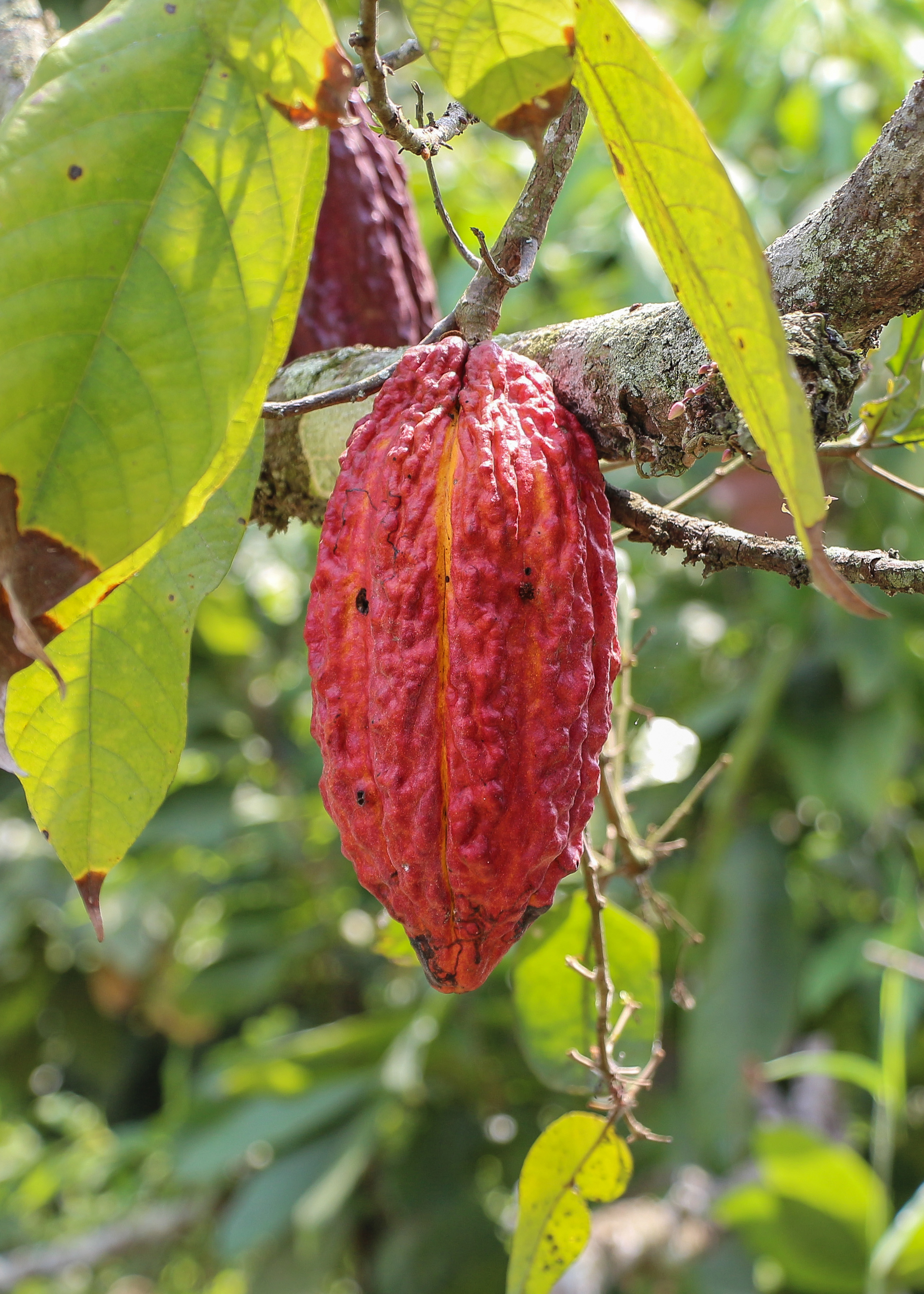
Cabosse sur un cacaoyer.

- Cactiforme : plantes à tiges charnues, massives, gorgées d'eau ; comme les plantes de la famille des Cactées.
- Cadre de Caspary : cadre constitué de subérine qui oblige l’eau à passer à travers les cellules.
- Caduc : se dit d'un organe, notamment les feuilles, se détachant et tombant à chaque saison (feuilles caduques). Voir « plante décidue ».
- Caducifolié : adjectif, qui perd ses feuilles pendant la morte saison.
- Caïeu : bourgeon secondaire, petit bulbe ou corme se formant à la périphérie du bulbe ou du corme principal chez certaines plantes à bulbe.
- Cal : amas de cellules indifférenciées.
- Calaminaire : se dit d'un substrat qui contient de la calamine (sulfate de zinc). Se dit aussi d'espèces qui colonisent ce type de sol.
- Calcifère : se dit d'un substrat riche en calcaire.
- Calcicole : adjectif, qui pousse exclusivement en terrain calcaire.
- Calcifuge : adjectif, qui fuit les terrains calcaires.
- Calciphile : adjectif, qui pousse de préférence en terrain calcaire.
- Calice : enveloppe extérieure de la fleur, composée de sépales.
- Calicule : petites feuilles alternant avec les sépales, qui doublent le calice, comme chez le fraisier.
- Callose : substance dure et imperméable à molécule hélicoïdale formée de monomère de glucose.
- Callosité : bosse ou renflement, généralement de consistance dure.
- Callus : plusieurs sens, voir l'article.
- Calyptre : capuchon surmontant la capsule en développement d'une mousse.
- CAM : voir Métabolisme acide crassulacéen. La photosynthèse de type CAM permet aux plantes de fixer le CO2 la nuit, contrairement aux autres plantes à chlorophylle.

1- La moelle
2- Le duramen
3- L'aubier
4- Le cambium
5- Le liber
6- Le suber.

- Cambium : méristème secondaire à l'origine du liber et du bois.
- Campanulé : en forme de cloche. Ex. : corolle campanulée.
- Campylotrope : se dit d'un ovule dont l'axe est recourbé, rapprochant hile et chalaze.
- Canaliculé ou caniculé : marqué d'une rainure longitudinale ; creusé d'un petit canal.
- Canescent : adjectif, couvert de poils blanc-grisâtre.
- Cannelé : marqué de cannelures, c.-à-d. de sillons plus ou moins larges, parallèles entre eux, alternant régulièrement avec des côtes.
- Canopée : étage supérieur de la forêt, en contact direct avec l'atmosphère libre.
- Capillacé :  allongé et très grêle (ayant presque la finesse d'un cheveu).
- Capillaire : fin et souple comme un cheveu. Ex. : feuille capillaire.
- Capité : dont le sommet a une forme globuleuse, est en forme de tête ou de massue. Ex. : stigmate capité, inflorescence capitée.
- Capitule : inflorescence formée de fleurs sessiles serrées les unes contre les autres.
- Capsule : organe fructifère creux, à parois sèches, contenant des graines chez les angiospermes, des spores chez les bryophytes et qui s'ouvre à maturité.
- Carbonicole : qui se nourrit de débris carbonisée (champignons)
- Carène :
  - pétales inférieurs des faboideaes plus ou moins soudés entre eux en forme de carène de navire (voir fleur papilionacée).
  - saillie longitudinale à section triangulaire ou à angle marqué que présente le dos de certains organes (organe caréné).
- Caroncule : excroissance charnue portée par certaines graines.

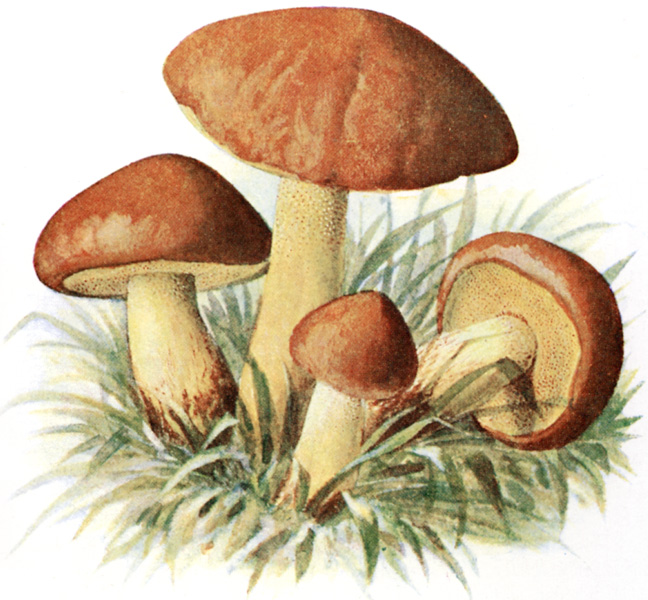
Sporophore de champignon supérieur, dénommé auparavant "carpophore".

- Carpelle : élément de la fleur portant les ovules et formant, seul ou soudé à d'autres, le pistil.
- Carpophore : 
  - en botanique : pied étroit qui porte le fruit, comme chez les silènes.
  - en mycologie : désignait l'organe reproducteur des champignons supérieurs, dénommé aujourd'hui sporophore
- Cartilagineux : se dit d'un organe ou d'une partie d'organe qui a la consistance d'un cartilage. Ex. : bordure cartilagineuse des feuilles de Cyclamen colchicum.
- Caryopse : (nom masc.) fruit sec typique des graminées, indéhiscent, dans lequel le péricarpe est soudé à l'unique graine qu'il contient.
- Caudé : prolongé par un long appendice étroit.
- Caudex : renflement de la partie basse du tronc et/ou des racines d'une plante.
- Caudicule : courte queue, ou pédicule portant la ou les pollinies chez les orchidacées et les asclépiadacées.
- Caulescent : pourvu d'une tige bien développée. Antonyme : Acaule ou Acaulescent.
- Cauliflore : plante dont les fleurs et/ou les fruits poussent directement sur le tronc et non pas sur des tiges.
- Caulinaire : relatif à la tige (ou inséré sur une tige ; ex. : feuille caulinaire).

Structure moléculaire de la cellulose.

- Cécidie : galle, excroissance tumorale.
- Cellule annexe: cellule associée aux cellules de garde.
- Cellule de garde : cellule stomatique réniforme qui délimite l'ostiole.
- Cellulose : polymère du glucose, principal constituant des parois des cellules végétales, responsable de leur rigidité.
- Centrale (placentation) : se dit lorsque les ovules sont insérés sur une petite colonne apparaissant dans l'axe de l'ovaire.
- Centrale-basilaire (placentation) : variante de la placentation centrale caractérisée par une forte réduction de la colonne, de sorte que les ovules paraissent être insérés sur la base de l'ovaire.
- Centre quiescent : région inactive du méristème apical.
- Centriole : petite organite intracellulaire à l'intérieur d'un centrosome.
- Centrosome : zone située près du noyau, dans la cellule où sont organisés les microtubules sur lesquels se disposent les chromosomes lors des divisions cellulaires.
- Céphalanthe : synonyme de capitule (du grec kephalê, tête, et anthos, fleur).

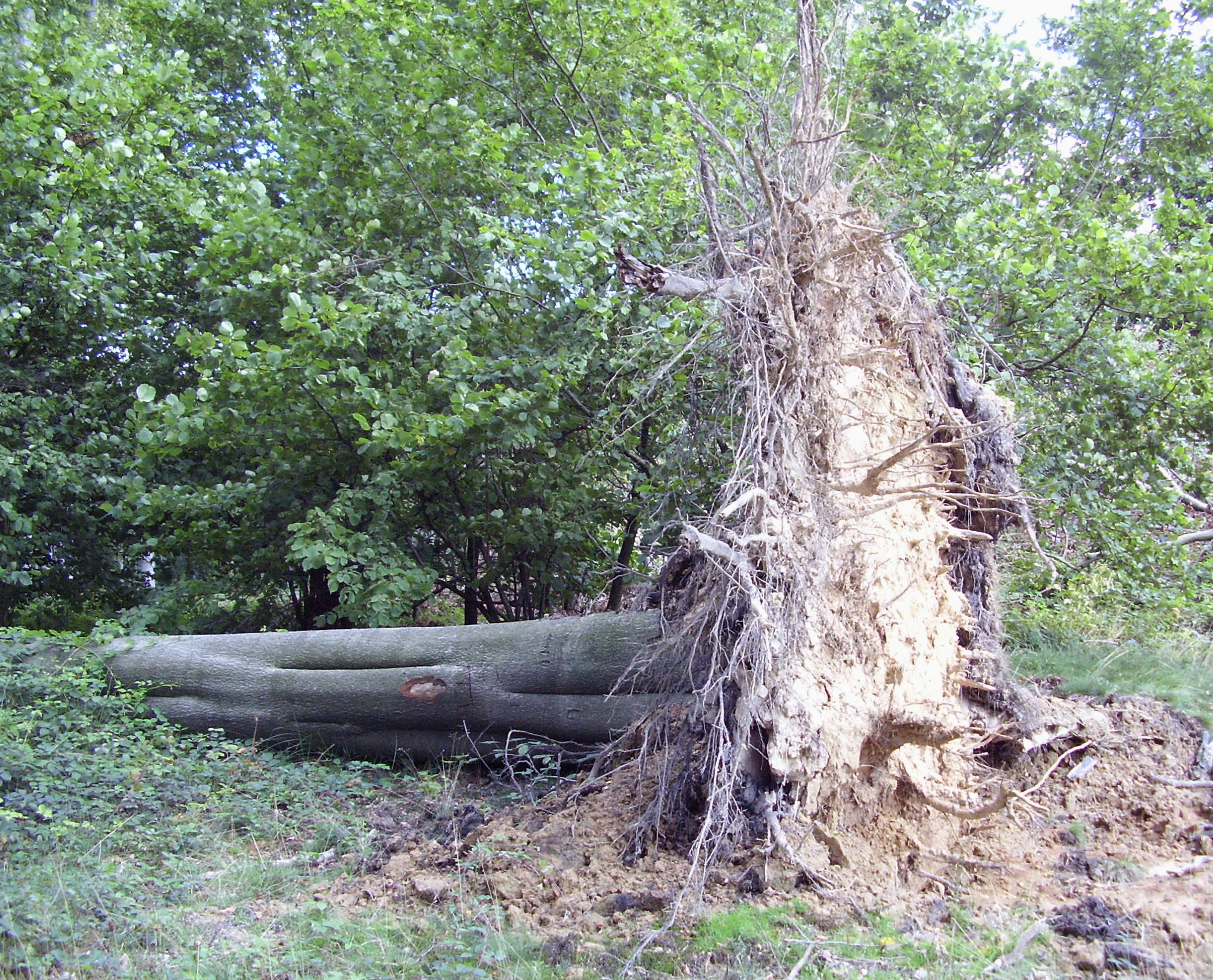
Chablis ayant provoqué la formation d'une galette racinaire.

- Céphalium : structure laineuse, parfois colorée, qui apparait au sommet ou sur le côté de certaines espèces de cactus adultes.
- Cespiteux : adjectif, qui forme une touffe serrée.
- Chablis : chute naturelle d'arbres qui s’entraînent «en château de cartes».
- Chambre sous-stomatique : espace intercellulaire localisé dans le mésophylle.
- Chaméphyte : plante dont les tiges aériennes ont des bourgeons persistant pendant l'hiver situés à moins de 50 cm de hauteur.
- Charnu : adjectif, épais, juteux, ferme mais tendre ; caractérise les organes des plantes grasses.

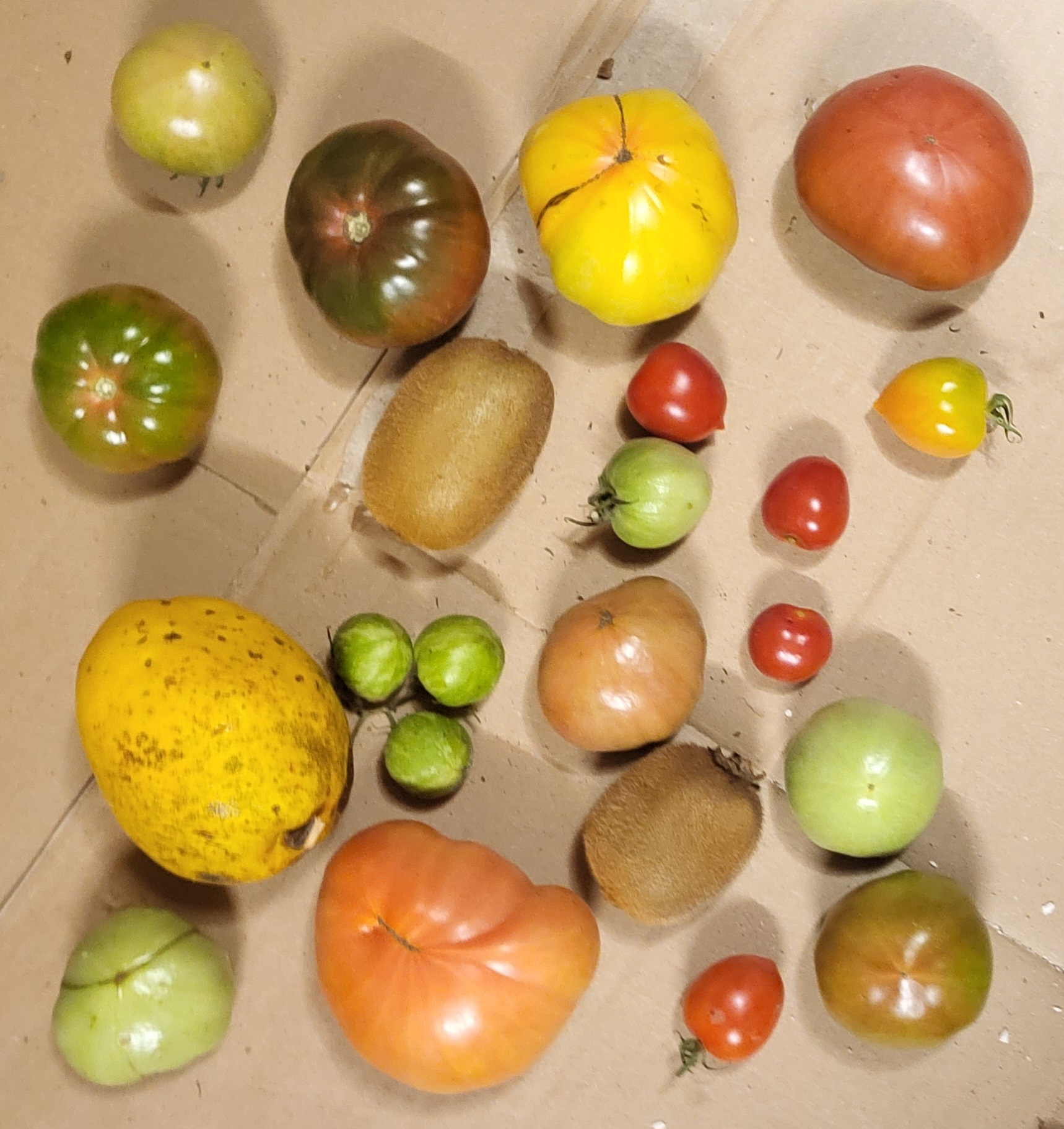
Différents fruits climactériques entreposés.

- Chasmogame : adjectif, se dit d'une fleur dont le pollen est libéré dans l'environnement au moment de la pollinisation.
- Chasmophyte : poussant dans les fissures de rochers.
- Chaton : inflorescence cylindrique de fleurs unisexuées (sub-)sessiles à périgone nul ou peu développé, insérées isolément ou en petits groupes à l'aisselle d'écailles, caractéristique de nombreux arbres.
- Chaume : tige, souvent creuse, munie de nœuds d'où partent des feuilles linéaires engainantes, typique des Poacées.
- Cheiropterogamie : mode de pollinisation dans lequel le pollen est transportée par des chauve-souris jusqu'à la fleur à féconder.
- Chevelu : ensemble formé par les racines et les radicelles.
- Chimère : plante résultant du développement conjoint de deux individus différents (appartenant à des espèces, des variétés, des cultivars différents) étroitement soudés et entremêlés, mais conservant plus ou moins irrégulièrement leurs caractéristiques propres.
- Chitine : substance (glucide azoté) renforçant les parois cellulaires présente chez certains animaux, champignons et bactéries mais absente chez les végétaux.

Couleur verte provoquée par l'absorption prédominante des radiations rouges et bleus par la chlorophylle.

- Chlorophylle : molécule de la photosynthèse qui donne leur couleur verte aux plantes (du grec khlôros, vert).
- Chloroplaste : organite de la cellule végétale contenant de la chlorophylle et assurant la photosynthèse.
- Chorologie : étude du mode de dissémination des espèces.
- Chromatophore : plaste portant un pigment coloré quel qu'il soit.
- Chromoplaste : plaste portant un pigment coloré autre que la chlorophylle.
- Cilié : bordé de cils, de petits poils dressé sur un rang.
- Circadien (rythme) : rythme basé sur la durée du jour (24 h).
- Circiné : qui est roulé sur soi-même en manière de crosse.
- Cires : substances hydrofuges formant des cristaux à la surfaces des épidermes ; elles contribuent à former la cuticule.
- Cirre : (ou cirrhe) est une vrille permettant à certaines plantes de s'accrocher. Comme certains Calamus.
- Cladode : rameau vert aplati, simulant une feuille (Ruscus aculeatus, Asparagus ; « raquettes » des cactus Opuntia, Hatiora, schlumbergera...).
- Clathrate : en forme de filet ou de treillis ; percé d'ouvertures, comme une cage.
- Claviforme : en forme de massue.

- Cléistogame : se dit d'une fleur dont le pollen n'est pas libéré au moment de la pollinisation, et qui se reproduit par autofécondation.
- Cléistogamie : mode de fonctionnement d'une fleur qui ne s'épanouit jamais.
- Cléistothèce :  organe de reproduction sexuée en forme de sphère, sans ouverture, qui contient un ou plusieurs asques disposé sans ordre apparent et ne se développant pas sur un hyménium.
- Climactérique ; se dit d'un fruit (ou d'un légume) dont la maturation est dépendante de l'éthylène et accompagnée d'une augmentation de la respiration cellulaire de ses tissus.
- Climax : peuplement végétal stable, en équilibre avec les conditions écologiques de son biotope.
- Cloison : lame mince partageant un ovaire ou un fruit en deux ou plusieurs loges content les ovules ou les graines.
- Coalescent : se dit d'organes de même nature qui adhèrent entre eux mais qui sont facilement séparables, au contraire de la concrescence.
- Coiffe : organe conique protégeant l'apex d'une racine. Membrane en capuchon couvrant la capsule des mousses (synonyme de calyptre).
- Coléoptile : gaine entourant le méristème apical et les primordiums foliaires de l'embryon des graminées.
- Collenchyme : tissu de soutien formé de cellules vivantes à maturité.
- Collet : zone de transition entre la racine d'une plante et sa tige.
- Colléter : sorte de poil multicellulaire secréteur situé sur des stipules, des feuilles ou des sépales.
- Commisural : adjectif, se dit d'une ligne ou surface de soudure de deux organes de même nature.
- Composée : adjectif : se dit d'une feuille dont le limbe est divisé en folioles et ancien nom de la famille des Asteraceae.
- Concolore : adjectif, de même couleur (antonyme de discolore).
- Concrescent : adjectif, se dit d'organes intimement soudés entre eux.
- Condupliqué : adjectif, plié en double dans le sens de la longueur.
- Cône : organe reproducteur des Gymnospermes formé d'un axe portant des écailles imbriquées sur lesquelles sont attachés les ovules.
- Conné : se dit d'éléments végétatifs ou pièces florales semblables soudés par la base. Ex. : feuilles connées du chèvrefeuille.
- Connectif : partie de l'étamine prolongeant le filet, soudée à l'anthère (le plus souvent entre les deux thèques), qu'elle peut dépasser.
- Connivent : se dit d'organe rapprochés entre eux, généralement par le sommet, mais non soudés les uns aux autres. Ex. : les étamines conniventes des solanacées.
- Contorté : dans le bouton, pièces d'une enveloppe florale disposées en verticille et se recouvrant partiellement dans un ordre régulier.
- Coque : se dit d'une des parties du fruit lorsque celui-ci se fragmente à maturité en autant de partie déhiscentes qu'il y a de carpelles. Ex.: les trois coques du fruit des euphorbes.
- Cordé : qualifie un organe (feuille, pétale,...) en forme de cœur avec l'échancrure à la base, ou un organe dont la base échancrée amorce la forme d'un cœur.
- Coriace : qui a la consistance et l'aspect du cuir.
- Corme : nom masculin, organe de réserve souterrain ayant l'aspect d'un bulbe mais formé d'une tige renflée entourée d'écailles.
- Cormus : appareil végétatif comprenant feuilles, tiges et racines.

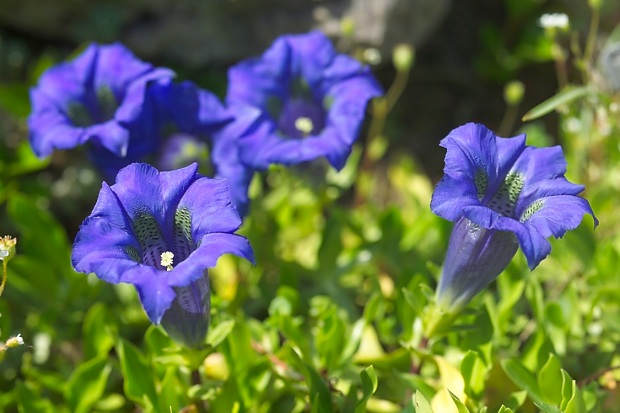
Corolles de gentianes de Koch.

- Corolle : ensemble des pétales d'une fleur.
- Corollacé : qui a l’apparence d’une corolle.
- Coronule : petite couronne d'appendices libres ou soudés dans certaines corolles.
- Corpus : structure qui, avec la tunique, constitue le Méristème apical racinaire.
- Cortical : adjectif, qui a trait à l'écorce.
- Corticole : adjectif, qui pousse sur l'écorce.
- Corymbe : nom masculin, inflorescence simple indéfinie, ressemblant à une ombelle.
- Corymbiforme : en forme de corymbe.
- Costa : nervure principale de la feuille entière, sur une feuille de palmier, par exemple.

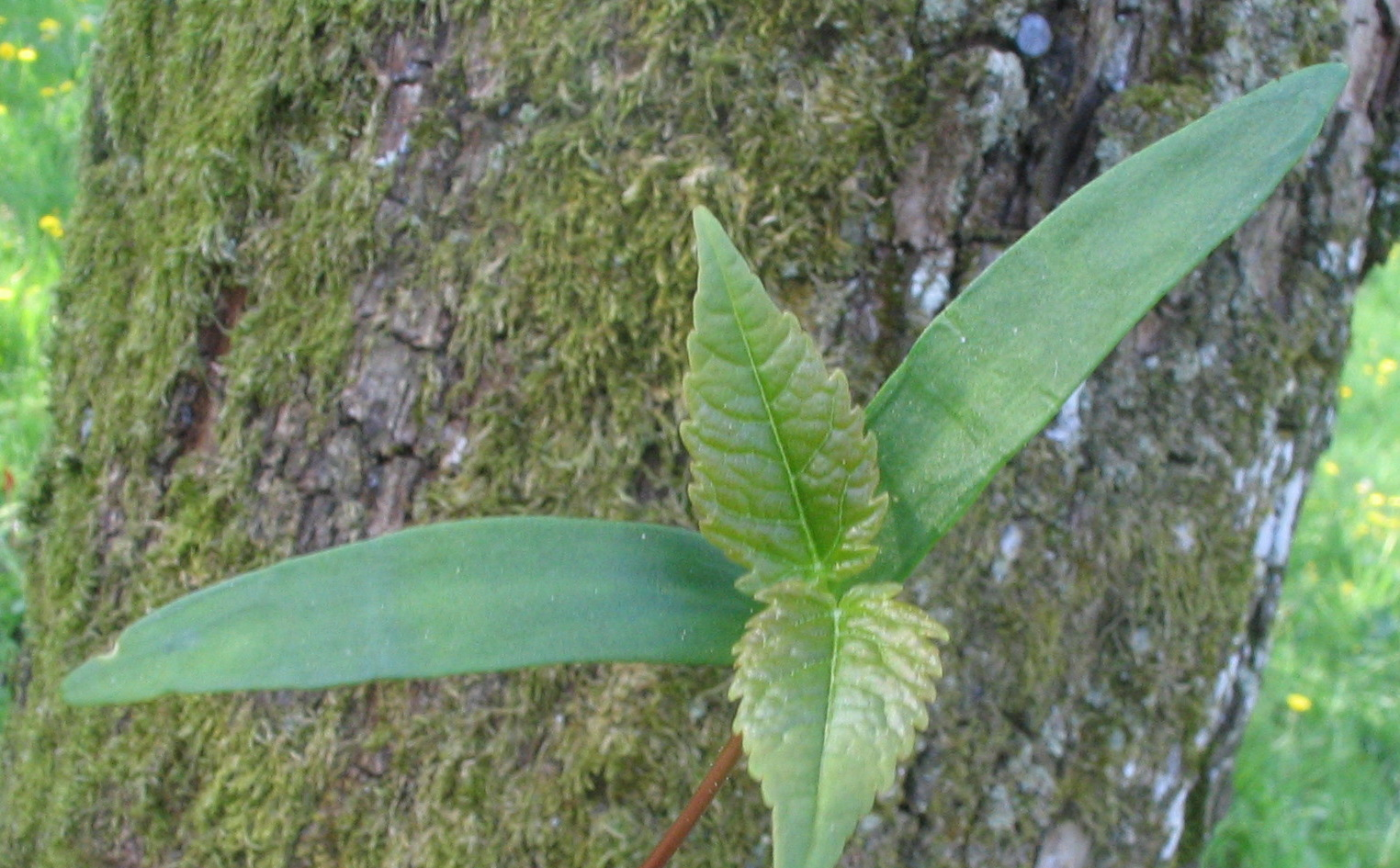
Différence entre les feuilles cotylédonaires et les premières feuilles d'un érable.

- Côte : crête longitudinale, obtuse au sommet.
- Côtelé : pourvu de petites côtes.
- Cotylédon : nom donné à la première (pour les Monocotylédones) ou aux deux premières (typiques des Dicotylédones) feuilles sortant de la graine.
- Coulure : chute des fleurs ou des jeunes fruits en raison de conditions climatiques défavorables ou/et des désordres génétiques et métaboliques.
- Couronne : cycle de pièces surnuméraires situés à la face interne de la corolle.
- Crassulescent : adjectif, charnu.
- Crénelé : bordé de dents larges, obtuses ou arrondies au sommet.
- Criblés (tubes) : cellules vivantes alignées dans lesquelles circule la sève élaborée. Elles forment le phloème.
- Cribro-vasculaire : se dit d'un tissu dans lequel sont juxtaposés des éléments du xylème et phloème.
- Crispé : adjectif, dont la surface est finement ridée.
- Cristation : croissance anormale du sommet d'une tige en forme de crête ou d'éventail.
- Cristée (plante) : adjectif, portant un appendice en forme de lame dressée, souvent ondulée comme une crête.
- Crucifère : terme désignant les plantes dont la fleur comporte quatre pétales en forme de croix, appartenant à la famille des brassicacées.

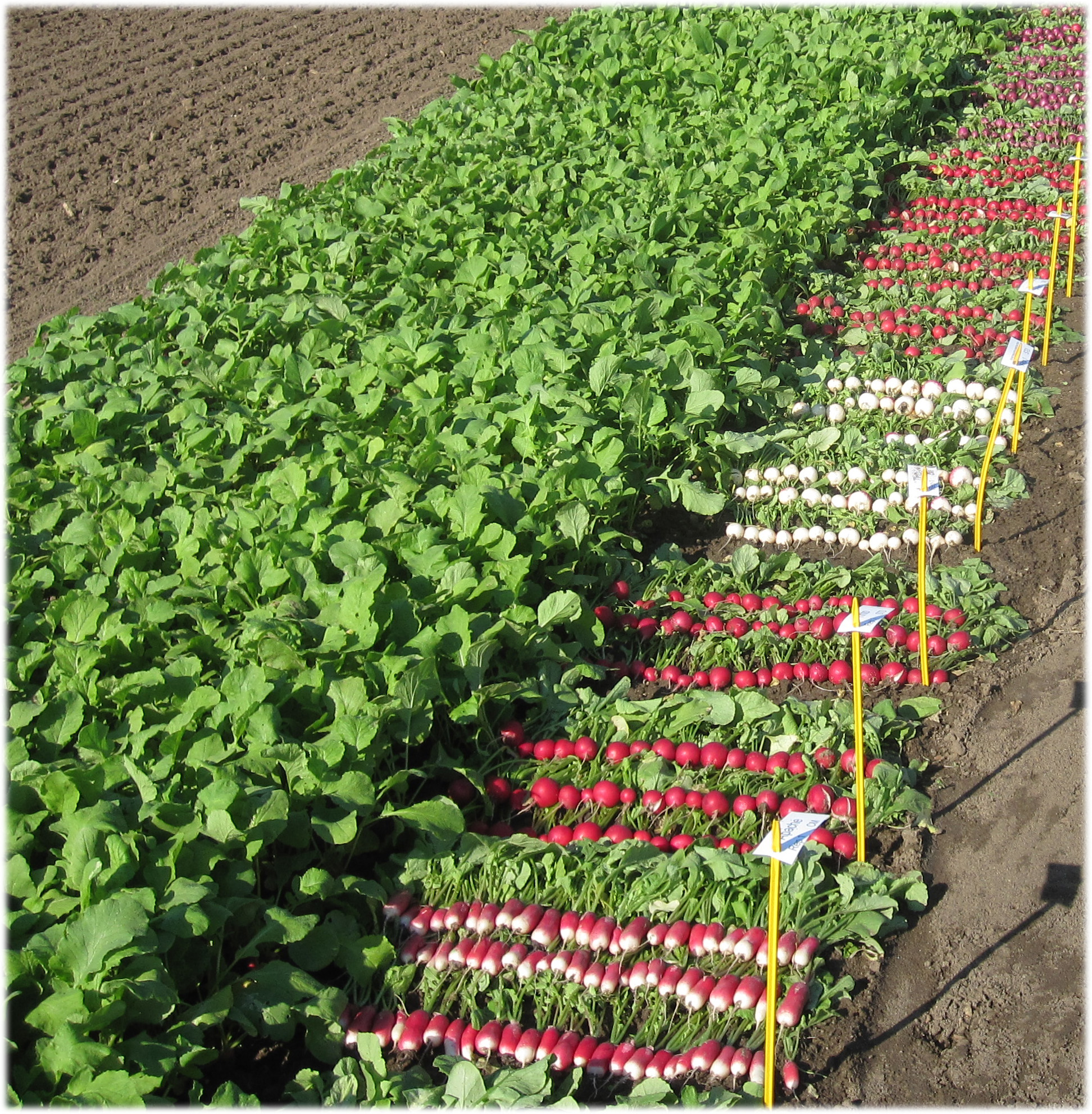
Cultivars de radis dans une parcelle du GEVES.

- Cryptophyte : tropohyte vivace dont les bourgeons passent la saison défavorable à l'abri, dans le sol ou dans l'eau.
- Cucullé : dont le sommet est fortement concave, en forme de capuchon, de cuillère.. Ex. : feuille, pétale cucullé.
- Cultivar : (contraction de l'anglais cultivated variety) est le résultat d'une sélection (biologie), d'une hybridation ou d'une mutation spontanée chez les végétaux.
- Cunéiforme ou Cunéé : en forme de coin, qui va en s'élargissant de la base au sommet (feuille cunéiforme).
- Cupule : organe en forme de petite coupe écailleuse, parfois épineuse, enveloppant la base ou la totalité de certains fruits. Ex. : la cupule des glands du chêne.
- Cupuliforme : en forme de petite coupe.
- Cuspidé : insensiblement atténué en une pointe raide et aiguë.
- Cuticule : couche imperméable à l’eau composée de cutine et de cire qui recouvre l'épiderme.
- Cutine : substance hydrofuge composante essentielle de la cuticule.
- Cyathe :
  - (botanique) le cyathe ou cyathium est l'inflorescence en forme de coupelle des euphorbes (du grec kuathos = coupe),
  - (mycologie) les cyathes (cyathus)  constituent un genre de champignons.
- Cycle : ensemble de pièces homologues situées à un même niveau dans une fleur.

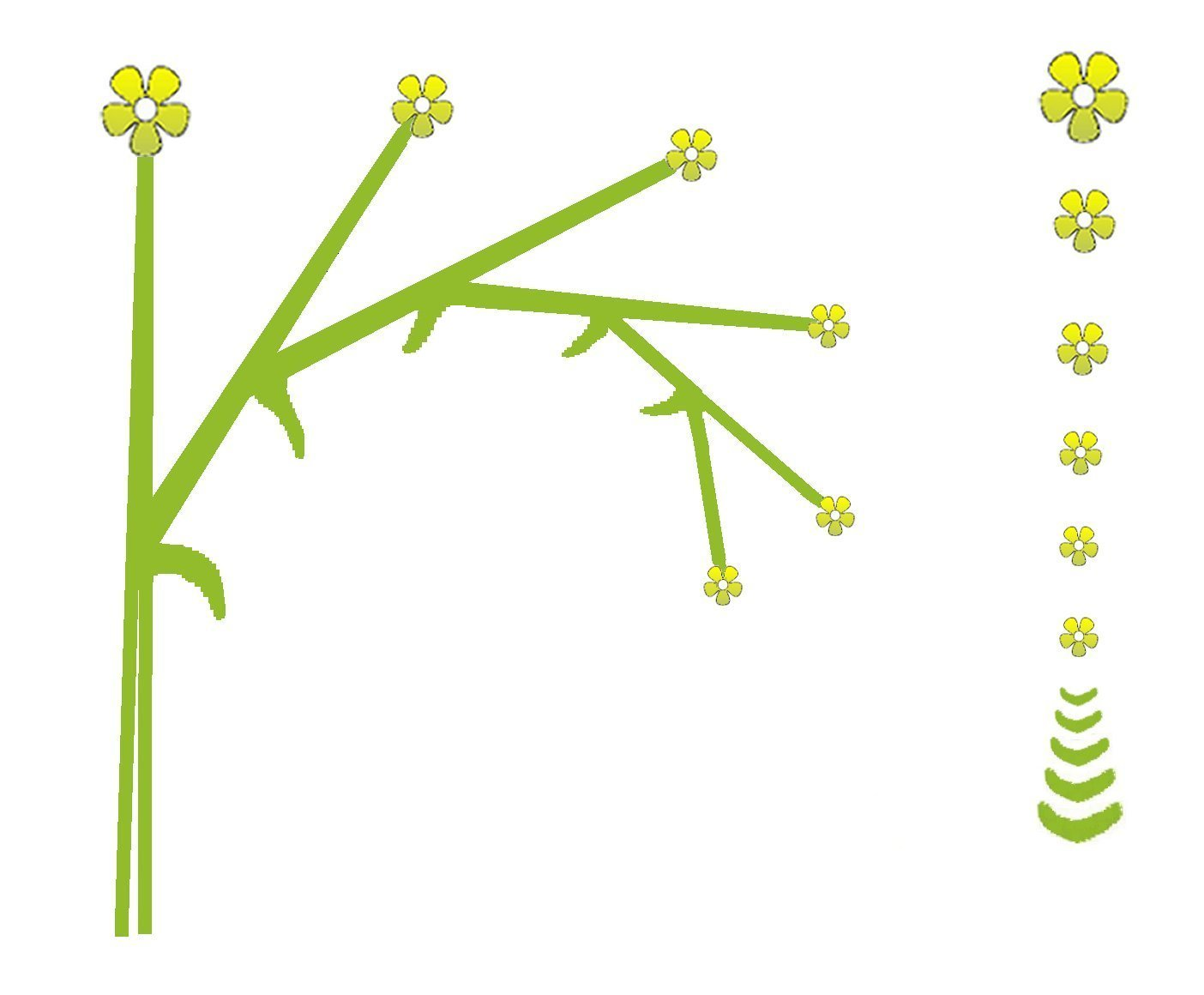
Cyme scorpioïde.

- Cylindre central : région centrale (d'une tige ou d'une racine) dans laquelle se trouve l'appareil vasculaire (stèle).
- Cyme : inflorescence simple définie, dans laquelle l'axe principal se termine par une fleur.
- Cymeuse : se dit d'une inflorescence en forme de cyme.
- Cymule : petite cyme.
- Cynorrhodon : faux fruit de l'églantier.
- Cypsèle : type de fruit sec indéhiscent.
- Cystolithe : petite masse de cristaux d'un sel de calcium présente dans les tissus de certaines feuilles.

## D
- Dard : bourgeon qui donnera une pousse feuillée chez un arbre fruitier.
- Débourrement : sortie de sa bourre pour un bourgeon, phase de reprise de végétation et d'allongement des bourgeons.
- Décombant : se dit du port d'une plante qui est d'abord dressé puis qui retombe vers le sol (notamment à propos des tiges).
- Décurrent : (botanique) se dit de feuilles dont le limbe se prolonge le long de la tige ; (mycologie) se dit de lames ou d'aiguillons qui se prolongent dans le pied.
- Décussé(es) : se dit de feuilles (rameaux, bourgeons...) opposées dont les paires se croisent à angle droit d'un nœud à l'autre.
- Définie (inflorescence) : inflorescence dans laquelle la première fleur apparue termine l'axe principal qui cesse de s'allonger dès l'apparition de cette fleur.
- Déhiscent : qui s'ouvre spontanément. Ex. : fruit déhiscent.
- DHS : Distinction Homogénéité Stabilité : ensemble des critères étudiés pour établir la carte d'identité d'une nouvelle variété (cultivar) dans le cadre de son inscription au catalogue officiel des espèces et variétés ou de la protection des obtentions végétales.
- Deltoïde : en forme de Δ (lettre grecque delta), c.-à-d. triangulaire à base large.
- Dendrochronologie : détermination de l'âge des arbres par comptage des anneaux annuels du bois.
- Dendrogramme : expression graphique de relations taxonomiques calculées.
- Denté : adjectif, bordé de dents, c.-à-d. de petites saillies plus ou moins triangulaires.
- Denticulé : adjectif, bordé de fines dents (denticules).
- Dépérissement : affaiblissement progressif ou momentané d'un organisme, aboutissant parfois à sa mort et résultant de dérangements physiologiques ou d'affections parasitaires[3].
- Déprimé : aplati et même légèrement creux au sommet.
- Déterminée : adjectif : se dit de la croissance végétative si le bourgeon terminal se transforme en inflorescence. Opposée à indéterminée si le bourgeon terminal reste végétatif.
- Détersile : qui se détache de son support facilement, sans le plus petit effort.

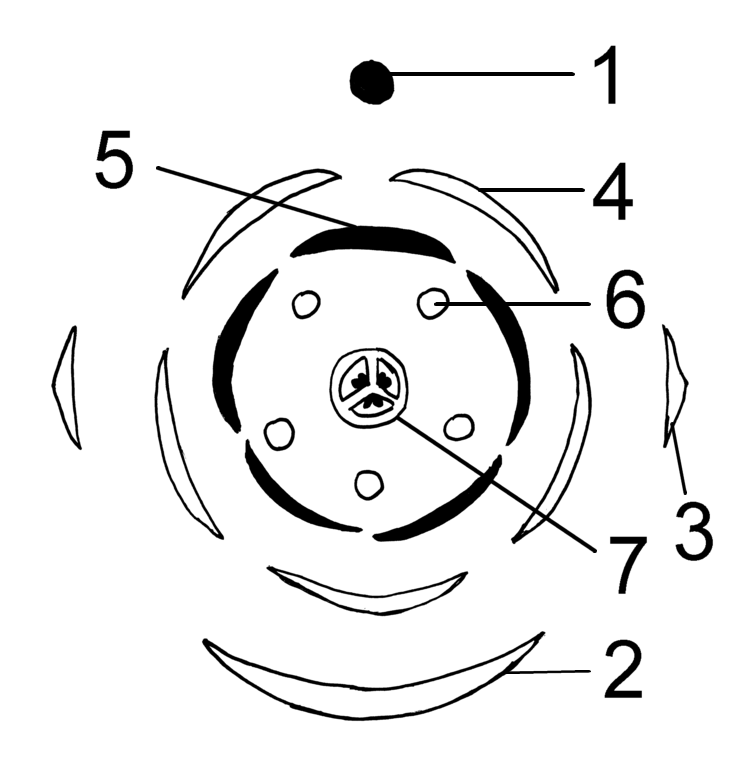
Exemple de diagramme floral : 1 = axe de l'inflorescence, 2 = bractée, 3 = bractéoles, 4 = sépales, 5 = pétales, 6 = étamines, 7 = Pistil

- Dextrorse : se dit des tiges volubiles qui s'enroulent dans le sens des aiguilles d'une montre.
- Diadelphe : adjectif désignant une fleur dont les étamines sont assemblées en deux groupes.
- Diagéotropique : se dit d'un élément de plante croissant horizontalement dans le sol, au plus près de la surface (exemple : la pomme de terre)[4].
- Diagramme floral : représentation rigoureuse de l'organisation d'une fleur sous une forme schématique conventionnelle.
- Dialycarpellé : les carpelles restent distincts les uns des autres et disposés en spirale ou en verticille.
- Dialypétale : adjectif, corolle dont les pétales sont libres.
- Dialysépale : adjectif, calice dont les sépales sont libres.
- Diapause : arrêt (ou ralentissement) de l'activité biologique avant l'entrée dans une saison défavorable à la vie de la plante.
- Diaphane : incolore et translucide.
- Diaspore : partie d'une plante (graine, fruit, bourgeon, bulbille, etc.) se séparant de celle-ci et assurant sa multiplication.
- Dicaryon : cellule contenant deux noyaux (champignons).
- Dichlamidé : dont le périanthe comprend un calice  et une corolle.
- Dichogamie : état d'une plante dont les fleurs (hermaphrodites) ont des organes mâles et femelles qui ne murissent pas simultanément (voir protandrie et protogynie).
- Dichotome ou Dichotomique : plusieurs fois bifurqué en ramifications de même importance. Ex. : cyme dichotomique.
- Dicline : pourvu de fleurs unisexuées.
- Dicotylédone : se dit d'une plante à deux cotylédons.
- Didyme : se dit d'anthères dont les lobes sont faiblement unis ou d'un fruit formé de deux parties globuleuses-hémisphériques plus ou moins liées ensembles. Ex. : fruits de certaines apiacées.
- Didyname : se dit d'une fleur comprenant quatre étamines dont deux plus longues que les autres.
- Digités : divisé en lobes profonds divergents dès leurs bases (comme les doigts d'une main).
- Dimorphisme : propriété de certaines espèces dont les individus peuvent présenter deux aspects différents par ex. par la forme des feuilles, etc.
- Diécie : propriété d'une espèce dioïque, c'est-à-dire dont les sexes sont séparés et portés par des pieds différents, mâles et femelles. Exemple : le palmier-dattier.

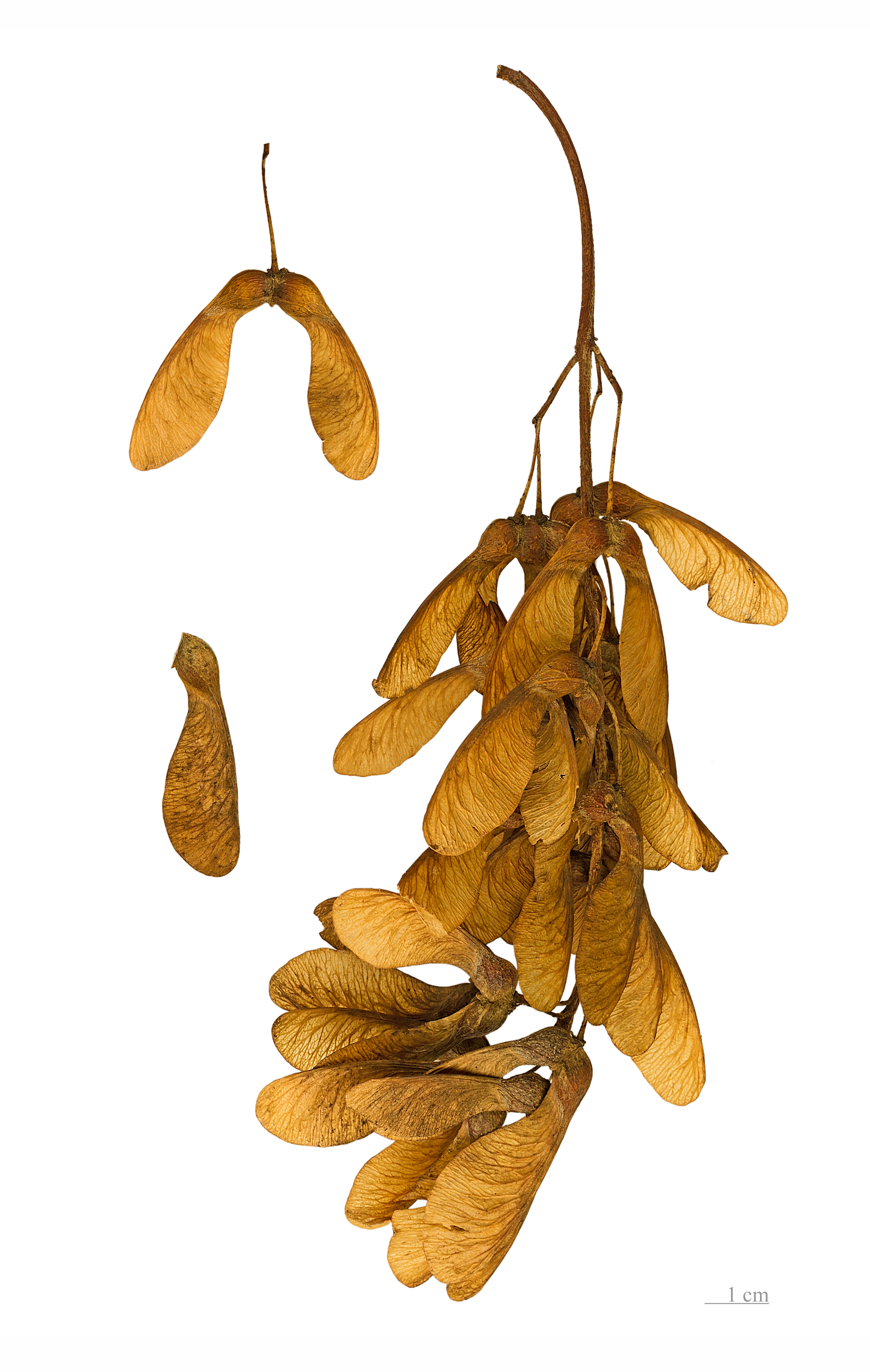
Akènes disamares de l'érable sycomore.

- Diplogamète : cellule reproductrice mâle ou femelle ayant le même nombre de chromosomes que le sporophyte.
- Disamare : Samare double, ensemble de deux akènes jumeaux, équipé chacun d'une ailette membraneuse permettant la dispersion par le vent, par rotation semblable à celle d'une hélice d'hélicoptère.
- Discolore : de deux couleurs (antonyme de concolore).
- Distal : éloigné, écarté de la base ou du lieu d'insertion d'un organe. Opposé à proximal ou basilaire.
- Distiques : adjectif, se dit de feuilles qui sont insérées sur la tige en deux rangées verticales situées dans un même plan.
- Discoïde : qualifie un capitule uniquement composé de fleurons (ex. : Matricaria discoidea).
- Divariqué : adjectif, écarté à angle obtus ; se dit des rameaux de certaines plantes.
- Domatie : structure spécifiquement adaptée, développée sur un organe végétal et attirant certains petits animaux qui s'y installent (ex : acaromatie héberge des acariens, myrmécodomatie des fourmis)
- Dormante : adjectif, se dit d'une graine qui ne germe pas alors que les conditions extérieures sont favorables.
- Dorsal : adjectif, situé du côté de l'axe.
- Dorsiventral : se dit d'un organe (ou d'un organisme) ayant une symétrie bilatérale ; il a un côté droit et un côté gauche.
- Dorsifixe : assez rare, se dit d'un filet quand il s'insère au milieu du dos de l'anthère.
- Double fécondation : fécondation caractéristique des Angiospermes ; deux spermatozoïdes fécondent simultanément : l'un le gamète femelle qui donnera l'œuf puis l'embryon, l'autre deux noyaux haploïdes (les noyaux polaires) qui fusionnent donnant au total une cellule triploïde qui est à l'origine de l'albumen.
- Drageon : stolon souterrain. Une plante drageonnante.
- Drupe : fruit indéhiscent, charnu, comportant un noyau.
- Drupéole : chacune des petites drupes constituant un fruit agrégé, comme celui des ronces et du framboisier.
- Duplicature : augmentation du nombre des pièces du périanthe au détriment des pièces fertiles.

## E
- Écaille : organe de nature variée, en forme de lame courte, membraneuse, coriace et parfois lignifiée.
- Échancré : pourvu d'une entaille peu profonde. Ex. : une silicule échancrée au sommet.
- Échiné : couvert de petites épines.
- Échinulé : couvert de petites pointes raides.
- Éclaircissage : action de supprimer des plants à la suite d'un semis, des fruits d'un arbre, afin de favoriser la croissance des autres.
- Élaborée (sève ou descendante) : solution aqueuse de substances élaborées par la plante et acheminée dans tout l'organisme par les tubes criblés.
- Élaiosome ou Éléosome: appendice sucré présent sur certaines graines, qui favorise leur dispersion par les fourmis.
- Élatères : lanières spiralées dont sont pourvues les spores des prêles.
- Elliptique : dont le contour suit une courbe continue. Les feuilles elliptiques sont larges en leur centre, et plus fines aux extrémités.
- Émarginé : très légèrement échancré au sommet.
- Embrassant : se dit d'une feuille dépourvue de pétiole et dont la base du limbe ou les oreillettes entourent plus ou moins complètement la tige ou un rameau.
- Embryoïde : très petite plante obtenue par micropropagation végétative (en culture in vitro)
- Embryon : plantule encore enfermée dans la graine.
- Endocarpe : partie interne du péricarpe ; celle-ci est durcie dans les drupes.
- Endoderme : tissu situé dans la partie la plus interne du cortex.
- Endophléode : à l'intérieur des écorces.
- Endozoochore : adjectif qualifiant un mode de dispersion des graines après transit intestinal chez des animaux.
- Engainant : pourvu d'une gaine, comme les feuilles de poacées, de typhacées et de cypéracées.
- Ensiforme : adjectif, se dit d'une feuille plane, étroite, longue, érigée et pointue (exemple : la feuille de l'iris).

- Entier : se dit d'un organe dont le bord n'est pas découpé d'une façon ou d'une autre.

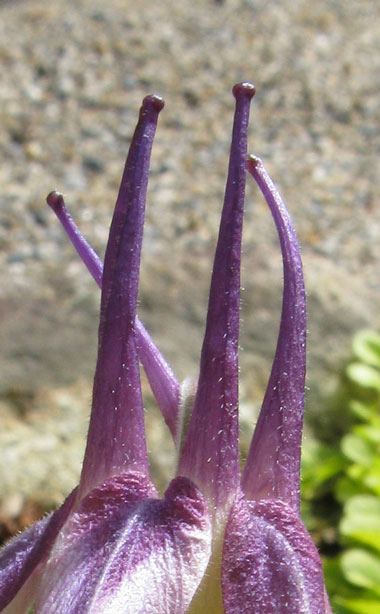
Les éperons bien en évidence d’une ancolie.

- Entomogame : adjectif qualifiant un mode de reproduction des plantes dans lequel le pollen est essentiellement véhiculé par des insectes.
- Entrenœud : portion de la tige située entre les nœuds.
- Éophylle : premières feuilles de la plantule (par ex. : chez les Arecaceae).
- Éperon : prolongement en forme de tube de la corolle ou du calice (ne concerne parfois qu'un pétale ou sépale particulier).
- Épi : inflorescence dont les fleurs sont disposées autour d'un axe central, sans pédicelle ou avec un pédicelle très court.
- Épicalice : verticille de petites bractées, persistantes ou caduques, situées sous le calice de certaines fleurs. Exemples: Malvaceae, Rosaceae, Sterculaceae. Synonyme : calicule.
- Épicarpe : tissus de revêtement externe du fruit.
- Épichile : partie distale du labelle de certaines orchidacées, comme du genre Epipactis.
- Épicotyle : zone située au-dessus de l’insertion des cotylédons.
- Épigé : adjectif, se dit d'une germination qui amène les cotylédons au-dessus du sol.
- Épigyne : se dit d'une fleur dont les étamines et l'enveloppe florale sont insérées au-dessus de l'ovaire.
- Épillet : épi secondaire qui, regroupé à d'autres, forme un épi ou une panicule.
- Épinastie : phénomène de courbure des feuilles d'une plante vers le bas.
- Épine : pointe piquante faisant corps avec le bois d'une tige ou d'un rameau. Par exemple les épines du buisson ardent. Les roses et les ronces n'ont pas des épines, mais des aiguillons.
- Épipétale : qui est porté par un pétale.
- Épiphléode : sur les écorces.
- Épiphylle : se dit d'une plante ou d'un organe poussant sur une feuille. Par exemple les inflorescences des Helwingiaceae et des Phyllonomaceae.
- Épiphyte : se dit d'une plante qui utilise une autre plante (le phorophyte) comme support sans toutefois la parasiter. Par exemple beaucoup de broméliacées.
- Épirhize : se dit d'une plante parasite qui croit sur les racines.
- Épizoochore : adjectif qualifiant un mode de dispersion des graines par transport sur le plumage ou le pelage des animaux.
- Éphémerophyte : plante annuelle à cycle biologique très court.
- Érodé : présentant des dents ou des entailles irrégulières et paraissant dès lors comme rongé.
- Essence : synonyme d'espèce chez les forestiers.
- Estivation : préfloraison
- Étalé : se dit d'un organe dirigé perpendiculairement à la surface qui le porte. Se dit aussi d'une inflorescence dont les ramifications de premier ordre font un angle à peu près droit avec l'axe principal.

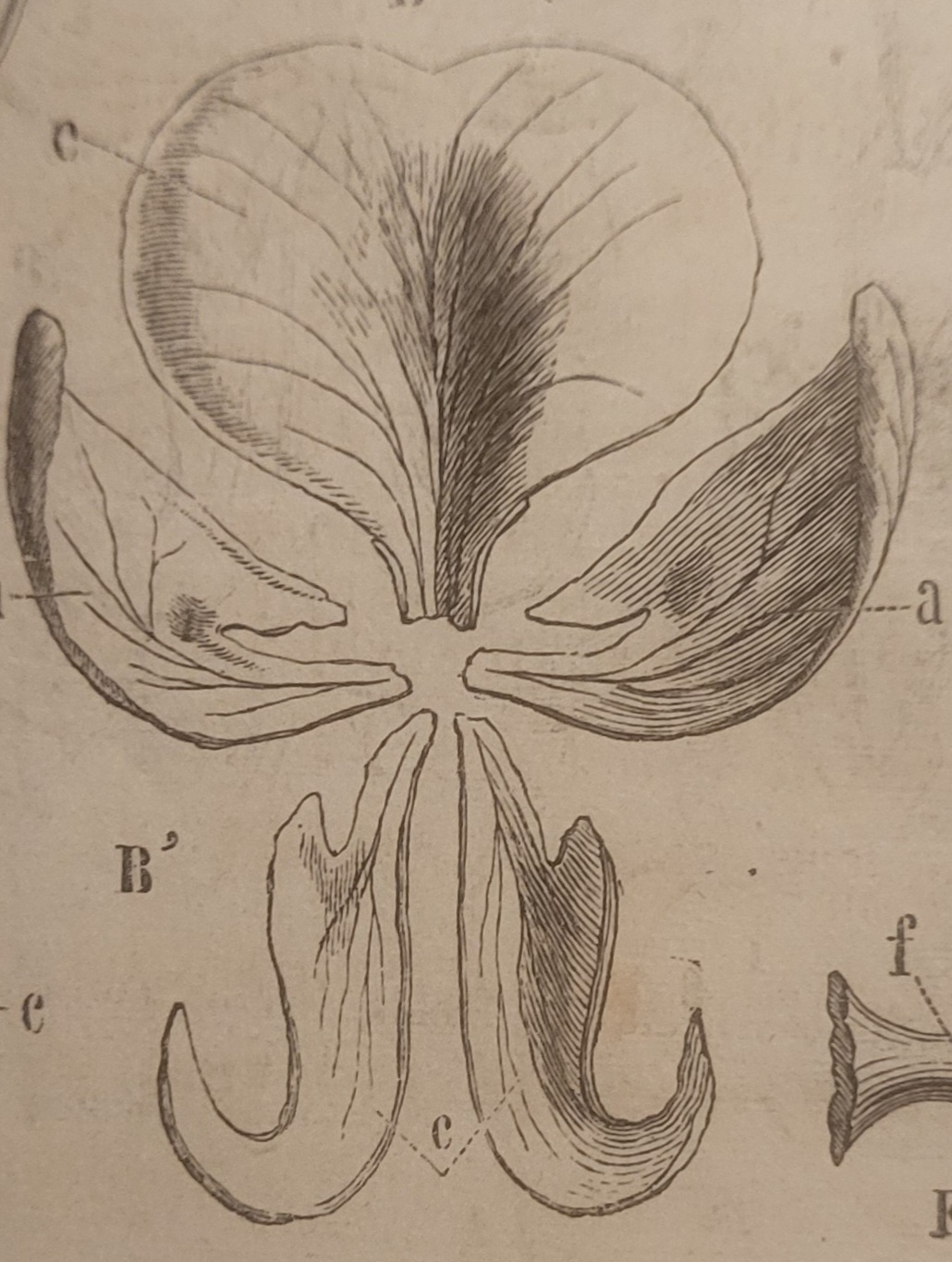
Fleur de pois avec étendard en haut "c".

- Étamine : organe mâle de la fleur produisant le pollen. Les étamines se composent d'une partie allongée (le filet) et d'une partie supérieure renflée (l'anthère).
- Étendard : pétale supérieur des fleurs papilionacées (la plupart des Faboideae, famille des Fabaceae).
- Éthélochorie : introduction volontaire d'une plante par l'homme dans un biotope autre que son habitat originel pour ses qualités alimentaires, industrielles, ornementales, etc.
- Étoilé : se dit d'un organe divisé en ramifications ou segment rayonnants, comme les branches d'une étoile. Ex. : un poil étoilé.
- Étouffée (à l') : mode de culture en milieu humide et confiné qui favorise le bouturage.
- Eusporangié : adjectif qualifiant, chez les Ptéridophytes, un sporange avec une enveloppe composée de plusieurs assises de cellules, on parle d'eusporange. Terme opposé à leptosporangié.
- Eutrophe : (milieu (aquatique le plus souvent) riche en éléments minéraux nutritifs pour les plantes.
- Exalbuminée (graine) : qui ne contient pas d'albumen lorsque la graine est mure.
- Exine : enveloppe externe du grain de pollen.
- Exocarpe : couche la plus externe du péricarpe du fruit.
- Exoderme : tissu semblable à l’endoderme situé en périphérie du cortex.
- Explant : petit fragment de végétal vivant , prélevé pour être cultivé in vitro sur un milieu artificiel.
- Exsert : se dit d'un organe dépassant longuement hors de la structure au sein de laquelle il est inséré.
- Exstipulé : dépourvu de stipules.
- Extrorse : adjectif qualifiant une anthère libérant son pollen vers l'extérieur de la fleur, autrement dit vers les pétales.

## F

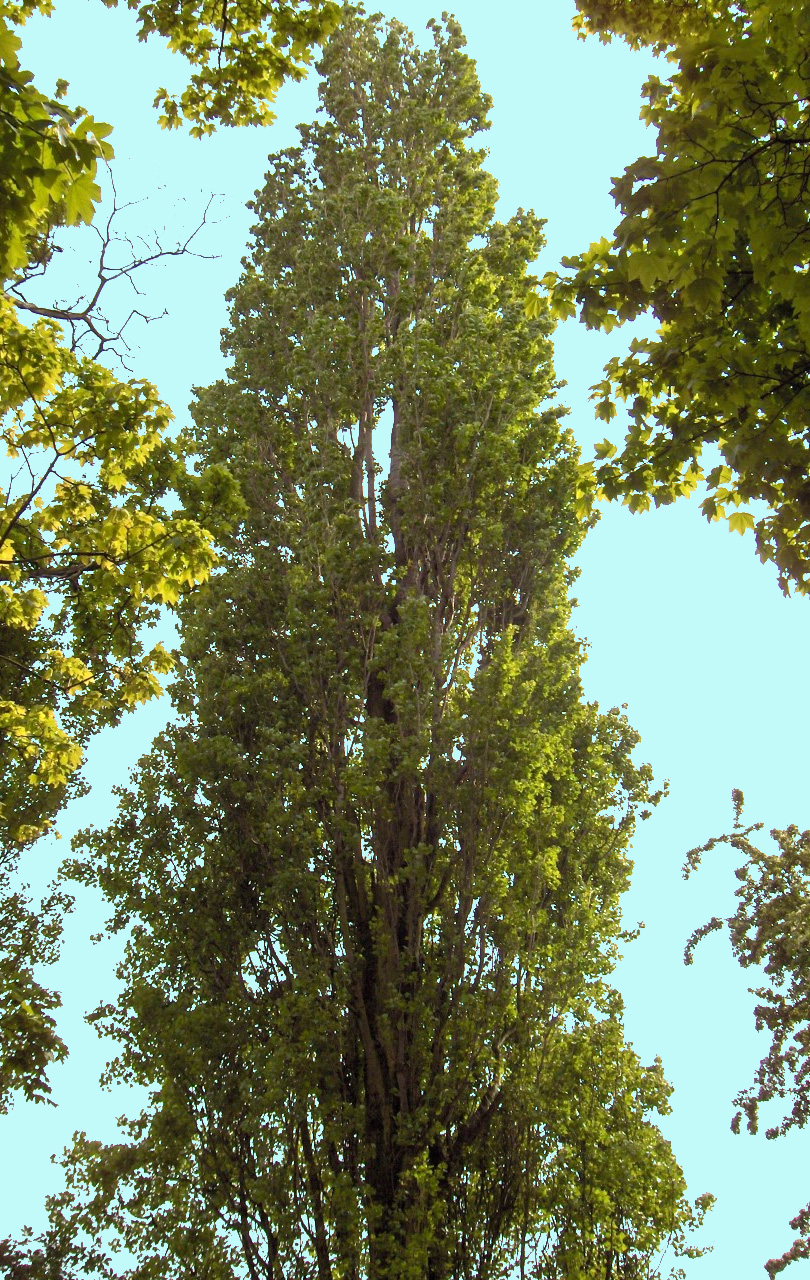
Le Peuplier d'Italie possède un port fastigié.

- Faisceau : groupe d'organes (feuilles, racines…) attaché par la base et par groupe de trois unités au minimum[5], sur un même support. Ces organes sont dits « fasciculés » (exemple : fleurs de cerisier).
- Falciforme : en forme de faux ou de faucille.
- Fanaison : amollissement des rameaux, des feuilles, des fleurs, qui deviennent pendants par évaporation de l'eau.
- Farineux : couvert d'une poudre cireuse comparable à de la farine.
- Fasciation : croissance anormale du sommet d'une tige en forme de faisceau.
- Fascicule : inflorescence en cyme où les fleurs sont portées par des axes très brefs disposés régulièrement.
- Fasciculé : Se dit d'organes disposés en faisceaux, c'est-à-dire insérés en un point unique (ex: les racines de Poacées, les aiguilles de pin)[6].
- Fasciée (plante) : plante affectée par une fasciation.
- Fastigié : se dit de branches ou de rameaux dressés en oblique ou presque verticalement ; ce qui donne à l'individu un port en colonne (port dit « fastigié »).
- Fausse cloison : dans un fruit, cloison surnuméraire qui ne correspond pas à une paroi carpellaire.
- Faux-épi : inflorescence en panicule très contractée et allongée, ressemblant superficiellement à un épi.
- Faux-fruit : organe formé non seulement par le développement des carpelles mais aussi par celui du réceptacle ou d'autres organes. Par exemple la fraise et l'ananas.
- Fécondation croisée : fécondation dans laquelle les deux gamètes qui interviennent proviennent de deux individus différents.
- Ferrugineux : couvert d'un indument de couleur rouille.
- Feuille : organe essentiel d'une plante pour la photosynthèse, la feuille se compose le plus souvent d'un limbe et d'un pétiole (voir ces mots).
- Fibre : cellule étroite et allongée à parois épaissies par de la lignine (parfois de la cellulose).
- -fide : suffixe indiquant qu'un organe plan est profondément divisé en lanières selon l'indication du préfixe (ex : bifide, palmifide...)
- Filet : partie inférieure de l'étamine portant l'anthère.
- Filiforme : très long, très étroit et très mince.
- Fimbrié : se dit d'un organe dont le bord est découpé en franges très étroites ou muni de longs poils dressés situés dans un même plan.
- Fistuleux : se dit d'un organe cylindrique creux. Ex. : une tige fistuleuse.
- Flagelliforme : se dit d'une tige mince et souple, en forme de fouet, portant généralement des feuilles réduites.
- Flèche : partie terminale de la branche centrale verticale d'un arbre.

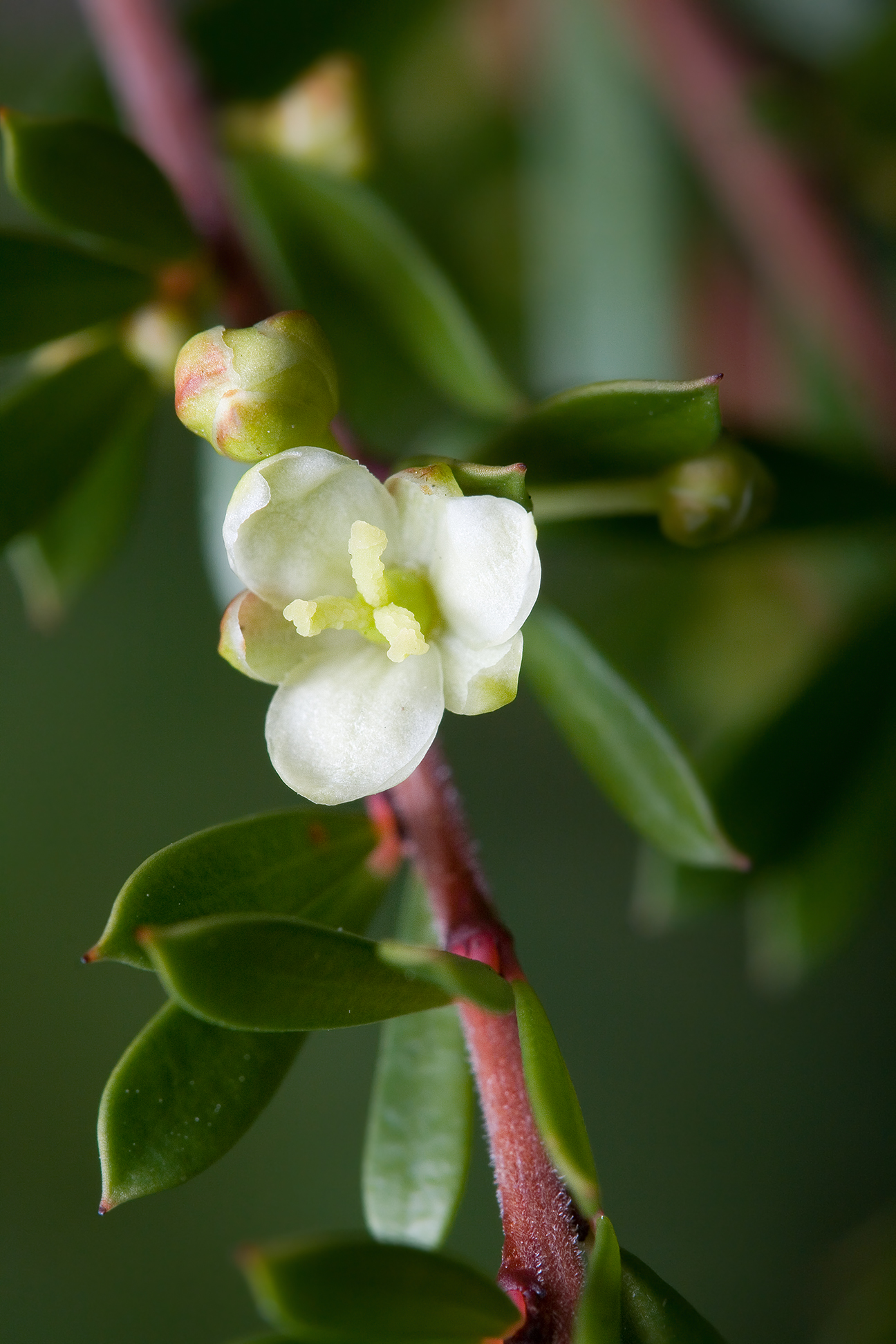
Fleur de Micrantheum serpentinum.

- Fleur : organe reproducteur de la plante.
- Fleur double : expression utilisée pour des plantes dont les fleurs présentent des pétales surnuméraires (plus de deux fois le nombre de pétales que la plante sauvage)[7].
- Fleuron : fleur tubulée d'un capitule.
- Flexueux : adjectif, plusieurs fois courbé dans des directions différentes.
- Florifère : qui porte des fleurs.
- Foliacé : qui a l'apparence d'une feuille. Ex. : une bractée foliacée.
- Foliicole : adjectif, se dit d'un organisme qui vit sur les feuilles mortes et les décomposent (Mycena stylobates, Marasmius epiphyllus…),
- Foliole : chacune des petites feuilles qui forment une feuille composée. Par extension (vieilli) : chaque pièce d’un calice ou d’un involucre.
- Foliolule : chacune des petites feuilles qui composent une foliole.
- Follicule : fruit sec déhiscent, formé par un carpelle isolé.
- Fongicole : adjectif, se dit d'un organisme qui vit sur les vieux champignons (Nyctalis agaricoides, Sepedonium chrysospermum…).
- Formule florale : description rigoureuse de l'organisation d'une fleur sous une forme symbolique conventionnelle très brève.
- Fronde : équivalent des feuilles de certaines algues, des fougère et des palmiers.
- Fruit : organe de la plante composé des graines et de leur enveloppe, provenant de la transformation d'un ou plusieurs ovaires après fécondation.
- Frutescent : se dit d'un végétal présentant une tige ligneuse, généralement ramifiée dès la base et ne dépassant pas 4 à 5 m.
- Fruticuleux : petit, ligneux et formant un sous-arbrisseau, notamment pour le thalle de certains lichens.
- Fructifère : qui porte des fruits.
- Fucoïde : qui a l'aspect ramifié du Fucus.
- Fugace : dont l'existence est éphémère. ex. : les sépales fugaces du coquelicot.
- Funicule : cordon reliant l'ovule, et ensuite la graine, à la paroi de l'ovaire, au niveau du placenta.

## G
- Gaine foliaire, Gaine : partie plus ou mois dilatée de la base d'une feuille entourant la tige.
- Galbule : cône femelle des Gymnospermes dont les écailles ovulifères sont soudées en une masse simulant une baie.
- Galle : excroissance tumorale de forme caractéristique sur un organe ou déformation de celui-ci lorsque les tissus réagissent à l'introduction en leur sein d'un corps étranger vivant (œuf d'arthropode, etc.).
- Gamétange : organe dans lequel s'élaborent les gamètes ; sa paroi est une assise pluricellulaire.
- Gamétocyste : cellule dans laquelle s'élaborent les gamètes ; sa paroi est la paroi cellulaire de la cellule mère.
- Gamétophyte : génération dans laquelle se différencient les gamètes (le gamétophyte peut être diploïde ou haploïde selon la position de la méiose dans le cycle de vie).
- Gamocarpellé : les carpelles sont soudés, concrescents, et composent un ovaire soit uniloculaire (un seul ovaire quel que soit le nombre de carpelles) ou pluriloculaire (ovaire divisé en autant de loges qu’il y a de carpelles.
- Gamopétale : adjectif, corolle dont les pétales sont plus ou moins longuement soudés entre eux.
- Gamosépale : adjectif, calice dont les sépales sont plus ou moins longuement soudés entre eux.
- Gaufrage : modification du relief d’une ou deux faces d'un organe (feuille, bourgeon).
- Gaufré : adjectif, feuille dont les nervures saillantes forment un réseau lui donnant l'aspect d'une gaufre en surface.
- Géminé : réunis deux par deux. Ex. : des fleurs géminées
- Gemmage : récolement la résine du pin après incision de l'écorce jusqu'aux tissus vivants.
- Gemmule : bourgeon apical d'un embryon, situé entre les cotylédons au sommet de la tigelle.
- Génératrice (assise) : synonyme cambium.
- Générative (cellule) : cellule-mère des deux spermatozoïdes, dans le grain de pollen.
- Genouillé ou géniculé : se dit d'un organe brusquement coudé (comme un genou) et faisant un angle marqué.
- Géocarpie : production de fruits qui s'enfoncent dans la terre et y mûrissent.
- Géophyte : tropophyte dont les bourgeons destinés à survivre passent la mauvaise saison enfouis dans le sol.
- Géotrope : qui croit vers le bas (géotropisme positif).
- Géotropisme : orientation de la croissance d'un organe en réponse à l'attraction terrestre.
- Germination : phénomène par lequel l'activité métabolique de la plantule augmente permettant sa croissance, sa sortie de la graine, son implantation dans le sol et la mise en place de sa vie autonome.
- Gibbosité : bosse arrondie.
- Gitonogamie : pollinisation d'une fleur par le pollen d'une autre fleur mais portée par une fleur de la même plante.
- Glabre : adjectif désignant une plante ou une partie de plante ne portant pas de poils.
- Glabrescent : adjectif désignant une plante ou une partie de plante presque glabre ou devenant glabre par perte des poils.
- Glanduleux : pourvu d'une ou plusieurs glandes. Ex. : un poil glanduleux.
- Glaucescent : de teinte presque glauque.
- Glauque : couleur bleu-gris ou bleu-vert.
- Gleba : masse fertile de certains champignons tels que truffes, lycoperdons, sclérodermes, phallus.
- Globuleux : sphérique, approximativement ou complètement.
- Glochide : minuscules aiguillons barbelés de certaines espèces de cactus, qui se détachent au moindre contact et sont irritants pour la peau.
- Glomérule : inflorescence dense plus ou moins sphérique de fleurs sessiles.
- Glume : bractée membraneuse enveloppant un épillet de graminée.
- Glumelle : petite glume enveloppant la fleur des graminées, la glumelle inférieure (externe) est aussi appelée la lemme et la glumelle supérieure (interne) la paléole.
- Gluten : protéine de l'albumen chez certaines graminées (rend la farine panifiable).
- Glutineux : gluant, visqueux.
- Gorge : partie supérieure du tube de la corolle, dans les fleurs gamopétales.
- Gourmand : dans le cas d'une greffe, le gourmand est un rameau inutile poussant sur le porte-greffe. Le gourmand est également une branche se développant exceptionnellement sur la face supérieure d'une charpentière.
- Gousse : fruit sec à deux valves, garnies chacune d'une rangée de graines. Les gousses sont notamment les fruits des fabacées (ou légumineuses).
- Graine : ovule fécondé qui, après dispersion et germination, donne de nouvelles plantes.
- Grappe : inflorescence disposée autour d'un axe, chaque fleur étant nettement pédicellée (ex. : muguet).
- Gravitropisme : synonyme géotropisme.
- Grêcle : adjectif botanique qui signifie mince, fin et fragile. Il est souvent utilisé pour décrire des parties végétales, comme les pétioles ou les tiges, qui sont délicates ou élancées[réf. nécessaire].
- Greffe : implantation d'un bourgeon d'une plante sur la tige d(une autre plante.
- Greffon : fragment d'une plante démuni de racine, appelé à ne produire que des rameaux feuillés et florifères nourris par le porte-greffe.
- Grêle : adjectif désignant une plante à la tige longue et menue.
- Grume : tronc d'arbre abattu, ébranché et recouvert de son écorce.
- Guide de nectar :  dessins particuliers sur les pétales de certaines fleurs ayant pour fonction de guider les pollinisateurs vers leur nourriture.
- Guttation : émission de gouttes d'eau par les plantes au niveau des hydathodes.
- Gynécée : synonyme de pistil (ensemble des organes femelles de la fleur).
- Gymnosperme : plante à graine nue. (ex : conifères)
- Gynobasique : qui naît à la base de l'ovaire (généralement le style)
- Gynodioïque : qualifie une plante dont certains plants ne portent que des fleurs femelles et d'autres que des fleurs hermaphrodites, mais aucun ne porte de fleurs mâles. (voir également dioïque, Gynodioécie)
- Gynophore : partie allongée du réceptacle de la fleurs de certaines espèces, située entre les étamines et le pistil.
- Gynostège : organe de la fleur des asclépiadacées provenant de la concrescence des anthères et du stigmate épaissi.
- Gynostème : organe de la fleur des orchidacées et des aristoloches en forme de colonne, provenant de la soudure de l'androcée et du style.

## H
- Halonitrophile : se dit d'une plante halophile et nitrophile.
- Halophile : se dit d'une plante qui vit exclusivement ou de préférence dans les milieux salés.
- Halophyte : plante croissant exclusivement dans les milieux salés. Ex. : la salicorne.
- Halotropisme : adaptation morphologique des racines en réaction à une zone à forte teneur en sel.
- Hampe : pédoncule nu, partant de la souche et portant une ou plusieurs fleurs, comme chez les primevères.
- Haplobionte : organisme dont le cycle biologique est presque uniquement haploïde ; la phase diploïde n'est représentée que par le zygote.
- Hasté : se dit d'un organe muni à la base de deux oreillettes étalées horizontalement, ressemblant donc à un fer de hallebarde. Ex. : les feuilles des arums.
- Hastula : appendice d'expansion, souvent triangulaire, à la surface supérieure du pétiole d'une palme où il rejoint le  limbe.

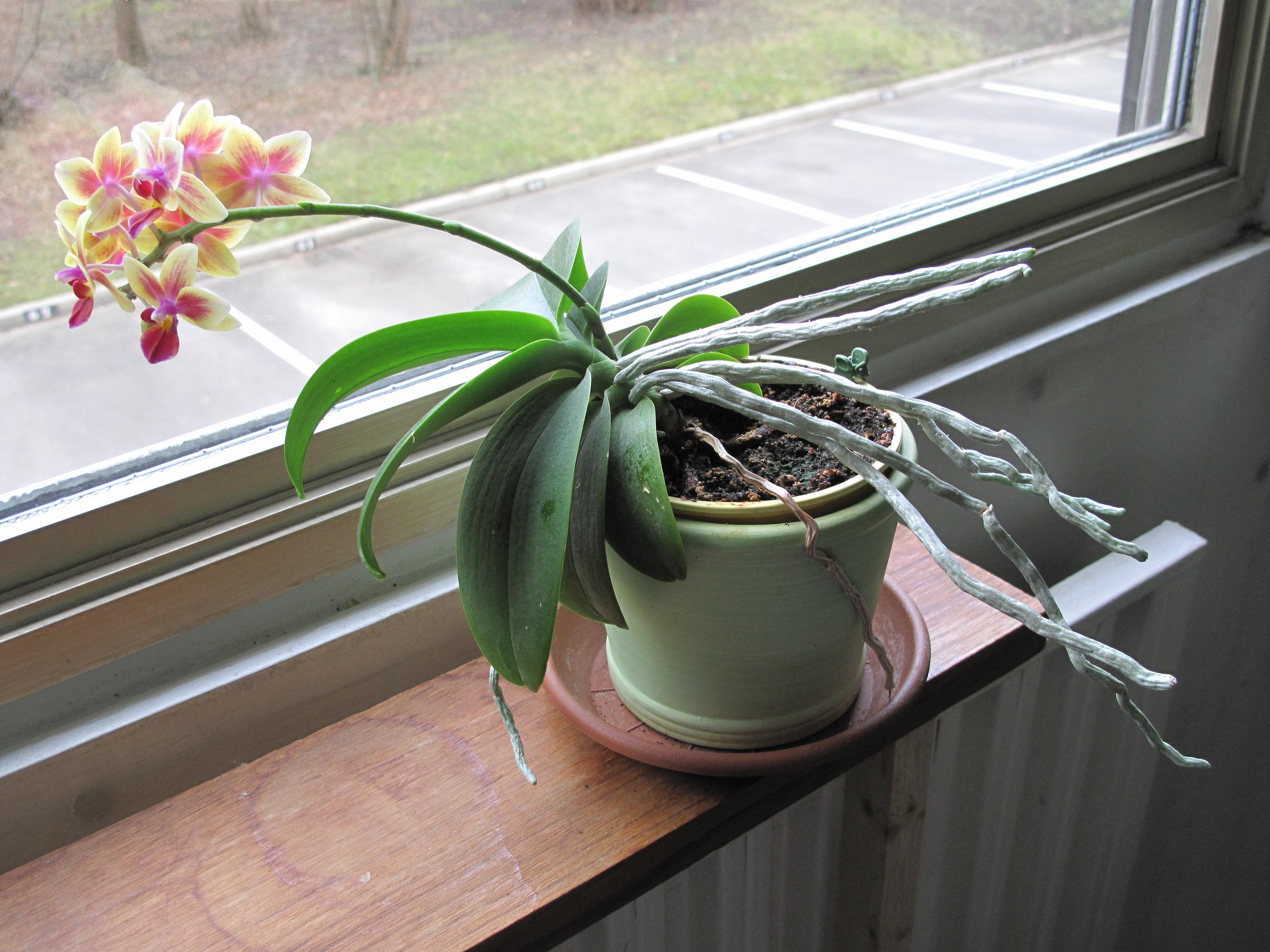
Héliotropisme d'une Phalaenopsis en pot placée derrière une fenêtre.

- Haustorium ou haustorie : organe d'une plante ou d'un champignon parasite biotrophe ou symbionte s'insèrenant dans les tissus de la plante hôte pour absorber l'eau et les nutriments contenus dans les cellules.
- Hélice foliaire : ligne virtuelle joignant les feuilles apparues successivement le long d'une tige.
- Héliophile : adjectif, qui aime l'exposition au soleil (≠ sciaphile).
- Héliotropisme : attraction vers le soleil.
- Héliophyte : plante qui croit de préférence en pleine lumière. Ex. : les hélianthèmes.
- Hélophyte : plante submergée, enracinée dans la vase avec les bourgeons d'hiver, dont la partie supérieure est aérienne. Ex. : le jonc fleuri.
- Hémérochore : plante disséminée hors de son habitat originel par l'action directe ou indirecte de l'homme.
- Hémicryptophyte : plante dont les bourgeons d'hiver sont situés au niveau du sol.
- Hémicylindrique : en forme de demi-cylindre, c'est-à-dire de cylindre divisé en deux dans le sens de la longueur. Ex. : les feuilles de certains ails.
- Hémiépiphyte : plante vivant en épiphyte pendant une partie de son cycle biologique.
- Hémiparasite : plante effectuant une photosynthèse, dépendant en partie d'une autre pour sa subsistance. Ex. : le gui.
- hémisciaphile : se dit d'une plantes (ou groupe de plantes) ayant besoin d’ombre pour se développer mais supportant une exposition temporaire au soleil.
- Herbacée : se dit d'une plante non ligneuse (dont la tige n'a pas la consistance du bois), le terme de plantes herbacées désignant pour sa part des plantes non ligneuses dont la partie aérienne meurt après la fructification.
- Herbicole : adjectif, se dit d'un organisme qui vit sur diverses parties (tiges, fruits...) des plantes herbacées.
- Herbier : collection de plantes desséchées, conservée dans un but scientifique ; banc d'algues ou de plantes marines sur le littoral.
- Herborisation : promenade, excursion ou expédition menée afin d'effectuer la collecte de spécimens végétaux relevant d'un intérêt scientifique, notamment en vue de constituer un herbier.
- Hercogamie : état d'une plante dont les fleurs hermaphrodites murissent simultanément, mais dans laquelle l'autogamie est interdite par la disposition topographique (ou mécanique) des pièces florales.
- Hérissé : couvert de poils raides, généralement droits.
- hermaphrodite: adjectif caractérisant les plantes portant des fleurs avec les organes des deux sexes (étamines et pistil).
- Hétérophylie : groupe d’espèces qui ne rassemble pas tous les descendants de son ancêtre commun le plus récent.
- Hétérophylle : plante ayant des feuilles de différentes formes. Ex. : les eucalyptus et certains potamots.
- Hétérosporé : adjectif qualifiant les Ptéridophytes dont les spores sont de 2 types, les microspores et les macrospores. On parle d'hétérosporie. Ex. : les sélaginelles.
- Hétérostylie : polymorphisme floral sous contrôle génétique affectant la longueur du style et des anthères. Ce polymorphisme favorise la fécondation croisée chez de nombreuses espèces végétales hermaphrodites. Les espèces présentant cette caractéristique sont dites hétérostyles ou hétérostylées. Ex. : les primevères.

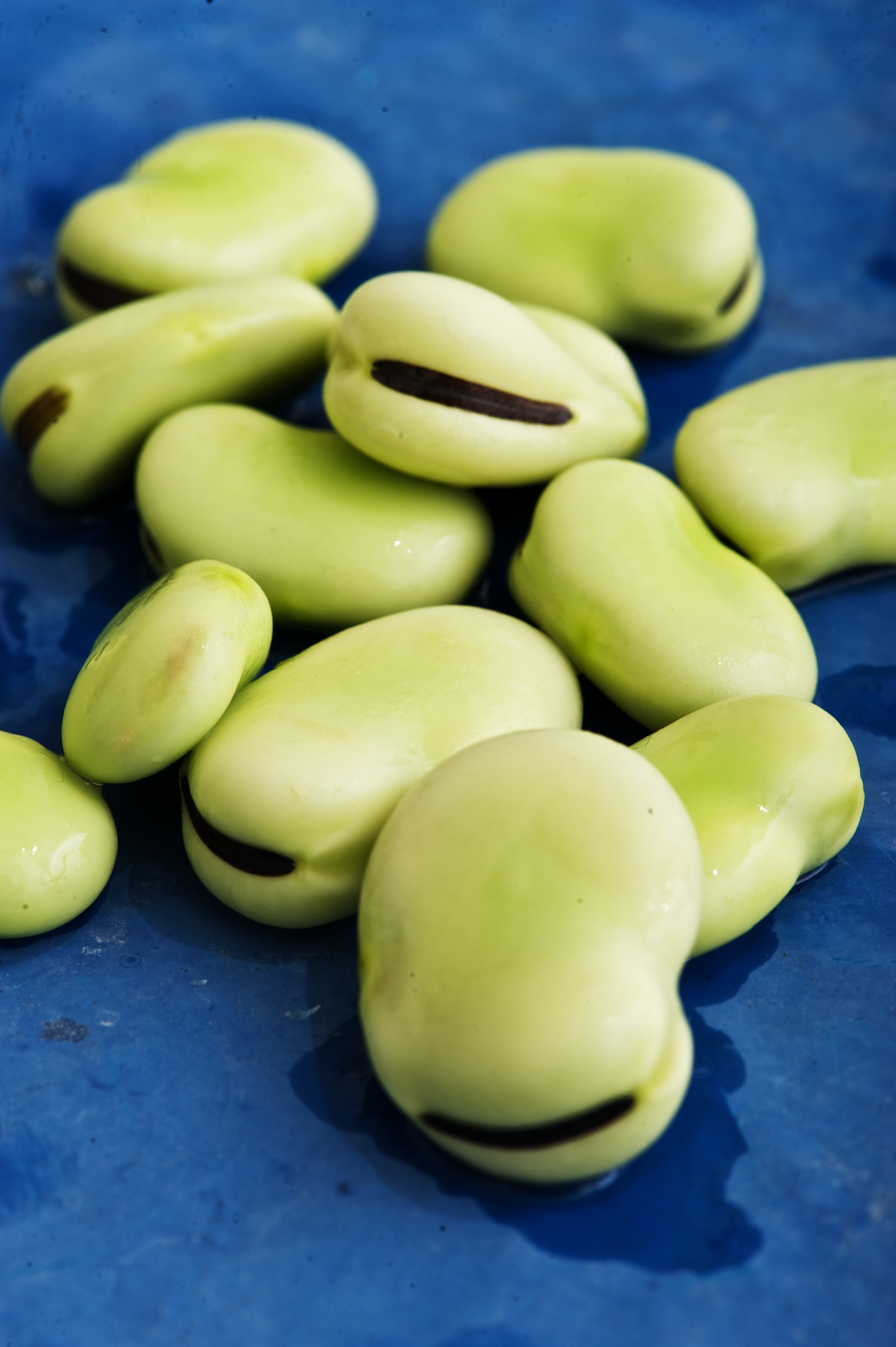
Hiles de fèves (Vicia faba, Fabaceae) noirs sur fond vert clair (après la chute des funicules).

- Hétérotrophie : nécessité pour un organisme vivant de se nourrir de constituants organiques préexistants. Ex. les champignons par opposition aux plantes à chlorophylle.
- Hibernacle : bourgeons spécialisés apparaissant en automne chez certains hydrophytes, pouvant s'en détacher et assurer ainsi la pérennité de la plante. Ex. : les potamots.
- Hile : en botanique, le hile est la cicatrice laissée par le funicule sur la graine correspondant au point d'insertion du funicule sur l'ovule ; en mycologie, le hile est la cicatrice laissée sur la spore lorsqu'elle se sépare du stérigmate (basidiomycètes) ou du conidiophore (ascomycètes).
- Hispide : garni de poils raides, espacés et plus ou moins piquants, comme chez de nombreuses boraginacées.
- Homorhize : système racinaire dans lequel la radicule cesse de croître, les racines adventives se développant plus ou moins latéralement à partir de la pousse (antonyme : Allorhize)[8].
- Homostylie : opposé d'hétérostylie. Plante dont tous les styles ont la même longueur.
- Houppier : ensemble de la partie feuille d'un arbre.
- Humicole : adjectif, se dit d'un organisme qui vit sur le sols riches en humus en exploitant, sans spécificité particulière, la litière  en décomposition (Lepista nuda, Lycoperdon perlatum…).
- Hyalin : se dit de tissus végétaux transparents ou translucides. En mycologie, la spore est souvent dite hyaline ; du grec ancien ὕαλος / húalos, « pierre transparente, verre ».
- Hybride : plante dont les parents appartiennent à des espèces ou sous-espèces différentes, voire à des genres différents. Les hybrides sont souvent plus ou moins stériles.
- Hybridogène : se dit d'une espèce fertile d'origine hybride.
- Hydatode : pore spécialisé excrétant l'eau par guttation. Les hydathodes sont situées au sommet ou à la marge des feuilles.
- Hydrochorie : mode de dispersion des graines par l'eau.
- Hydroïdes : cellules allongées et mortes dans lesquelles l'eau circule (chez les Bryophutes).
- Hydrogame : adjectif qualifiant un mode de reproduction de plantes aquatiques dans lequel le pollen est essentiellement véhiculé par l'eau.
- Hydrogéophyte : hydrophyte dont les bourgeons d'hiver sont portés par un rhizome.
- Hydrohémicryptophyte : hydrophyte dont les bourgeons d'hiver sont situés à la surface du substrat vaseux.
- Hydrophyte : plante aquatique dont les organes assurant la pérennité pendant l'hiver sont situés sous le plan d'eau.
- Hydrophilie : mode de fécondation d'une fleur par du pollen transporté par l'eau.
- Hydrothérophyte : plante aquatique annuelle, dont la pérennité est assurée par des graines voire par des hibernacles. Ex. : la châtaigne d'eau et la subulaire.
- Hydrotropisme : orientation de la croissance d'un organe en fonction de la présence d'eau.
- Hygrophane : adjectif, qualifie une plante ou particulièrement un champignon qui change d'aspect en fonction du degré d'humidité.
- Hygrophile : adjectif, qui préfère les lieux humides.

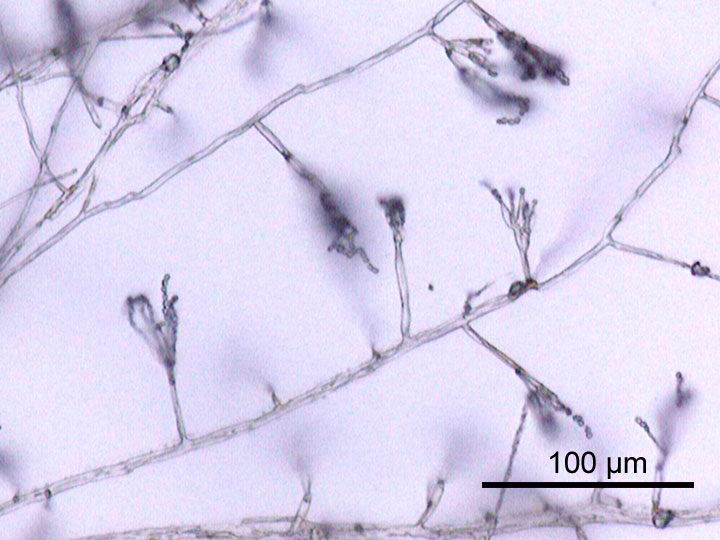
Hyphe de penicillium, vue au microscope.

- Hyménium : partie fertile du sporophore des champignons.
- Hypanthium, Hypanthe : structure cupuliforme ou en urne, protégeant le gynécée et résultant de la soudure des pièces du périanthe (sépales, pétales, tépales) et/ou du prolongement du réceptacle.
- Hyphe : filament d'un champignon constitué par une file de cellules séparées par des cloisons. Les hyphes enchevêtrés constituent le mycelium et le carpophore.
- Hypochile : partie proximale du labelle de certaines orchidacées, comme chez les Epipactis.
- Hypocotyle : partie de l'axe de la plantule comprise entre le collet et l'insertion des cotylédons.
- Hypoderme : couche formée de quelques assises cellulaires située sous l'épiderme.
- Hypogé : adjectif, qui se développe sous terre. Ex. : la gousse de l'arachide. Emploi au féminin : la strate hypogée.
- Hypogyne : se dit d'un organe situé en dessous de l'ovaire (celui-ci est supère). Ex. : des étamines hypogynes.
- Hyponastie : redressement des limbes des feuilles vers le haut. Opposé à l'épinastie.

## I
- Ichtyochorie : dissémination des diaspores par les poissons.
- Idioblaste : cellules spécialisées du tissu végétal qui diffèrent du tissu à proprement dit par leur forme ou leur contenu.
- Imbriqué : se recouvrant à moitié, comme les tuiles d'un toit.
- Imparipenné : adjectif, qualifie une feuille à nombre impair de folioles.
- Imprimé : tracé en creux ans la surface d'un organe.
- Incisé : se dit d'un organe dont le bord présente des découpures profondes et généralement inégales.
- Incube : se dit de la disposition des feuilles selon laquelle le bord supérieur de la feuille recouvre le bord inférieur de la feuille située au-dessus d'elle.
- Indéfinie (Inflorescence) : inflorescence dont toutes les fleurs sont axillaires sur un axe principal qui poursuit sa croissance au cours de la floraison.
- Indéhiscent : se dit d'un organe, notamment un fruit, qui ne s'ouvre pas spontanément à la maturité.
- Indivis : non divisé, se dit d'une feuille entière ou tout au plus dentée, par opposition à une feuille plus ou moins découpée.

- Indument : revêtement de poils, de trichomes ou d'écailles (synonyme : indumentum, pluriel indumenta).
- Indusie : (botanique) fine membrane protégeant les sporanges chez les Ptéridophytes ; (mycologie) voile ressemblant à un filet à mailles plus ou moins développées, entourant le pseudostipe de certains Phallus.
- Inerme : ne portant ni aiguillons ni épines.
- Infère : adjectif, qualifie l'ovaire lorsqu'il s'insère au-dessous de la corolle et du calice.
- Inflorescence : mode de groupement des fleurs d'une plante, ou groupe de fleurs potées par un rameau dont toutes les feuilles sont des bractées.
- Infrutescence : ensemble des fruits dérivant d'une inflorescence.
- Infundibuliforme : adjectif, en forme d'entonnoir.
- Insertion : point auquel est attaché un organe qui à l'organe qui le porte
- Introrse : adjectif qualifiant une anthère libérant son pollen vers l'intérieur de la fleur.
- Involucelle : petit involucre secondaire dans une ombelle composée.
- Involucre : ensemble de bractées formant une collerette à la base d'une ombelle ou d'un capitule.
- Involuté : se dit d'un organe plan dont la marge est enroulée vers la face supérieure.
- Irrégulier : se dit d'un verticille floral dont au moins une des pièces qui le composent est différente des autres, par la forme et/ou par la taille.
- Isosporie : se dit chez les Ptéridophytes quand les spores sont toutes semblables aboutissant à la formation de prothalles tous identiques.

## J
- Jonciforme ou Junciforme : adjectif, qui a l'aspect du jonc.

## K
- Kranz (anatomie) (ou structure kranz) : structure anatomique des feuilles qui se rencontre chez la plupart des plantes en  C4, se caractérise par la présence de deux anneaux de cellules concentriques entourant les faisceaux vasculaires.

## L
- Labelle : pétale caractéristique des orchidacées, orienté vers le bas, pouvant imiter l'apparence d'un insecte ou prendre des formes spectaculaires.
- Lacinié : adjectif, découpé irrégulièrement en lanières (du latin lacinia, lambeau).
- Lacticifère : cellule allongée, ou file de cellules, existant dans les tissus de certaines espèces et contenant du latex.
- Laineux : se dit d'un tomentum abondant, formé de long poils très emmêlés.
- Lame (sens 1), lamelle ou lamellule : feuillets constituant l'hyménium de certains champignons.
- Lame (sens 2) : partie intermédiaire d'un pétale.
- Laminale (placentation) : cas particulier d'une placentation pariétale dans lequel les ovules sont dispersés sur la paroi de l'ovaire.
- Lancéolé : se dit d'une feuille en forme de fer de lance.
- Latex : substance liquide, à consistance plus ou moins épaisse, produite par certaines plantes.
- Laticifère : 
  - (adj.) se dit d'une plante, ou d'un organe végétal, qui contient du latex.
  - (subst. masc.) cellule végétale secrétant du latex.
- Latisepté : se dit d'un fruit à une cloison interne, aplati parallèlement à cette cloison.
- Légume : synonyme de gousse, fruit des légumineuses (du latin legumen, plante à gousse).
- Lemme : glumelle inférieure (externe) dans l'épillet des Poacées.
- Lenticelle: petite fente servant aux échanges de gaz, que l'on rencontre sur les écorces des arbres et arbustes.
- Lepanthium : Pétale portant un nectaire[6].
- Lépidote : adjectif qualifiant un organe (ou une plante) couvert(e) d'écailles peltées[9] ; désigne les rhododendrons possédant des écailles[10].
- Leptosporangié : adjectif qualifiant, chez les Ptéridophytes, un sporange avec une enveloppe composée d'une seule assise de cellules, on parle de leptosporange. Terme opposé à eusporangié.
- Leucoplaste : plaste incolore.
- Liane : plante grimpante ou volubile.
- Liber : tissu végétal conducteur de la sève élaborée (synonyme de phloème secondaire).
- Libre : se dit d'un organe non soudé à un autre organe de même nature.
- Liège : synonyme : suber ; tissu secondaire constitué de cellules mortes remplies d'air, issu du phellogène des plantes ligneuses.
- Ligneux : se dit d'une plante dont la tige a la consistance du bois, grâce à la lignine qu'elle contient.
- Lignicole : adjectif, se dit d'un organisme qui vit sur du bois (souches, branches, brindilles).
- Lignifié : adjectif, se dit d'un organe imprégné de lignine.
- Lignine : substance caractéristique du bois, présente dans les vaisseaux conducteurs (du latin lignum, bois).
- Ligule : 
  - languette saillante (membrane ou rang de poils) située à la face supérieure des feuilles à la base du limbe chez les poacées et les Cyperacées
  - languette formée par la corolle des fleurons asymétriques du capitule chez certaines Astéracées.
- Limbe : partie la plus importante, généralement large et aplatie, d'une feuille.
- Limnophile, adjectif, se dit d'une plante qui vit dans les marais, les étangs (du grec limnaios, étang).
- Linéaire : se dit d'une feuille étroite et allongée, à bords parallèles.
- Lingulé : en forme de langue.
- Litière : couche de fragments végétaux (surtout des feuilles).
- Lithophytes : se dit des végétaux capables de croître en milieu rocheux ou rocailleux.
- Lobe : division d'une feuille ou d'un autre organe, dans le premier cas, en principe lorsque l'échancrure n'atteint pas le milieu de chaque moitié du limbe.
- Lobé : pourvu de lobes.
- Lobulé : muni de petits lobes ou lobules. Terme surtout utilisé, lorsque chez une feuille à limbe divisé, les segments principaux sont plus ou moins lobés.
- Loculicide : se dit d'une capsule s'ouvrant par des fentes longitudinales apparaissant chacune sur le plan médian d'une loge.
- Lomentacé : adjectif, se dit d'une gousse (fabacées) ou d'une silique (crucifères) étranglée entre chaque graine comme un chapelet.
- Longévive  : se dit d'une espèce qui vit très longtemps, au moins 100 ans.
- Longistylée : fleur dont le style est nettement plus long que les étamines (chez les fleurs hétérostylées).
- Lyré : se dit d'un organe (comme une feuille) pennatifide, pennatipartite ou pennatiséqué dont le lobe terminal est beaucoup plus grand que les latéraux.
- Lysigène : qualifie des poches et des canaux sécréteurs qui sont apparus grâce à la lyse des cellules sécrétrices elles-mêmes.

## M
- Macromycète : s'emploie parfois, plus fréquemment en anglais (macromycete), pour désigner les champignons, naguère dits « supérieurs », dont le sporophore est visible à l'œil nu.
- Macule : tache de couleur, de taille et de localisation variables.
- Malacophilie : mode de pollinisation dans lequel le pollen est transporté par des mollusques.
- Manchon foliaire : (en anglais crownshaft) pour un palmier, le manchon foliaire est la partie lisse et enflée située au sommet de la tige. Il est constitué des bases foliaires épaissies des feuilles, soudées entre elles pour former une gaine protectrice autour de la tige.
- Marcescent : adjectif, se dit d'une plante dont les feuilles mortes persistent tout l'hiver (exemple : le charme). Par extension, cet adjectif est aussi utilisé pour d'autres organes persistants, par ex. un périanthe desséché autour d'un fruit.
- Marge foliaire : Contour du limbe. La marge foliaire peut être entière, dentée, ondulée, ciliée, épineuse, etc.[11].
- Méat : espace libre intercellulaire, passage, dans un tissu végétal.
- Médifixe : se dit quand le filet s'insère au milieu de l'anthère.
- Mélissopalynologie : étude des pollens contenus dans les miels.
- Mellifère : se dit d'une plante recherchée par les abeilles pour la confection de miel ou, plus largement, d'intérêt apicole plus général (production de pollen ou de miellat).
- Mérie : nombre fondamental de pièces homologues constituant chacun des cycles d'une fleur.
- Méricarpe : élément d'un fruit schizocarpique qui se sépare spontanément des autres à maturité.
- Méristèmatique : se dit d'un tissu formé de cellules indifférenciées ou juvéniles.
- Méristème : Ensemble de cellules indifférenciées capables de se diviser activement pour produire de nouveaux tissus ou de nouveaux organes.
- Mérogamie : se dit quand une partie seulement de l'organisme fait la fécondation.
- Mésocarpe : tissu formant la couche moyenne (souvent épaisse) de la paroi du fruit.
- Mésocotyle : ches les Poaceae, portion de tige située entre la base du coléoptile et le premier nœud.
- Messicole : se dit d'une plante croissant, en mauvaise herbe, dans les champs de céréales.
- Métabolisme acide crassulacéen : type de photosynthèse qui permet à des plantes terrestres chlorophylliennes de fixer le carbone en minimisant l'évaporation d'eau (angl. Crassulacean acid metabolism ou CAM)
- Microgreffage : technique de greffage pratiquée "in vitro" ou le greffon est un méristème.
- Micropropagation : multiplication végétative d'une plante par culture de méristèmes in vitro.
- Micropyle : petit orifice ménagé entre les marges des téguments de l'ovule, en face du sac embryonnaire.
- Monadelphe : se dit d'une androcée aux étamines unies toutes ensemble au moins par la base.
- Monoaperturé : se dit du grain de pollen typique des monocotylédones - présent aussi chez quelques rares dicotylédones - ayant un seul sillon ou pore germinatif et présentant une symétrie bilatérale.
- Monocarpe : se dit d'une plante qui n'a qu'un seul fruit ou qui ne porte que des fruits solitaires.
- Monocarpique : se dit d'une plante qui ne fleurit qu'une seule fois et meurt après avoir fleuri et produit des graines. Les plantes annuelles et bisannuelles sont monocarpiques, ainsi que certaines pluriannuelles (ex. : la saxifrage des Pyrénées).
- Monocline : pourvu de fleurs hermaphrodites.
- Monoïque : adjectif, se dit d'une espèce dont tous les individus portent les deux sexes, dans des fleurs séparées (exemple : la courge).
- Monolectisme : cas où les insectes ne butinent qu'une seule espèce.
- Monosperme : à une graine. Antonymes : oligosperme, polysperme.
- Monstrueuse (plante) : plante affectée par un phénomène de cristation, de fasciation, etc.
- Mucigel : gaine de mucilages d'origine végétale et bactérienne entourant la racine.
- Mucron : courte pointe raide au sommet d'une feuille, d'une foliole, d'un fruit, etc. Une feuille mucronée.
- Mucronulé : terminé par un mucron très court.
- Multiflore : portant un grand nombre de fleurs.
- Multiflorie : pour un organe, une plante ou un taxon, le fait d'être multiflore.
- Multiséminé : à nombreuses graines (synonyme : polysperme. Antonymes : uniséminé, pauciséminé).
- Muriqué : se dit de côtes se terminant par une pointe.
- Muscicole ou mussicole : adjectif, qui vit sur les mousses.
- Mutique : dépourvue d'une pointe ou d'une arête à son sommet.
- Mycobionte : champignon ou ensemble de champignons impliqué dans une forme de symbiose mutualiste.
- Mycohétérotrophie : mode d'alimentation grâce à une relation symbiotique qui s'établit entre certains types de plantes non chlorophylliennes, des champignons mycorhizens et des arbres voisins, dans laquelle la plante obtient tout ou partie de ses nutriments en établissant un réseau mycorhizien.
- Mycoremédiation : méthode de dépollution des sols grâce à certains champignons.
- Mycorhize : organe résultant de la vie en commun d'une racine de plante avec les filament végétatifs d'un champignon. Les mycorhizes des orchidacées et de nombreux arbres.
- Mycotrophie : mode d'alimentation grâce à une relation symbiotique qui s'établit entre certains types de plantes et des champignons mycorhizens.
- Myrmécochore : adjectif qualifiant un mode de dispersion des graines faisant appel aux fourmis.

## N
- Nanophanérophyte : phanérophyte haut de moins de 2 mètres.
- Nastie : (du grec nastos) Mouvement subordonné aux variations de température, de lumière et d'humidité ou à un contact.

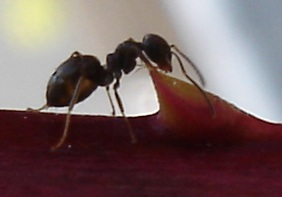
Fourmi au nectaire d'un ricin (sur une tige).

- Nectaire : organe sécrétant le nectar. Le nectaire peut être une glande (comme dans les euphorbes), mais aussi une différenciation de certains pétales ou de certaines feuilles.
- Nectar : liquide sucré sécrété par certaines plantes entomophiles (attirant les insectes), contenu dans les nectaires.
- Nectarifère : se dit d'un organe sécrétant du nectar ou d'une plante en produisant en abondance (ne pas confondre avec "mellifère").
- Néophyte : Hémérochore disséminée depuis 1500 ; (opposé : archéophyte)
- Nervation : disposition des nervures.
- Nerville : petite nervure de 2e ou 3e ordre. Très fines, elles forment un réseau dans le limbe des feuilles
- Nervure : ensemble des vaisseaux conducteurs de la sève formant un réseau à la surface d'une feuille. La principale nervure de la feuille, généralement plus épaisse que les autres, est appelée nervure médiane.
- Neutre : se dit d'une fleur dont les parties sexuelles (étamines, pistil) sont avortées.
- Nitrohalophile : synonyme d'halonitrophile.
- Nitrophile : se dit d'une espèce dite nitrophyte.
- Nitrophyte : espèce croissant de préférence sur des substrats riches en composés azotés. Les orties sont des espèces nitrophiles.
- Nœud : point d'attache d'une feuille ou d'un rameau sur la tige.
- Nothotaxon : taxon d'origine hybride entre deux espèces.

- Noyau : enveloppe dure contenant certaines graines, dérivant en général des tissus internes du fruit.
- Nucelle : tissu végétal diploïde formant l'intérieur de l'ovule, et qui entoure le sac embryonnaire.
- Nucule : fruit sec indéhiscent à paroi dure (exemple : la noisette).
- Nue : se dit d'une fleur totalement dépourvue d'enveloppe florale.

## O
- Ob-*  : préfixe signifiant à l'envers. Ex. : obcordé, obconique, obpyramidal, etc.
- Obsidional : se dit d'une plante ou d'une flore que l'on retrouve spécifiquement sur d'anciens champs de bataille.
- Obtus : se dit d'un limbe au sommet plus ou moins arrondi et non aigu.
- Ochréa : petite gaine enveloppant la base de l'entrenœud, au niveau de l'insertion des feuilles.
- Ochréole : petite gaine tubuleuse résultant de la fusion de bractéoles et entourant la base du pédicelle des fleurs de certaines Polygonacées.
- Œil : synonyme de bourgeon.
- Ombelle : inflorescence où tous les pédicelles sont attachés au même point de la tige et s'élèvent au même niveau.
- Ombellule : petite ombelle constituant un élément d'une ombelle composée, notamment chez les apiacées.
- Ombilic : petite dépression observée sur certains fruits, notamment sur les akènes de certaines astéracées, indiquant l'endroit où le fruit était attaché au réceptacle.
- Ombrophile: du grec : ombros, pluie ; philos, amis. Se dit d'une plante qui aime des conditions climatiques humides.
- Onglet : partie inférieure et rétrécie d'un pétale, reliant celui-ci au calice.
- Onguiculé : pourvu d'un onglet. Se dit d'un pétale dont la partie inférieure, le reliant au calice, est nettement amincie, comme dans le cas de l'œillet.
- Opercule : partie de la paroi d'un organe creux qui peut se soulever (ou tomber) à la maturité d'un couvercle
- Opposé : se dit d'organes (feuilles par exemple) placés par paire sur un axe ou une tige, se faisant face à la même hauteur.
- Orbiculaire : dont le contour est en forme de cercle.
- Oreillettes : appendices situés à la base du limbe d'une feuille ou d'une bractée embrassante, ou encore à la base du pétiole, de part et d'autre de la ligne d'insertion.
- Ornichochorie : dissémination des graines par les oiseaux
- Ornithogame : se dit d'une espèce dont la fécondation des fleurs est assurée par les oiseaux
- Ornithogamie : mode de pollinisation dans lequel le pollen est transporté par les oiseaux
- Ortet : individu issu d'une graine, c'est-à-dire descendant de deux parents par voie sexuée, et qui ensuite, par clonage, donne de nouveaux individus génétiquement identiques.
- Orthotrope : qui croit vers le haut ; se dit d'un ovule dont le micropyle, le sac embryonnaire, le chalaze et le funicule sont alignés  (synonyme : atrope).
- Osselets : gros pépins lignifiés du néflierr[12]
- Ostiole : pore de stomates qui s'ouvre ou se ferme en fonction des variations de turgescence des deux cellules qui la définissent
- Ovaire : partie inférieure du pistil, formée d'une ou plusieurs loges, et contenant les ovules qui deviendront ensuite des graines après fécondation.
- Ovale : se dit d'un organe plan dont la surface rappelle celle d'une coupe longitudinale pratiquée dans un œuf, le « gros bout » étant situé vers le bas.
- Ovoïde : qui a la forme d'un œuf.
- Ovule : organe contenu dans l'ovaire renfermant la cellule femelle (oosphère), qui fournira la graine après fécondation par le pollen.
- Ovulifère : qui porte des ovules.

## P
- Paillette : petite écaille, plus ou moins translucide, fixée sur le réceptacle de l'inflorescence de certaines astéracées, dipsacacées, etc. Les paillettes sont insérées entre les fleurs.
- Palais : partie saillante qui ferme plus ou moins la gorge de certaines corolles gamopétales à symétrie bilatérale.
- Paléobotanique : étude des plantes fossiles
- Paléoclimatologie : étude des climats ayant régné sur terre au cours des périodes géologiques
- Paléoécologie : étude des conditions écologiques ayant régné sur terre au cours des périodes géologiques
- Paléole ou Paléa : glumelle supérieure (interne) dans l'épillet des poacées.
- Palmati-* : préfixe signifiant palmé. Pour les adjectifs de forme foliaire, le suffixe placé derrière dépend de la profondeur du découpage du limbe.
- Palmé : se dit d'un limbe foliaire dont les nervures principales ou les folioles rayonnent à partir du sommet du pétiole, imitant ainsi une main ouverte ou une patte d'oie.
- Palminervé : désigne des feuilles dont la forme et les nervures sont de type « palmées ».
- Palustre : se dit d'une plante qui évolue dans ou près d'un marais.
- Palynologie : étude des pollens et des spores des plantes actuelles et fossiles.
- Panachure : combinaison de deux ou plusieurs couleurs sur une feuille ou une fleur.
- Panicule : inflorescence complexe, en forme de grappe composée, dont les éléments sont soit des grappes, soit des cymes.
- Pantoporé : se dit d'un grain de pollen qui présente des pores en grand nombre et distribués sur toute la surface.
- Papilleux : couvert de papilles, de petites rugosités coniques ou hémisphériques.
- Pappus : appendice, généralement en forme d'aigrette, de couronne ou d'écailles, qui surmonte l'akène, notamment chez les astéracées.
- Papyracé : ayant la consistance du papier. Ex. : des bractées papyracées.
- Paracorolle : ensemble des appendices, éventuellement coalescents, insérés à la face interne du périanthe et présentant parfois la forme d'un cylindre ou d'une cloche. La « couronne » des narcisses est une paracorolle.
- Paraphyse : cellule ou filament stérile intercalé entre des cystes (exemple, les cellules à sommet épaissi intercalées entre les sporocystes des algues du genre Laminaria) ou des asques (champignons ascomycètes).
- Paraplacentaire : qui apparaît de part et d'autre du placenta.
- Parasite : se dit d'une plante qui dépend pour sa nutrition tant minérale qu'organique d'une autre plante, la plante-hôte. Les hémiparasites, qui via leurs feuilles élaborent les produits de la photosynthèse, dépendent de la plante-hôte uniquement pour l'apport de substances minérales. L'orobanche est un parasite, le gui est un hémiparasite.
- Parchemin : désigne chez les plantes de la famille des Fabaceae (Légumineuses) une couche lignifiée, scléreuse, située sur la face interne des gousses. Les variétés de pois et haricots « mangetout » en sont dépourvues, ce qui rend leurs gousses comestibles.
- Parcheminé : désigne un tissu sec, coriace, souvent incolore (ex : le calice des Physalis, ou les bractées d'Anaphalis margaritacea).
- Parfaite (fleur) : bisexuée (hermaphrodite), c'est-à-dire avec à la fois des étamines et un pistil.
- Pariétal(e) : se dit de la placentation lorsque les ovules sont fixés sur la paroi de l'ovaire.
- Paripenné : adjectif, qualifie une feuille composée-pennée ne présentant pas de foliole terminale ; le nombre des folioles y est généralement pair.
- Parthénocarpie : développement d'un fruit à partir d'un ovaire non fécondé.
- Pauciflore : portant un petit nombre de fleurs.
- Pauciflorie : pour un organe, une plante ou un taxon, le fait d'être pauciflore.
- Pauciséminé : à graines peu nombreuses (synonyme : oligosperme ; antonymes : monosperme, polysperme).
- Pectiné : disposé comme les dents de peigne (ex : les feuilles du Taxus baccata)
- Pectocellulosique : formé de cellulose et de substances pectiques associées
- Pédalé : décrit un type de ramification des nervures (d" une feuille) deux nervures principales divergent au niveau du pétiole et portent chacune une séquence de nervures secondaires
- Pédaté : en biologie, une structure pédatée est une structure qui ressemble à des pieds, ou qui a une qualité de pieds. Il dérive du verbe latin « pedo », qui signifie «... avec des pieds »
- Pédicelle : ramification du pédoncule ou pédoncule très court. Une fleur pédicellée.
- Pédoncule : terme désignant la tige (la « queue ») d'une fleur, distincte de la tige de la plante. Une fleur pédonculée.
- Pellucide : mince et presque transparent.
- Pélorie : état d'une fleur qui, étant habituellement à symétrie bilatérale, prend, dans un cas individuel, une forme à symétrie axiale. Cette anomalie est fréquente chez les Scrophulariacées (ex. : digitale).
- Pelté : se dit d'un organe orbiculaire et fixé approximativement par le centre ou dont l'apex du pétiole est distant, si peu que ce soit, de la marge[13]. Ex. : l'hydrocotyle vulgaire.
- Pennati-* : relatif au découpage en lobes d'une feuille « pennée », dont la profondeur est indiquée par le suffixe.
- Pennatilobé : se dit d'une feuille à nervation pennée où les divisions n'atteignent pas le milieu de chaque demi-limbe.
- Penne : chez les fougères, division de premier ordre dans le cas d'une feuille deux à plusieurs fois divisées.
- Pennée : se dit d'une feuille composée divisée en folioles disposées des deux côtés du pétiole comme les barbes d'une plume. Le terme peut aussi s'employer pour une feuille simple dont les nervures ont cette disposition.
- Pentamère : se dit d'une fleur (ou d'un cycle de fleur) dont les organes homologues sont au nombre de cinq, ou d'un multiple de cinq
- Péponide : fruit de nombreuses espèces de Cucurbitacées.
- Pérennant : se dit d'une habituellement annuelle ou bisannuelle pouvant ainsi, dans certaines conditions, se comporter en plante vivace.
- Pérenne : qui vit plusieurs années (= vivace)
- Perfolié : se dit d'une feuille dont le limbe embrasse la tige de telle façon qu'il paraît être traversé.
- Périanthe : ensemble des enveloppes florales entourant les organes sexuels de la fleur. S'utilise principalement lorsque cet ensemble est différencié en calice et corolle nettement distincts.
- Péricarpe : ensemble des tissus (exocarpe, mésocarpe, endocarpe) qui entourent la graine d'un fruit.
- Péricycle : assise cellulaire tapissant l'endoderme sur sa face interne.
- Périderme : ensemble de tissus secondaires (protecteurs des tiges et des racines des plantes ligneuses), produits par le phellogène, constitué du liège, vers l’extérieur et parfois d’une mince couche de phelloderme, vers l’intérieur.
- Péridium : enveloppe close interne (endopéridium) ou externe (exopéridium) enfermant les spores de certains champignons, notamment l'ancien ensemble des Gastéromycètes.
- Périgone : (sens 1) enveloppe florale à pièces à peu près semblables entre elles, appelées tépales. - (sens 2) chez les mousses, sorte d'involucre protègeant les anthéridies et les paraphyses.
- Périgyne : se dit d'une fleur dont les étamines et le périanthe sont insérés autour de l'ovaire, sur les bords du réceptacle.
- Périspore : enveloppe extérieure de la spore de certaines fougères, distinctement séparée de la paroi sporale proprement dite et souvent translucide.
- Persistant : se dit d'un organe, notamment les feuilles, qui reste en place à chaque saison. Les feuilles persistantes du chêne vert.
- Personé : Se dit d'une corolle bilabiée inégale évoquant le mufle d'un animal. Cette morphologie s'observe principalement chez les Scrophulariacées (ex : Antirrhinum, Cymalaria, Linaria, ...).
- Personné : Synonyme de personé.
- Pétale : partie généralement vivement colorée de la fleur située entre les sépales et les organes reproducteurs. Les pétales composent la corolle. Ils sont fixés au calice par un onglet.
- Pétaloïde : semblable à un pétale, souvent usé pour décrire un sépale (ex : le périgone pétaloïde du populage des marais).
- Pétiole : partie rétrécie de certaines feuilles unissant le limbe à la tige. Une feuille pétiolée.
- Pétiolule : chez une feuille composée, petit pétiole portant le limbe d'une foliole ou d'une pinnule. Une foliole pétiolulée.
- Pétiolule : base étroite par laquelle une foliole est attachée à son support.
- Phalange (d'étamines) : groupe d'étamines unies par leur base et qui occupe une place définie dans l'édifice floral.
- Phanérophyte : plante dont les bourgeons persistant durant l'hiver sont portés à plus de 50 cm de hauteur.
- Phelloderme : tissu secondaire issu du phellogène, parenchymateux, contenant des chloroplastes, peu abondant, parfois inexistant.
- Phellogène  : méristème secondaire des plantes ligneuses à l'origine du périderme, tissu protecteur.
- Phloème : tissu végétal conducteur de la sève élaborée (phloème secondaire est synonyme de liber).
- Phorophyte : plante support sur laquelle se développe une épiphyte.
- Photomorphogenèse : ensemble des phénomènes induits par la lumière provoquant les modifications de la forme et de la couleur des plantes.
- Photonastie : mouvement réversible d'un organe  en réponse à une variation d'éclairement.
- Photopériodisme : action de la longueur relative des jours et des nuits sur les plantes ; chez certaines espèces, des valeurs définies déclenchent la mise à fleur.
- Photorécepteur (biologie) : molécule assurant la transduction de l'énergie lumineuse en signal biochimique au sein de la cellule photoréceptrice ; protéine photoréceptrice ou activée par certaines longueurs d'onde de la lumière.
- Photosynthèse : ensemble des réactions photochimiques par lesquelles la plante, exposée à la lumière, synthétise des glucides à partir du dioxyde de carbone, et rejette de l'oxygène.
- Phototropisme : orientation de la croissance d'une organe en réponse à une inégalité d'éclairement.
- Phréatophyte : plante capable de puiser l’eau dans les nappes phréatiques via un profond système racinaire.
- Phyllode : organe aplati, ayant les fonctions d'une vraie feuille, dérivé d'une feuille dont le limbe a avorté et dont le pétiole est dilaté. Le phyllode de la gesse de Nisolle.
- Phyllodie : transformation anormale d'organes floraux en structures feuillées.
- Phyllotaxie : ordonnancement géométrique et toujours très rigoureux des feuilles successives sur la tige qui les portes.
- Phytogéographie : étude et analyse de la distribution géographique naturelle des taxons végétaux
- Phytolithe : forme variée de concrétion de silice trouvée dans des plantes ou des restes de plantes, éventuellement fossiles.
- Phytoparasite : organisme qui parasite des plantes.
- Phytosociologie : étude analytique de l'organisation des peuplements végétaux en fonction des conditions écologiques
- Picot : épicormique formé d'un axe court et épais, pouvant atteindre 1 cm de diamètre et se terminant par un ou plusieurs bourgeons.
- Pied : appellation commune du stipe qui supporte le chapeau du sporophore chez de nombreux basidiomycètes et quelques ascomycètes
- Pilosité : la façon dont un organe est couvert de poils. Ex. : une pilosité dense.
- Pinnule : chez les fougères, division ultime des folioles.
- Piridion : fruit complexe de certaines espèces de Rosacées, dont le type est la poire.
- Piriforme : qui a la forme d'une poire.
- Pisiforme : qui a la forme d'un pois.
- Pistil : nom donné à l'ensemble des organes femelles de la fleur, entourés par les étamines.
- Pistillode : pistil stérile plus ou moins atrophié dans une fleur mâle.
- Pivotante : se dit d'une racine très grosse par rapport aux radicelles et s'enfonçant verticalement dans le sol (exemple: la carotte).
- Placenta : partie intérieure de l'ovaire sur laquelle les ovules sont insérés par l'intermédiaire d'un funicule.
- Placentation : disposition des ovules dans l'ovaire.
- Plagiotrope : qui croît perpendiculairement à la force de gravité (horizontalement).
- Plante de service : plante installée dans un agroécosystème pour apporter une aide, mais qui n'est pas récoltée.
- Plante grasse : plante dont certains organes aériens sont hypertrophiés, gorgés d'eau.
- Plante hôte : espèce hébergeant un parasite, un partenaire mutuel ou un partenaire commensal, nécessaire à son cycle de vie.
- Plante sociale : plante formant de vastes peuplements, très denses (ex. les Bambous).
- Plantule : (1) embryon au terme de son développement, contenu dans la graine mûre avant la germination ; (2) petite plante produite par un organe spécialisé et résultant d'une multiplication végétative.
- Plasmode : masse de cytoplasme sans forme définie, non cloisonné et contenant de nombreux noyaux
- Plasmodesme : pont cytoplasmique réunissant les cytoplasmes de deux cellules voisines, à travers la paroi.
- Plateau : organe large et plat (c'est une tige très courte) sur lequel s'insèrent les écailles d'un bulbe
- Pléiomère : se dit d'une fleur dont les cycles comportent des organes plus nombreux qu'il n'est typique chez la plante
- Plessage : technique traditionnelle de taille et tressage des haies vives afin de créer une clôture végétale
- Pleurocarpe : se dit d'une mousse dont les sporophytes se trouvent sur les côtés de la tige
- Ploïdie *-ploïde (di-, tri-, tétra-, hexa-, etc.) : désigne le nombre de chromosomes présents dans la cellule d'un individu. Le nombre le plus faible dans les cellules végétative d'une plante vasculaire (désigné habituellement par 2n) est le nombre diploïde.
- Plumule : ensemble formé par le bourgeon apical d'un embryon (gemmule) et les deux premières ébauches de feuille contenu dans les cotylédons
- Pluriloculaire : présentant plusieurs loges . Un ovaire pluriloculaire.
- Pneumatophore : genre de racines aériennes en forme de genou contenant de l'air chez certaines espèces telles que le cyprès chauve
- Polémoflore ou florule ou flore obsidionale :  flore typique des anciens lieux de guerre.
- Pollen : poussière très fine constituée de grains microscopiques produits dans l'anthère, chacun constituant un élément reproducteur mâle.
- Pollinie : amas de pollen aggloméré, transporté en un bloc par les insectes
- Pollinifère : qui produit du pollen.
- Pollinique (tube) : conduit développé par le grain de pollen et qui amène les spermatozoïdes jusqu'à l'ovule à féconder.
- Pollinisateur : qui transporte le pollen jusqu'à la fleur à féconder
- Pollinisation : transport du pollen de l'anthère au stigmate de la même fleur ou d'une autre fleur.
- Polyadelphe: se dit d'une fleur dont les étamines sont organisées en plus de deux groupes (diadelphe).
- Polycarpe : fruit composé issu d'une seule fleur.
- Polycarpique : (1) plante pérenne qui refleurit régulièrement chaque année ; (2) fleur (ou plante) dont le gynécée équivalent à l'oosphère est constitué de plusieurs carpelles indépendants les uns des autres.
- Polycormique : présentant plusieurs troncs.
- Polydrupe ou drupéole : fruit formé par la transformation de plusieurs carpelles.
- Polyembryonie : présence de plusieurs embryons dans la même graine.
- Polygame : se dit d'une plante portant sur le même pied des fleurs hermaphrodites et des fleurs unisexuées. Le frêne est souvent polygame.
- Polymorphe : très variable, présentant de nombreuses formes.
- Polyploïde : se dit d'un organisme dont le niveau de ploïdie est supérieur à deux.
- Polyploïdie : état d'une plante dans laquelle les cellules contiennent plus de deux génomes homologues. Elles peuvent contenir 3 n chromosomes (triploïde), 4 n chromosomes (quadriploïde) ou plus. La polyploïdie fréquente chez les plantes à fleur (la moitié d'entre elles environ seraient polyploïdes), est très exceptionnelle chez les animaux.
- Polysperme : à  nombreuses graines. Antonymes : monosperme, oligosperme.
- Pome : dénomination anglophone du piridion.
- Pomme : fruit charnu indéhiscent dont la partie externe est tendre et dont le centre contient des structures papyracées ou cartilagineuses entourant la graine.
- Ponctué : marqué de ponctuations, de petites taches.
- Poricide : se dit d'une capsule dont la déhiscence se fait au niveau de pores.
- Porrigé : se dit d'un organe fixé droit sur la surface d'insertion (par opposition à un organe courbé par son poids).
- Port : aspect morphologique externe d'une plante. On décrit une trentaine de ports types chez les spermaphytes[14].
- Porte-greffe : plante munie de ses racines assurant la nutrition hydrominérale d'un greffon.
- Praticole : adjectif, qui vit dans les prés.
- Préfeuille : petite feuille présente sur le pédoncule floral, unique chez les monocotylédones, double chez les dicotylédones. On l'assimile quelquefois, à tort, au cotylédon qui, lui, est une feuille embryonnaire (unique ou double) strictement liée à la graine et à la plantule[14].
- Préfloraison : disposition des pièces du périanthe dans le bouton, avant l'épanouissement de la fleur.
- Préfoliation ou préfoliaison : disposition des feuilles préformées dans les bourgeons.
- Prélinnéen : antérieur à la publication de l’œuvre de Linné qui établit la nomenclature binomiale en 1753.
- Prémorse : qui parait avoir été découpé avec les dents.
- Primordium : ébauche d'organes encore constitués de tissu méristématique.
- Propagule : organe de dissémination (propagation) et de reproduction asexuée, on ne parle de propagule que si cet organe n'est pas issu de la reproduction sexuée (ni graine, ni fruit).
- Proplastides : petits organites précurseurs des plastes, en particulier des chloroplastes et des leucoplastes.
- Prostré : qualifie la forme d'une plante plaquée au sol et qui épouse la forme du substrat, et du port correspondant..
- Protandre (protandrie ou protérandrie) : se dit d'un organisme dont les caractères sexuels mâles sont matures et fonctionnels avant les caractères sexuels femelles. Antonyme : protogyne. On dit aussi hermaphrodisme successif, ou hermaphrodisme séquentiel .
- Protandrie : état d'une fleur hermaphrodite dont les étamines sont mures avant le pistil.
- Protéranthe : se dit d'une plante dont les fleurs apparaissent avant les feuilles.
- Prothalle : organisme né de la germination d'une spore de Ptéridophyte, portant les organes reproducteurs sexués.
- Protogyne (protogynie) : se dit d'un organisme dont les caractères sexuels femelles sont matures et fonctionnels avant les caractères sexuels mâles. Antonyme : protandre.
- Proventif  : se dit d'un bourgeon qui ne s'est pas développé, faute généralement d’une lumière suffisante, mais qui a continué à vivre.
- Proximal : proche de la base ou du lieu d'insertion d'un organe. Opposé à distal.
- Pruine : enduit cireux qui couvre l'épiderme.
- Pruineux : couvert de pruine, c.-à-d. d'une substance très finement farineuse, pouvant être enlevée par simple frottement. La pruine des raisins et des prunes.
- Pseudobulbe : rameau court et charnu portant généralement des feuilles, chez les orchidées.
- Ptérogyne : se dit d'une fleur hermaphrodite dont les carpelles sont mûrs avant que les étamines ne libèrent leur pollen.
- Protogynie : état d'une fleur dont le pistil est mûr avant les étamines.
- Procumbent : rampant mais ne s'enracinant pas aux nœuds.
- Psammophile : se dit d'une plante végétant principalement sur des sols sableux.
- Pubérulent : couvert d'une pubescence très fine à peine visible.
- Pubescent : se dit d'une plante ou d'une partie de plante portant des poils fins, souples, courts, plus ou moins espacés (voir aussi tomenteux).
- Pulvérulent : se dit d'une partie de la plante, que l'on observe comme étant recouverte d'un duvet si fin qu'il rappelle l'aspect de la poussière.
- Pulvinus : renflement situé à la base d'un organe susceptible de nastie. Il est responsable des mouvements de l'organe.
- Pyrène : sorte de noyau d'un fruit qui ressemble à une drupe, formé par une graine unique entouré d'un endocarpe très dur. À la différence des noyaux souvent uniques dans les drupes, il peut exister plusieurs pyrènes dans un même fruit.
- Pyrophyte : plante favorisant et favorisée par la propagation du feu ( pyrophile).
- Pyxide : fruit sec, déhiscent, s'ouvrant par une fente circulaire et dont la partie supérieure se détache comme un couvercle pour libérer les graines.

## Q
- -quètre : à autant d'angles vifs et de faces concaves que le préfixe en indique (triquètre, tétraquètre ou 4-quètre...)
- Quinconcial : disposition d'une séquence de pièces homologues sur la tige ou le réceptacle, dans lequel deux pièces successives sont séparées par un angle  équivalent à 2/5 de circonférence (144°).

## R
- Racème : synonyme de grappe.
- Rachéole ou rachille : 1. Partie d'un épillet, chez les graminées et les laîches, qui porte les fleurons. 2. Rachis d'ordre secondaire ou supérieur des feuilles et des fougères qui sont composées plusieurs fois.
- Rachis : axe principal ; chez les feuilles composées et pennées le rachis porte les folioles ou les divisions de premier ordre ; axe central des fleurs disposées en épi (ex. : Famille des Poacées).
- Racine : partie non visible de la plante puisant dans le sol les éléments nécessaires à sa nutrition (eau, sels minéraux).
- Racine aérienne : racine prenant naissance sur une tige au-dessus du sol.
- Racine-crampon : racine adventive spécialisée, démunie de rôle absorbant, qui fixe la tige à un support.
- Radiaire (symétrie) : une fleur est dite à symétrie radiaire lorsqu'elle présente plus d'un plan de symétrie.
- Racine échasse : racine aérienne poussant à partir du tronc ou de la tige renforçant le maintien de la plante au dessus du sol ou de l’eau
- Radiale (symétrie) : symétrie d'ordre n, par rapport à un axe.
- Radical : se dit d'un élément lié aux racines de la plante. On parle de feuilles radicales pour désigner des feuilles qui naissent au collet de la plante (ex : les feuilles de primevère).
- Radicant : une tige radicante est une tige généralement couchée ou courbée vers le sol qui émet des racines adventives. En mycologie, un stipe est radicant lorsque la base du pied se termine comme une racine effilée.
- Radicelle : racine secondaire très petite. Ne pas confondre avec radicule.
- Radicule : première racine de l'embryon dans la graine. Ne pas confondre avec radicelle
- Radié : adjectif : (capitules de certaines composées) capitule comportant en son centre des fleurons tubulés et à sa périphérie des fleurons ligulés.
- Rameau : désigne chez les plantes ligneuses (arbres, arbustes) une petite branche.
- Ramenta : fines écailles brunâtres sur les feuilles ou les jeunes pousses de certaines plantes, en particulier sur les pétioles et les feuilles de fougères, Cycas ou Palmiers.
- Ramet (clone) : clone naturel ou artificiel d'un ortet initial (la « tête de clone »).
- Rameux : qui a des branches, des rameaux, des ramilles.
- Ramiflore : plante dont les fleurs et/ou les fruits poussent directement sur des branches et non pas sur des tiges.
- Ramille : jeune rameau, fin et grêle, souvent cassant.
- Rampant : appliqué au sol et fixé par des racines adventives.
- Ramule : rameau de dernier ordre.
- Raphé : trajet du funicule adné à l'ovule (et à la graine qui en résulte).
- Raphide : cristaux d'oxalate de calcium ou de carbonate de calcium présents dans de nombreuses plantes.
- Rayon: pédoncule (rameau) qui se termine par une fleur, dans une ombelle d'Apiaceae ou d'Euphorbiaceae. Tous les rayons partent d’un même point et s’élèvent en général à la même hauteur.
- Réceptacle : axe de la fleur, généralement très court (conique, discoïde, concave, etc.), sur lequel sont fixées toutes les parties florales. Également, partie terminale d'un pédoncule sur laquelle sont insérées les fleurs d'un capitule comme chez les astéracées, ou encore qui est creusée en une sorte d'outre charnue comme chez le figuier.
- Récliné : recourbé et incliné vers le sol.
- Récurvé : courbé vers l'extérieur.
- Réfléchi :  qualifie un organe foliaire ou caulinaire dont la direction au-delà de son point d'insertion change brusquement, se rabattant dans un sens opposé. Ex. : des sépales réfléchis.
- Réfracté : se dit d'un organe, notamment un pédicelle, dirigé vers le bas.
- Régulier : se dit d'un verticille floral dont toutes les pièces qui le composent sont identiques en forme et en taille.
- Rejet : pousse apparaissant à la base d'une tige.
- Réniforme : en forme de rein. Une feuille réniforme.
- Résistance dite horizontale : résistance partielle,incomplète, causée par l'effet conjoint de quelques gènes[15].
- Résistance dite verticale : résistance totale causée par l'effet d'un gène[15].
- Résineux : nom souvent donné aux conifères, ces arbres produisant de la résine.
- Résupiné : renversé, qui offre en haut les parties dont la situation devrait être en bas.
- Réticulé : marqué d'un réseau de lignes ou de crêtes ; ex. une nervation réticulée.
- Rétinacle : chez les orchidées, pièce fortement visqueuse de l’étamine, sur laquelle s'attache un caudicule supportant les pollinies et qui permet leur prélèvement par contact avec le pollinisateur.
- Rétrorse : adjectif qualifiant un organe orienté vers le bas.
- Rétus : si dit d'un limbe au sommet obtus et légèrement déprimé.
- Reviviscence : propriété de certains végétaux qui peuvent, après avoir été longtemps desséchés, reprendre vie à l'humidité (anhydrobiose).
- Révoluté : se dit d'un organe dont les bords sont enroulés en dessous ou vers l'extérieur.
- Révolutif : qui croit en faisant des spires.
- Rhegmacarpe : fruit multicarpellé se divisant en monocarpelles à maturité (ex : Erodium cicutarium, Geranium molle et autres Géraniacées).
- Rhéotropisme : tendance d'une plante à réagir au stimulus d'un courant d'eau, par un changement de la direction de sa croissance.
- Rhizoderme : assise superficielle de la racine dont les cellules sont transformées en poils absorbants.
- Rhizoïde : petit organe à fonction de racine chez les plantes qui en sont démunies (comme les mousses et le prothales de fougères)
- Rhizome : tige souterraine vivace, très souvent horizontale, émettant chaque année des racines et des tiges aériennes (exemple : le rhizome de l'iris).
- Rhizophore : ramification d'une tige jouant le rôle d'une racine porteuse aérienne.
- Rhombique, rhomboïdale : en forme de losange.
- Rhytidome : morceaux d'écorces se détachant des troncs des arbres.
- Ripicole : se dit d'une espèce qui vit sur les berges des eaux courantes ou stagnantes (par exemple le saule ou le peuplier)
- Ripisylve : se dit d'une forêt bordant un cours d'eau.
- Ronciné : se dit des feuilles pennatifides oblongues, dont les lobes aigus se dirigent vers la base.
- Roselière : population de grands hélophytes.
- Rosette : groupe de feuilles situées au niveau du sol ou disposées au sommet d'une tige, d'un rameau très court, ou encore à la base d'une tige allongée. Beaucoup de plantes bisannuelles forment une rosette durant la première année de leur existence.
- Rostellum : chez les orchidacées, appendice en forme de bec ou parfois subglobuleux, situé au sommet du gynostème. Le rostellum proviendrait d'un stigmate stérile.
- Rostré : prolongé en bec.
- Rotacé : admettant un axe de symétrie (= à symétrie radiale, rayonnée ou d'ordre n).
- Rouissage : Opération de nature microbienne ayant pour but d'éliminer le ciment pectique enrobant les fibres cellulosiques de l'écorce de différentes plantes textiles (lin, chanvre, ...).
- Rudéral : croissant dans un site rudéralisé. En Europe, les œnothères sont des espèces rudérales.
- Rudéralisé : se dit d'un site fortement transformé par une activité humaine non ordonnée (décombres, terrain vague, etc.)
- Ruminé : se dit d'un endosperme ruminé ; albumen constitué d’une couche solide et d’une partie liquide (ex. : noix de coco). Se dit aussi quand l'albumen est profondément raviné.
- Rupicole : se dit d'une plante qui vit sur les parois rocheuses (à distinguer de saxicole).
- Rustique : se dit d'une plante qui ne craint pas les intempéries (ou d’autres conditions difficiles).

## S
- Sac embryonnaire : gamétophyte femelle ; groupe de cellules inégales et haploïdes contenu dans l'ovule.
- Sac pollinique : cavité restante après la formation des grains de pollen. Chaque loge d'anthère comprend deux sacs polliniques.
- Sagitté : en forme de fer de flèche, parfois avec des oreillettes dirigées vers le bas.
- Samare : akène pourvu d'une aile membraneuse.
- Saprophyte : plante dépourvue de chlorophylle, tirant de l'humus les substances nécessaires à sa vie, généralement par l'intermédiaire d'un champignon vivant autour de ses racines ou dans celle-ci. Ex. : le sucepin.
- Sarmenteux : se dit d'une tige ligneuse mais flexible, ayant besoin d'un appui. Ex. : la clématite des haies.
- Saxicole : se dit d'une plante qui vit sur les rochers (flore lithophyte ou faune épilithique)
- Scabre : se dit d'une surface, d'un axe ou d'une arête rude au toucher.
- Scape : synonyme de pédoncule.
- Scarieux : membraneux, translucide ou transparent.
- Schizocarpe : fruit composé issu d'une seule fleur et dont les carpelles à l'origine soudés se séparent à maturité en autant d'unités, les méricarpes.
- Schizogène : qualifie des cavités, poches ou canaux sécréteurs nés de l'écartement de cellules sécrétrices.
- Sciaphile : qui croit à l'ombre ; qui ne supporte pas les éclairements intenses.
- Sclérenchyme : tissu de soutien mort, dont les parois cellulaires sont renforcés par des épaississements de lignine.
- Scléreux : à parois imprégnés de lignine. (= sclérifié)
- Sclérite : cellule scléreuse ramifiée et isolée dans un tissu non lignifié.
- Sclérote : fragment de mycélium compact. C'est une forme de résistance à des conditions défavorables.
- Scorpioïde : se dit d'une cyme unipare en forme de crosse ou de queue de scorpion. Ex. la cyme scorpioïde des myosotis.
- Scrobicule : petite fossette moins profonde qu'un alvéole et plus ou moins arrondie à la surface d'un organe, dit scrobiculé (ex. le pied de certains lactaires).
- Seconde : se dit de feuilles d'une mousse dont les pointes sont dirigées dans la même direction, indifféremment de leur insertion sur la tige[16].
- Segment foliaire : division d'un limbe profondément découpé ; dans un limbe deux à trois fois penné, on réserve le nom de segment foliaire aux dernières subdivisions reconnaissables.
- Séismonastie : mouvement réversible d'un organe survenant en réponse à un choc.
- Semence : élément unitaire de dissémination des embryons, le plus souvent une graine, mais par extension un organe  permettant la multiplication d'une plante même par voie végétative.
- Semence récalcitrante : semence apte à  la germination en l'absence d'eau complémentaire, ne tolérant pas ou peu la déshydratation et très sensible aux variations de température.
- Semi-* : préfixe signifiant : à moitié. Ex. : un ovaire semi-infère.
- Sempervirent : qui conserve un feuillage vert toute l'année.
- Sépale : pièce du calice d'une fleur.
- Sépaloïde : verdâtre, semblable à un sépale. Ex. : un périgone sépaloïde.
- Septicide (Capsule) : qui s'ouvre par des fentes de déhiscence le long des sutures carpellaires.
- Septum : (botanique) paroi séparant deux loges voisines d'un même ovaire ou d'un même fruit ; (mycologie) cloison transversale de l'hyphe des champignons dits « septés ».
- Serré : denté en scie ; marge régulièrement incisée en petites dents aiguës et courtes.
- Sérulé(e) : se dit d'une feuille dont le bord est garni de dents fines comme celles d'une scie.
- Sessile : se dit d'une feuille dépourvue de pétiole ou d'une fleur sans pédoncule.
- Sétacé : fin et raide, comme une soie de porc.
- Sève : solution aqueuse circulant dans l'appareil conducteur de la plante.
- Silicule : silique courte, tout au plus trois fois aussi longue que large.
- Silique : fruit sec, plus de trois fois aussi long que large, s'ouvrant en principe en deux valves séparées par une cloison sur les bords de laquelle sont attachées les graines. La silique est le fruit caractéristique des brassicacées.
- Sillonné : creusé de sillons, de raies longitudinales.
- Simple : se dit d'un organe qui n'est pas composé (qui n'est pas divisé en sous-unités, en folioles), qui n'est pas ramifié. Une feuille simple de peuplier (Populus) ou de chêne (Quercus), une tige simple.
- Sinistrorse : se dit des tiges volubiles qui s'enroulent dans le sens inverse des aiguilles d'une montre.
- Sinué : présentant des échancrures arrondies et peu profondes. Ex. : un limbe à bord sinué.
- Sinus : découpure, creux.
- Siphon : filament non cloisonné contenant de nombreux noyaux (chez les champignons).
- Soie : poil allongé et raide.
- Sore : masculin, groupe de sporanges chez le Ptéridophytes.
- Souche : partie basale souterraine, ou située juste au niveau du sol, de la tige des plantes vivaces.
- Soudé : adjectif qualifiant le processus d'unification des parties anatomiques du végétal, anciennement distinctes les unes des autres. Elles ne forment alors plus qu'un élément unique.
- Sous-* : préfixe indiquant la petitesse. Ex. : un sous-arbrisseau.
- soyeux : couvert de poils fins , doux et brillants.
- Spadice : inflorescence constituée d'un axe charnu portant des fleurs sessiles, souvent petites.
- Spathe : grande bractée membraneuse ou foliacée, souvent colorée, et ouverte latéralement, enveloppant plus ou moins le spadice de certaines plantes. Ex. : la spathe entourant le spadice des aracées.
- Spatulé : se dit d'un organe en forme de spatule, c.-à-d. élargi vers le sommet et atténué vers la base.
- Speirochorie : dissémination hémérochore sous la forme de contamination involontaire de semences transportées par l'homme.
- Spermoderme (ou testa) : enveloppe protectrice de la graine et de l'embryon.
- Sphaigne : mousse du genre Sphagnum, en peuplement souvent étendus dans les tourbières acides.
- Spiciforme : se dit d'une inflorescence dont la forme rappelle celle d'un épi.
- Spinescence : port et distribution des épines à la surface des parties d’un végétal.
- Spinule : poil court et raide, plus ou moins piquant.
- Spinuleux : couvert ou bordé de spinules. Également : organe, poil en particulier, en forme de spinule.
- Spiralée  (préfloraison) : dans le bouton, les pièces du périanthe sont disposées en spirale sans que leurs bords se recouvrent.
- Spontané : se dit d'une plante qui croît à l'état sauvage dans le territoire considéré.
- Sporange : organe dans lequel se forme les spores chez les Ptéridophytes.
- Sporangiophore : organe portant les sporanges.
- Spore : cellule qui se développe directement, sans fécondation (contrairement aux gamètes qui doivent d’abord fusionner par fécondation).
- Sporocarpe : organe globuleux ou ellipsoïdal de certaines fougères (Marsilea et salviniales) présentant une enveloppe résistante et contenant un ou plusieurs sporanges.
- Sporocyste : cellule à l'intérieur de laquelle s'élabore des spores.
- Sporogone : organisme diploïde produisant les spores et se développant au sommet de l'individu haploïde chez les mousses.
- Sporophore appelé aussi sporocarpe, autrefois carpophore : appareil reproducteur des champignons dits supérieurs.
- Sporophyte : génération produisant des spores (le sporophyte peut être diploïde ou haploïde selon la position de la méiose dans le cycle de vie).
- Squameux : qui est écailleux, couvert de squames.
- Squamuleux : qui est recouvert de fines squames.
- Squarreux  : qui est étalé à 90°.
- Staminal : adjectif qui a trait aux étamines.
- Staminé : se dit d'une plante pourvue d'un organe reproducteur mâle.
- Staminode : organe souvent pétaloïde, provenant de la transformation d'une étamine qui ne produit pas de pollen. Ex. : les staminodes de la parnassie des marais.
- Station : site où croît une plante. Ex. : une station sèche.
- Statolithe : inclusion cytoplasmique (amyloplaste spécialisé) intervenant dans la perception de la force de gravité par la plante.
- Stèle : = cylindre central.
- Stellé : arbusculeux, étoilé (se dit de poils).
- Sténospermocarpie : mécanisme biologique qui produit la parthénocarpie (absence de pépins) chez certains fruits, notamment de nombreux raisins de table
- Stèrigmate : organe portant les basides chez certains champignons.
- Stérile : se dit d'une plante ou d'une fleur qui ne produit pas de graines, d'une étamine qui ne produit pas de pollen. Les hybrides sont souvent stériles.
- Stigmate : extrémité plus ou moins renflée du carpelle ou du pistil où le pollen est déposé.
- Stimulus : influence externe à un organisme provoquant une réaction de cet organisme.
- Stipe : 
  - faux-tronc constitué en réalité d'une seule tige formant la base de certaines plantes (yuccas, fougères, palmiers, bananiers, etc.).
  - pied des champignons supérieurs formant un sporophore comme organe reproducteur.
  - petit pied ou support étroit portant un ou plusieurs organes. Chacun des akènes des Ruppia et des Zannichellia est porté par un stipe.
- Stipelle : petit appendice analogue à une stipule, présent à la base des folioles de certaines feuilles composées.
- Stipité : porté par un stipe.
- Stipule : appendice le plus souvent foliacé ou membraneux, parfois aussi en forme d'épine ou de glande, inséré au point où le pétiole se relie à la tige - ou parfois où le limbe joint la tige en cas de feuille sessile[17].
- Stipulé : pourvu de stipule(s).
- -stique : à autant de rangées verticales que le préfixe l'indique (distique : portant deux rangées verticales d'organes homologues ; tristique : 3...).
- Stolon : organe végétal de multiplication asexuée. C'est une tige aérienne qui pousse au-dessus du sol, généralement munie çà et là de racines, donnant ainsi naissance à une nouvelle plante. Ex. : les stolons du fraisier.
- Stolonifère : qui possède des stolons.
- Stomate : couple de cellules épidermiques ménageant entre elles une « boutonnière » - s'ouvrant ou se fermant selon les circonstances - qui permet à la plante de respirer.
- Strié : marqué de lignes parallèles entre elles ou creusé de petits sillons parallèles entre eux.
- Strigose: à poils raides, pressés les uns contre les autres
- Strobile : le cône des gymnospermes.
- Strophiole : = caroncule
- Style : rétrécissement plus ou moins long, entre l'ovaire et le(s) stigmate(s).
- Stylopode : chez les Apiacées et les Araliaceae, disque ou coussinet nectarifère charnu qui couronne l'ovaire puis le fruit et qui porte les styles ; mucron persistant, formé des styles soudés et parfois des bases décurrentes du périanthe pistillé, couronnant le gland (appelé aussi stylopodium).
- Sub-* : préfixe signifiant : presque. Subobtus, subovale, subentier, subglabre, etc.
- Suber : = liège ; écorce secondaire périphérique constituée de tissu mort. Il est produit par le phellogène.
- Subérine : substance imperméable proche de la cutine, contenant des composés phénoliques qui s'opposent aux agressions parasitaires.
- Subéro-phellodermique : qui a trait au phelloderme et au liège.
- Subspontané(e) : se dit d'une plante cultivée, échappée des jardins, des parcs ou des champs, ne persistant souvent que peu de temps dans ses stations ou du moins ne se propageant pas en se mêlant à la flore indigène. Si c'est au contraire le cas, elle sera dite naturalisée ou en voie de naturalisation.
- Subulé : qui se termine insensiblement en une pointe très aiguë.
- Succulente : se dit d'une plante charnue (aussi appelée plante grasse), disposant de réserves pour survivre en milieu aride. Ex. : les sédums.
- Suffrutescent : qui a le port, l'habitus d'un sous-arbrisseau.
- Supère : se dit d'un ovaire qui n'est pas enfoncé dans le réceptacle mais placé au-dessus de lui.
- Superovarié (fleur) : dont l'ovaire est supère.
- Superposé : se dit de deux organes non homologues insérés l'un devant l'autre (étamines superposées, ou opposées à un pétale).
- Suture : ligne selon laquelle deux organes homologues voisins, ou les deux marges d'un même organe, sont soudées.
- Symbiose : association entre deux organismes différents dans laquelle les avantages et les inconvénients sont équilibrés.
- Symbiotique : qui pratique ou qui a trait à la symbiose.
- Sympatrique : se dit d'espèces (ou de populations) qui habitent à l'état naturel la même région.
- Sympodial : se dit de l'allongement d'une tige par articles successifs produits chacun par un bourgeon axillaire ; chaque article se termine par une inflorescence.
- Synanthéré : qualifie un androcée où toutes les anthères sont soudées ou coalescentes, tandis que les filets restent libres.
- Syncarpe : synonyme de polycarpe.
- Syncitium : organisation cellulaire dans laquelle les cellules ne sont pas séparées par des cloisons ; plusieurs noyaux sont répartis dans une masse cytoplasmique continue (= cœnocyte).
- Synergide : cellules haploïdes contenues dans le sac embryonnaire, situé au pôle proche du micropyle.
- Systemique : études et description des formes vivantes ; mise en évidence des différences qui permettent de les distinguer.

## T
- Tecteur : qui tapisse une surface externe.
- Tégument : membrane différenciée qui recouvre un organe.
- Télétoxie : émission de substance toxiques dans le milieu ambiant par des végétaux (ou des microorganismes), limitant ainsi l'implantation d'autres plantes à proximité de l'émetteur.
- Tépale : nom donné aux pétales et aux sépales lorsqu'ils sont identiques. Ex. : tulipe.
- Tératologie : étude des déformations anormales, monstrueuses quelle que soit leur origine.
- Terminal : se dit du bourgeon ou de la pousse situé à l'extrémité d'une tige.
- Ternée : se dit d'une feuille composée de trois folioles apparemment égales, ou à trois segments eux-mêmes encore divisés une ou deux fois en trois parties (feuilles dites alors deux ou trois fois ternées).
- Terreau : sorte de terre résultant de la décomposition des débris végétaux.
- Test (ou Testa) : enveloppe plus ou moins dure ou coriace recouvrant une graine.
- Tétra-* : préfixe signifiant quatre ou quatre fois : 
  - Tétrade : groupe de quatre spores ou de quatre grains de pollen.
  - Tétradyname : dont les étamines sont inégales, quatre d'entre-elles sont plus longues que les autres?
  - Tétrastique : feuilles disposées en quatre rangées longitudinales autour de la tige, créant un alignement symétrique caractéristique.
  - Tétrakène : fruit sec se fragmentant en quatre akènes, ceux-ci d'abord plus ou moins soudés entre eux.
- Thalamus : réceptacle floral plus ou moins bombé ou allongé sur lequel s'étagent les niveaux d'insertion des pièces florales.
- Thalle : structure de base des organismes dans lequel il n'existe pas de racines, tiges, feuilles, différenciés
- Thèque : partie de l'anthère comportant les sacs polliniques ; chaque étamine comprend généralement deux thèques, rarement plusieurs ou une seule.
- Thermophile : se dit d'une espèce qui affectionne les stations chaudes (plus de 30 °C).
- Thermonastie : mouvement d'un organe à la suite d'une variation de la température
- Thérophyte : plante dont le cycle de vie, depuis la germination de la graine jusqu'à la maturation des semences, dure moins d'un an.
- Thyrse : inflorescence composée (grappe de cymes).
- Tige : Partie aérienne des végétaux supérieurs, qui porte les feuilles.
- Tigelle : première tige de l'embryon, comprise entre la radicule et le gemmule ; elle porte les cotylédons
- Tomenteux : se dit d'une plante ou d'une partie de plante recouverte de poils épais, à la façon d'un feutre (voir aussi pubescent).
- Toruleux : grossièrement cylindrique mais irrégulièrement bosselé.
- Torus : épaississement de la paroi primaire.
- Traçant : qualifie un végétal qui présente un développement horizontal (stolon, drageon, racine, rhizome).
- Trachéide : élément conducteur de la sève brute dont les parois ne sont pas perforées (chez les plantes vasculaires les plus primitives).
- Tri-* : préfixe signifiant trois ou trois fois.
  - Triaperturé : se dit du grain de pollen typique des dicotylédones, ayant en principe trois sillons ou pores germinatifs et présentant une symétrie radiaire.
  - Trifide : fendu en trois parties.
  - Trifolié : se dit d'une feuille dont le pétiole porte trois folioles.
  - Trigone : à trois angles ; qualifie un organe (feuille, fruit) présentant une section triangulaire
  - Triloculaire : à trois loges ; ex. ovaire des Euphorbiacées, du liseron (Convolvulus)
  - Trimère : qualifie une fleur comportant des verticilles de trois pièces ; ex. les Monocotylédones
  - Trimonoécie : caractère des espèces végétales trimonoïques pour lesquelles, sur un même plant, coexistent des fleurs mâle, femelle et hermaphrodite.
  - Triquètre : à section triangulaire et angles saillants, comme la tige de l'ail triquètre.
- Trichome : ensemble de poils tapissant la surface d'un organe végétal.
- Tronc : tige principale ligneuse unique de grande taille et qui s'épaissit avec le temps (chez un arbre).
- Tronqué : comme coupé par une ligne ou un plan transversal.
- Tropisme : orientation de la croissance d'un organe en réponse à des inégalités de certains facteurs du milieu.
- Tropophyte : plante subissant une saison défavorable annuelle pendant laquelle son activité biologique est plus ou moins réduite.
- Tube : partie inférieure d'une corolle, d'un calice ou d'un périgone, formé par la soudure des pétales, des sépales ou des tépales.
- Tubercule :  partie renflée d'un rhizome ou d'une racine riche en substances de réserve. Ex. : la pomme de terre. Également : petite excroissance en forme de verrue arrondie, subcylindrique ou conique (une graine couverte de tubercules).
- Tuberculeux : couvert de tubercules.
- Tubéreux ou Tubérisé : se dit de racines ou de tiges enflées, pleines de matières nutritives mises en réserve, devenues semblables à des tubercules.
- Tuberisé : se dit d'un organe renflé et gorgé de substances de réserves, transformé en tubercule.
- Tubes criblés : cellules vivantes disposées en files par lesquels transite la sève élaborée ; éléments conducteurs du phloème.
- Tubulé (fleuron) : à corolle actinomorphe en tube terminée par de minuscules lobes tous égaux (dans le capitule des composées).
- Turbiné : en parlant d'un élément végétal ou d'un coquillage, qui a la forme d'une toupie, d'un cône[18].
- Turficole : se dit d'un organisme qui vit dans les milieux tourbeux, typiquement dans une tourbière.
- Turgescent : assez gorgé d'eau pour devenir ferme.
- Turion : jeune tige naissant d'une plante vivace. S'utilise aussi pour désigner, chez certaines lemnacées, de minuscules lames formées par les lentilles et assurant la persistance de l'espèce pendant l'hiver.

## U
- Ubiquiste : qui croit indéfiniment dans des milieux divers
- Unciné : adjectif, se dit d'un organe en forme de crochet, ou terminé par un crochet (feuille, carpelle)
- Unilatéral : adjectif, se dit lorsqu'un ensemble d'organes est tourné d'un seul côté. Ex. : une inflorescence unilatérale.
- Uniloculaire : présentant une seule loge. Un ovaire uniloculaire.
- Unipare : se dit d'une cyme dans laquelle un seul rameau latéral se développe sous l'axe dont la croissance est arrêtée.
- Unisérié : adjectif, se dit d'un organe composé d'une seule file de cellules.
- Uniséminé : à une graine (synonyme : monosperme. Antonymes : pauciséminé, multiséminé).
- Unisexué : adjectif, se dit d'une fleur soit uniquement mâle (ne possédant que des étamines), soit uniquement femelle (ne possédant qu'un pistil).
- Urcéolé: en forme de cruche ou de grelot, ventru au milieu et resserré à l'orifice.
- Urticant : adjectif, se dit d'une plante ou d'un organe dont le contact produit une brûlure. Les poils urticants des orties.
- Utricule : chez les laîches, petit sac qui entoure chacune des fleurs femelles (seuls les stigmates sortent de l'ouverture située à son sommet) ; chez utricularia, piège en forme de petit sac immergé capturant de minuscules organismes aquatiques par aspiration.

## V
- Vacuole : inclusion cytoplasmique généralement grande contenant un liquide.
- Vaisseau conducteur : élément spécialisé conducteur de la sève.
- Valvaire (préfloraison) : dans le bouton, les pièces d'une enveloppe florale sont verticillées et se touchent par leurs bords contigus sans se recouvrir ; ou bien, parfois, elles ont les bords plus ou moins écartés les uns des autres.
- Valve : partie d'un organe qui se fragmente ou se fend, par ex. parties d'un péricarpe dans une capsule ou dans une gousse fendue (déhiscente) à maturité.
- Variégation : synonyme de panachure.
- Végétatif : qui a trait à la vie de la plante, à l'exclusion de la floraison et de la fructification.
- Végétative (cellule) : dans le grain de pollen, cellule du gamétophyte dont le noyau coordonne la germination du pollen.
- Végétative (multiplication) : se dit de la reproduction d'une plante sans intervention de la sexualité.
- Végétative (phase) : période pendant laquelle la plante ne fleurit pas.
- Velamen : Tissu spongieux entourant comme un manchon les racines aériennes de certaines plantes comme les orchidées épiphytes.
- Velu : couvert de poils.

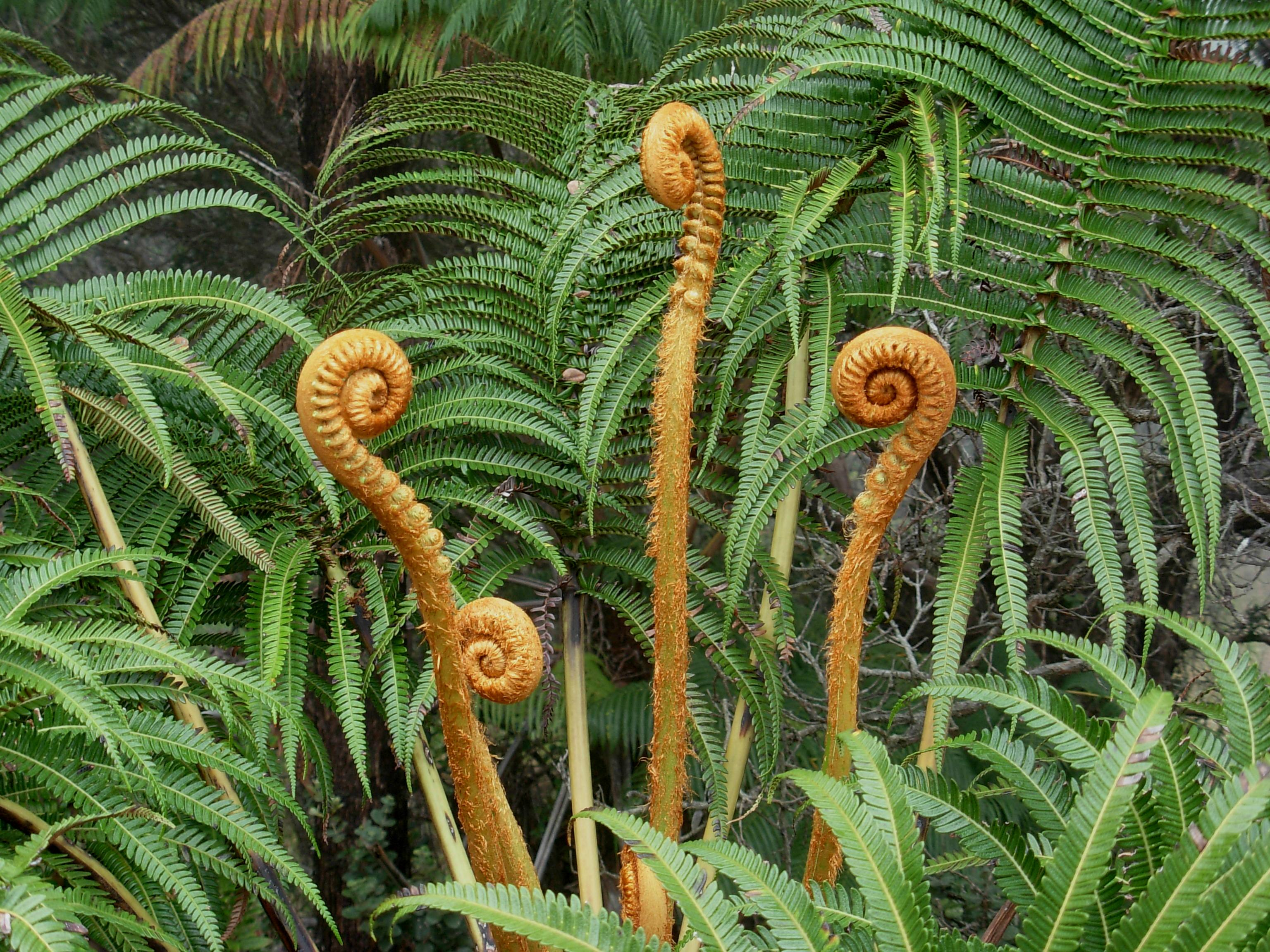
Vernation circinée des crosses de la fougère Sadleria cyatheoides.

- Ventral : situé du côté opposé à l'axe (= antérieur = abaxial)
- Vernalisation : aptitude à fleurir acquise à la suite d'une exposition ) une période froide.
- Vernation : préfoliation ou préfloraison
- Verticille : ensemble de pièces, feuilles par exemple, implantées sur un axe au même niveau.
- Verticillastre : inflorescence composée de cymes bipares opposées ou verticillées.
- Verticillé : disposé en verticille. Des feuilles verticillées.
- Vésicule : organe enflé en forme de petite vessie ou de petite outre. Se dit notamment des petits sacs operculés des feuilles des utriculaires.
- Vésiculeux : enflé en forme de vésicule, en forme de petite vessie. Une gousse vésiculeuse, un poil vésiculeux, etc.
- Villeux : qui est couvert de poils fins, plutôt longs et mous, et disposés en tout sens ; velu.
- Viscidium (anglicisme) : synonyme de rétinacle. Chez les orchidées, petite masse visqueuse et collante à laquelle sont rattachées les pollinies par l'intermédiaire du caudicule, leur permettant de se coller sur l'insecte pollinisateur.
- Vivace : se dit d'une plante vivant plus de trois saisons (on parle de plante pérenne lorsqu'elle semble vivre indéfiniment). Les arbres sont le meilleur exemple des plantes vivaces.
- Vivipare : (Sens 1) : fleur remplacée[pas clair] par un bourgeon végétatif (ou une bulbille, ou une plantule végétative).
(Sens 2) : plante dont les graines germent alors que le fruit qui les contient est encore attaché à la plante mère (ex. palétuvier).
- Voile : (mycologie) couche de tissus enveloppant le primordium du sporophore de certains champignons supérieurs ; (botanique) synonyme de velamen.
- Volubile : adjectif (du latin volubilis, « qui tourne »), adjectif qualifiant la tige d'une plante grimpante s'enroulant, dans un sens défini (dextre ou senestre), autour de son support, par thigmotropisme.
- Vrille : feuille ou rameaux modifié d'une plante grimpante et capable de s'enrouler autour d'un support.

## X
- Xénogamie : fécondation d'une fleur par du pollen provenant d'un autre individu.
- Xénophyte : se dit d'une plante qui a été introduite depuis un autre emplacement géographique ; [préfixe xéno- (« indique un rapport avec l’étranger ») du grec xénos (« étranger, hôte »)]
- Xérophile : se dit d'une plante ou d'une communauté végétale croissant habituellement dans des milieux secs.
- Xérophyte : plante vivant habituellement dans des milieux secs.
- Xylème : tissu conducteur transportant l'eau et les sels minéraux. Le xylème secondaire est synonyme de bois.

## Z
- Zoïde : spore ou gamète nageant librement grâce à des cils ou des flagelles.
- Zoïdogamie : fécondation résultant de la fusion de deux zoïdes (gamètes).
- Zoochorie : dispersion des graines (ou du pollen) par les animaux.
- Zoogamie  mode de pollinisation dans lequel le pollen est transporté par des animaux.
- Zoophyte : se dit, en histoire naturelle, de certains animaux inférieurs qui ressemblent à des plantes.
- Zoospore ( ou Sporozoïdes) : spores flagellées, mobiles dans l'eau et produites par certaines espèces de bactéries, algues, champignons et pseudochampignons.
- Zygomorphe : se dit d'une fleur à symétrie bilatérale.
- Zygote : œuf, cellule diploïde résultant de la fusion de deux gamètes de sexe opposés.